# Luftstreitkräfte (Deutsches Kaiserreich)
Die Luftstreitkräfte des Deutschen Kaiserreichs während des Ersten Weltkrieges bestanden aus Verbänden des Kontingentsheeres; Seeflieger und Marineluftschiffe unterstanden dagegen der Kaiserlichen Marine.
Die Luftstreitkräfte bestanden bis 1918 aus:
- der Fliegertruppe
- der Luftschiffertruppe
- dem Wetterdienst
- der Flugabwehrartillerie
- dem militärischen Luftschutz

Zu ihnen zählten die entsprechenden Einheiten des Heeres unter dem Inspekteur der Flieger (IdFlieg) und der Luftschiffer (IdLuft), später zusammengefasst unter dem Kommandierenden General der Luftstreitkräfte (Kogenluft). Die Einheiten der Marine unterstanden dagegen dem Reichsmarineamt.
Im Ersten Weltkrieg kämpften ihre Flieger und Luftschiffer an allen Fronten (West-, Ostfront, Balkan, Italien, Dardanellen, Palästina/Sinai, Kaukasus, Mesopotamien), in den Kolonien (Ostafrika, Südwestafrika, Tsingtau) und, gestützt auf Kriegsschiffe, auf hoher See.
Sie führten Luftkrieg (Krieg in der Luft, Krieg aus der Luft); die Aufklärung von Bodenzielen aus der Luft („Luftaufklärung“) beeinflusste die Kriegsführung stark.
Mit der militärischen Niederlage Ende 1918 und der Auflösung des deutschen Kaiserreichs wurden alle Flieger- und Luftschiffertruppen in Heer und Marine demobilisiert. Bis 1919 dienten einzelne Flieger und Einheiten noch in den Freikorps sowie im Baltikum und im Grenzschutz. Entsprechend den Bestimmungen des Versailler Vertrags (unter Protest von den Deutschen am 28. Juni 1919 unterzeichnet) kam die Militärluftfahrt in Deutschland ab 1919 zum Erliegen. Das verbliebene Material wurde an die Alliierten abgeliefert, verkauft oder verschrottet.

## Von den Anfängen bis zum Ersten Weltkrieg
Bereits 1884 stellte die Preußische Armee ein erstes Ballondétachement (détachement = Einheit) auf, woraus 1887 eine Luftschifferabteilung entstand.
1896 erfolgte die Einführung des Parseval-Sigsfeld-Fesselballons mit 600 m³ Gasinhalt und durch Windzug aufgeblasenen Luftkammern. Diese im Gegensatz zu den kugelförmigen Ballons auch als „Drachen“ bezeichneten Ballons lagen aufgrund ihrer Konstruktion stabiler im Wind und konnten daher besser als Beobachtungsplattform genutzt werden.
1901 erhielten die Feldluftschiffer der Luftschiffertruppen das erste Luftschifferbataillon, das am Standort Döberitz untergebracht wurde; die Luftschiffe operierten jedoch von Berlin-Staaken aus.
Dort folgte 1906 auch die Aufstellung der „Versuchskompanie für Motorluftschiffahrt“ unter Major Hans Groß.
1910 hielt das Flugzeug Einzug in die deutsche Militärluftfahrt. Die ersten Militärpiloten wurden ab Mai 1910 auf Kosten und organisiert von Walther Huth (ein Gründer der Albatros Flugzeugwerke) auf einer aus Frankreich importierten Farman III ausgebildet. Der erste Fluglehrer der am 1. Mai offiziell eröffneten „Provisorische Militärfliegerschule Döberitz“ war der Zivilist Simon Brunnhuber, den Huth zuvor bei Hubert Latham zum Piloten hatte ausbilden lassen. Der befehlshabende Offizier war Hauptmann Wolfram de le Roi. Die Ausbildungen Brunnhubers verliefen im Jahr 1910 unfallfrei. Die von Huth bis dahin dem Militär unentgeltlich überlassene Farman III wurde daraufhin am 18. Dezember 1910 als erstes deutsches Militärflugzeug mit der Heeresbezeichnung „B 1“ angekauft. Zu den ersten ausgebildeten Offizieren gehörten Oberleutnant Franz Geerdtz (1877–1958) und die Leutnants Walter Mackenthun, Rudolf Freiherr von Thüna (1887–1936) sowie Eugen von Tarnóczy.
1911 wurde unter der Generalinspekteur des Militärverkehrswesens, Generalmajor Karl Heinrich von Hänisch, die Inspektion des Militär-Luft- und Kraftfahrzeugwesens (ILuK) unter Generalmajor Wilhelm Messing gebildet, der die Fliegertruppe und die Luftschiffertruppe zugeordnet wurden. Ihre praktischen Fähigkeiten wiesen die Flieger vor dem Ersten Weltkrieg unter anderem in den „Prinz-Heinrich-Flügen“ nach.
1912 entstanden die Königlich-Preußische Fliegertruppe mit unterstelltem sächsischen und württembergischen Détachement innerhalb der Preußischen Armee, dazu die Fliegertruppe der Bayerischen Armee (vgl. 1. Königlich Bayerisches Fliegerbataillon) und schließlich die Seeflieger der Kaiserlichen Marine. Letztere wurden ebenfalls im Jahr 1913 aufgestellt und bestanden aus Marineflieger- und Marineluftschifferabteilungen.
Am 1. Oktober 1913 erfolgte die Gründung der Inspektion der Fliegertruppen (IdFlieg) und der Inspektion der Luftschiffertruppen (ILuft), die dem Generalinspekteur des Militärverkehrswesens und der ILuK unterstellt waren und die die Flieger- bzw. Luftschifferbataillone der preußischen Armee einschließlich der landeshoheitlichen Einheiten von Sachsen und Württemberg – mit Ausnahme Bayerns – führten. Erster „IdFlieg“ war Oberstleutnant, später Oberst Walter von Eberhardt; erster „ILuft“ war Oberst Kuno Friedrich von Barfus. Im Rahmen der Heeresverstärkung waren die Fliegerkräfte zu diesem Zeitpunkt auf vier Fliegerbataillone mit zwölf Kompanien, verteilt auf elf Stationen, angewachsen.
Ab 1914 erfolgte die Einteilung der deutschen Militärflugzeuge in A- und B-Flugzeuge, später in weitere Kategorien.

## Entwicklung der deutschen Fliegertruppe 1914–1918

### Mobilmachung
Bei Ausbruch des Krieges wurden aus den nunmehr bestehenden fünf Fliegerbataillonen 33 Feldfliegerabteilungen und 7 1⁄2 Festungsfliegerabteilungen mit je sechs bzw. vier Flugzeugen aufgestellt, dazu fünf Fliegerersatzabteilungen und acht Etappenflugzeugparks, die für den Nachschub an Personal und Flugzeugen zu sorgen hatten. Sämtliche privaten und Werksflugzeuge der Industrie wurden beschlagnahmt. Zu Kriegsbeginn standen dem Heer 254 Piloten und 271 Beobachter zur Verfügung, dazu etwa 270 Doppeldecker und 180 Eindecker, von denen aber nur 295 kriegsbrauchbar waren. Die Marine verfügte über eine Marinefliegerabteilung in Stärke von 217 Mann mit 32 Flugzeugen und vier Flugbooten einschließlich der Schulmaschinen; feldverwendungsfähig waren jedoch nur zwölf Wasser- und ein Landflugzeug. In den Kolonien befanden sich im August 1914 zwei (Deutsch-Südwestafrika) bzw. ein pilotiertes Flugzeug (Deutsch-Ostafrika). Im Pachtgebiet Kiautschou trafen wenige Wochen vor Kriegsbeginn zwei Flugzeuge ein.
Im Zuge der Mobilmachung führten Fliegertruppe und Luftschiffertruppe innerhalb von nur fünf Tagen einen Aufmarschplan durch, der jeweils die Zuordnung von Fliegern zu Armeeoberkommandos (AOK) oder Armeekorps vorsah:
| Kommandoebene                        | Standort      | Einheit                       | Führer                          | Standort          |
| ------------------------------------ | ------------- | ----------------------------- | ------------------------------- | ----------------- |
| OHL                                  | Berlin        | Luftschiff Z.VI               | Hptm. Kleinschmidt              | Köln              |
|                                      |               | Luftschiff Z.VII              | Hptm. Jacobi                    | Baden-Oos         |
|                                      |               | Luftschiff Z.VIII             | Hptm. Konrad Andrée             | Trier             |
|                                      |               | Luftschiff Z.IX               | Hptm Alfred Horn                | Düsseldorf        |
|                                      |               | Luftschiff Viktoria Luise     | Lt. Lampertz                    | Frankfurt am Main |
| Gouvernement Köln                    | Köln          | Festungsflieger-Abteilung 3   | Hptm. Volkmann                  | Köln              |
| Gouvernement Germersheim             | Germersheim   | Festungsflieger-Abteilung (b) |                                 | Germersheim       |
|                                      | Germersheim   | Feldluftschiffer-Trupp 1(b)   |                                 | Germersheim       |
| 1. Armee (von Kluck)                 | Grevenbroich  | Feldflieger-Abteilung 12      | Hptm. von Detten                | Grevenbroich      |
|                                      | Grevenbroich  | Luftschiffer-Abteilung 1      | Hptm. von Zychlinski            | Grevenbroich      |
| II. Armeekorps                       | Erkelenz      | Feldflieger-Abteilung 30      | Hptm. Wagenführ                 | Rheydt            |
| III. Armeekorps                      | Bergheim      | Feldflieger-Abteilung 7       | Hptm. Grade                     | Elsdorf           |
| IV. Armeekorps                       | Jülich        | Feldflieger-Abteilung 9       | Hptm Musset                     | Aachen-Forst      |
| Etappen-Inspektion 1                 | Aachen        | EtFlzPk 1                     | Maj. Gundel, Olt. Vogel         | Düsseldorf        |
| 2. Armee (von Bülow)                 | Montjoie      | Feldflieger-Abteilung 23      | Hptm. von Falkenstein           | Höfen             |
|                                      | Montjoie      | Luftschiffer-Abteilung 2      | Hptm. Spangenberg               | Aachen            |
| Garde-Korps                          | Malmedy       | Feldflieger-Abteilung 30      | Hptm. von Oertzen               | Thirimont         |
| VII. Armeekorps                      | Eupen         | Feldflieger-Abteilung 1       | Hptm. von Gersdorf              | Eupen             |
| IX. Armeekorps                       | Aachen        | Feldflieger-Abteilung 18      | Hptm. Wilberg                   | Aachen-Brand      |
| X. Armeekorps                        | Schleiden     | Feldflieger-Abteilung 11      | Hptm. Geerdtz                   | Call              |
| Etappen-Inspektion 2                 | Bonn          | EtFlzPk 2                     | Maj. Holl                       | Hangelar          |
| 3. Armee (von Hausen)                | Prüm          | Feldflieger-Abteilung 22      | Hptm. von Blomberg              | St. Vith          |
|                                      | Prüm          | Luftschiffer-Abteilung 7      | Hptm. Menzel                    | Niederprüm        |
| XI. Armeekorps                       | St. Vith      | Feldflieger-Abteilung 28      | Hptm. Freytag                   | Wallerode         |
| XII. Armeekorps                      | Waxweiler     | Feldflieger-Abteilung 29      | Hptm. von Jena                  | Ober-Beslingen    |
| XIX. Armeekorps                      | Neuerburg     | Feldflieger-Abteilung 24      | Hptm. von Minkwitz              | Neuerburg         |
| Etappen-Inspektion 3                 | Mayen         | EtFlzPk 3                     | Maj. Mardersteig                | Niedermendig      |
| 4. Armee (Herzog Albrecht)           | Trier         | Feldflieger-Abteilung 6       | Hptm. Job-Heinrich von Dewall   | Trier-Euren       |
|                                      | Trier         | Luftschiffer-Abteilung 3      | Hptm. Schoof                    | Trier             |
| VI. Armeekorps                       | Nennig        | Feldflieger-Abteilung 13      | Hptm. Streccius                 | Dillingen         |
| VIII. Armeekorps                     | Luxemburg     | Feldflieger-Abteilung 10      | Hptm. Hantelmann                | Trier-Euren       |
| XVIII. Armeekorps                    | Luxemburg     | Feldflieger-Abteilung 27      | Hptm. Keller                    | Conz              |
| Etappen-Inspektion 4                 | Kirn          | EtFlzPk 4                     | Maj. Goebel                     | Trier             |
| 5. Armee (Kronprinz Wilhelm)         | Saarbrücken   | Feldflieger-Abteilung 25      | Hptm. Blum                      | Dillingen         |
|                                      | Saarbrücken   | Luftschiffer-Abteilung 4      | Hptm. Stottmeister              | Saarbrücken       |
| V. Armeekorps                        | Wallerfangen  | Feldflieger-Abteilung 19      | Hptm. von Poser                 | Beaumarais        |
| XIII. Armeekorps                     | Diedenhofen   | Feldflieger-Abteilung 4       | Hptm. Haehnelt                  | Nieder-Jeutz      |
| XVI. Armeekorps                      | Festung Metz  | Feldflieger-Abteilung 2       | Hptm. Kirch                     | Metz              |
| Etappen-Inspektion 5                 | Homburg       | EtFlzPk 5                     | Olt. Pohl                       | Homburg           |
| Gouvernement Metz                    | Metz          | Festungsflieger-Abteilung 1   | Hptm. von Kleist                | Metz-Frescaty     |
|                                      | Metz          | Feldluftschiffer-Trupp 18     | Olt. Rudersdorf                 | Metz-Frescaty     |
|                                      | Metz          | Feldluftschiffer-Trupp 19     | Olt. Neidhardt                  | Metz-Frescaty     |
|                                      | Metz          | Feldluftschiffer-Trupp 20     | Olt. Wolfenstetter              | Metz-Frescaty     |
|                                      | Metz          | Feldluftschiffer-Trupp 21     | Olt. Schmitt                    | Metz-Frescaty     |
| Gouvernement Diedenhofen             | Diedenhofen   | Feldluftschiffer-Trupp 22     | Olt. Moller                     | Diedenhofen       |
| 6. Armee (Kronprinz Rupprecht)       | St. Avold     | Feldflieger-Abteilung 5       | Hptm. Werner Kerksieck († 1914) | St. Avold         |
|                                      | St. Avold     | bayr. Luftschiffer-Abteilung  | Hptm. Lochmüller                | St. Avold         |
| XXI. Armeekorps                      | Dieuze        | Feldflieger-Abteilung 8       | Olt. Jermann                    | Bühl              |
| I. bayr. Armeekorps                  | Saarburg      | Feldflieger-Abteilung 1b      | Hptm. Erhardt                   | Bühl              |
| II. bayr. Armeekorps                 | Falkenberg    | Feldflieger-Abteilung 2b      | Rittm. Graf Wolffskeel          | Falkenberg        |
| III. bayr. Armeekorps                | Kurzel        | Feldflieger-Abteilung 3b      | Hptm. Pohl                      | Urville/Metz      |
| Etappen-Inspektion 6b                | Homburg       | EtFlzPk 6b                    | Olt. Hiller                     | Zweibrücken       |
| 7. Armee (von Heeringen)             | Straßburg     | Feldflieger-Abteilung 26      | Hptm. Walter                    | Straßburg         |
|                                      | Straßburg     | Luftschiffer-Abteilung 6      | Hptm. Kalsow                    | Straßburg         |
| XIV. Armeekorps                      | Müllheim      | Feldflieger-Abteilung 20      | Hptm. Barends                   | Freiburg i. Br.   |
| XV. Armeekorps                       | Straßburg     | Feldflieger-Abteilung 3       | Hptm. Genée                     | Straßburg         |
| Etappen-Inspektion 7                 | Appenweiler   | EtFlzPk 7                     | Maj. Siegert                    | Baden/Oos         |
| Gouvernement Straßburg               | Straßburg     | Festungsflieger-Abteilung 2   | Hptm. von Falkenhayn            | Straßburg         |
|                                      | Straßburg     | Feldluftschiffer-Trupp 14     | Hptm. Batzer                    | Straßburg         |
|                                      | Straßburg     | Feldluftschiffer-Trupp 15     | Rittm. Bartmann                 | Straßburg         |
| Gouvernement Neu-Breisach            | Neu-Breisach  | Feldluftschiffer-Trupp 13     | Olt. Pachmayr                   | Neu-Breisach      |
| 8. Armee (von Prittwitz und Gaffron) | Marienburg    | Feldflieger-Abteilung 16      | Hptm. Wilhelm Schmoeger         | Graudenz          |
|                                      | Marienburg    | Luftschiffer-Abteilung 3      | Hptm. Schellbach                | Königsberg        |
|                                      | Marienburg    | Luftschiff Z.IV               | Hptm. Von Quast                 | Königsberg        |
| I. Armeekorps                        | Gumbinnen     | Feldflieger-Abteilung 14      | Hptm. Heinrich                  | Insterburg        |
| XVII. Armeekorps                     | Deutsch-Eylau | Feldflieger-Abteilung 17      | Hptm. Dincklage                 | Deutsch-Eylau     |
| XX. Armeekorps                       | Allenstein    | Feldflieger-Abteilung 15      | Hptm. Donat                     | Allenstein        |
| 3. Reserve-Division                  | Hohensalza    | Festungsflieger-Abteilung 7   | Hptm. von der Goltz             | Lötzen            |
| Gouvernement Königsberg              | Königsberg    | Festungsflieger-Abteilung 5   | Hptm. Lölhöffl                  | Königsberg        |
|                                      | Königsberg    | Feldluftschiffer-Trupp 1      | Olt. von Kyckbusch              | Königsberg        |
| Gouvernement Graudenz                | Graudenz      | Festungsflieger-Abteilung 6   | Olt. Donnevert                  | Graudenz          |
|                                      | Graudenz      | Feldluftschiffer-Trupp 26     | Hptm. von Gellhorn              | Graudenz          |
| Gouvernement Posen                   | Posen         | Festungsflieger-Abteilung 4   | Rittm. von Hantelmann           | Posen             |
|                                      | Posen         | Feldluftschiffer-Trupp 5      | Hptm. Meyer                     | Posen             |
|                                      | Posen         | Luftschiff Z.V                | Hptm. von Quast                 | Posen             |
| Gouvernement Thorn                   | Thorn         | Feldluftschiffer-Trupp 23     | Hptm. Granier                   | Thorn             |
|                                      | Thorn         | Feldluftschiffer-Trupp 24     | Olt. Link                       | Thorn             |
|                                      | Liegnitz      | Luftschiff S.L.II             |                                 | Liegnitz          |

## Kriegseinsatz
Die Fliegerabteilungen des Heeres, die logistisch und fachlich der IdFlieg und damit der Heimatorganisation zugeordnet blieben, wurden im Feld nun den General- oder Armeeoberkommandos bzw. den Festungskommandanten unterstellt, von dort geführt und eingesetzt. Bereits 1912 hatte daher eine Denkschrift eine einheitliche Führung der Fliegertruppe unter eigenem Kommando gefordert. Stattdessen zeigte sich rasch, dass das Zusammenwirken zwischen Fliegern und Bodentruppen im operativen Einsatz völlig andere Anforderungen an das Verkehrs- und Nachschubwesen stellte, woraus sich zahllose organisatorische Konflikte ergeben mussten. Der Leiter der IdFlieg, Oberst Walter von Eberhardt, organisatorisch noch immer der Generalinspektion des Militärverkehrswesens (GI), und dort wieder der nachgeordneten Inspektion des Militär-Luft- und Kraftfahrzeugwesens (ILUK) unterstellt, bemühte sich erfolglos, das Durcheinander von Front-, Etappen- und Heimatorganisation zu steuern. Dazu trug er dem Chef des Generalstabes die Probleme vor und beantragte, zur effektiveren Führung einen „Chef des Feldfliegerwesens“ bei der Obersten Heeresleitung (OHL) sowie „Kommandeure der Flieger“ auf Armeeebene zu etablieren, stieß aber beim Chef des Generalstabes auf kein Verständnis, der am 27. August 1914 Eberhardts Antrag ablehnte. Damit verzögerte sich die notwendige Reorganisation der Luftstreitkräfte um fast zwei Jahre. Major Richard Roethe, der Oberst von Eberhardt im Amt nachfolgte, konnte dieses Dilemma nicht lösen.
Schnell absehbar war, dass die Ersatzabteilungen den Bedarf nach qualifiziertem Personal wie Flugzeugführern, Beobachtern und Monteuren nicht decken konnten. Am 12. August 1914 fiel der erste Offizier der deutschen Fliegertruppe, Leutnant der Reserve Reinhold Jahnow von der FFA 1. Bis zum Oktober 1914 gingen etwa 100 Flugzeuge verloren, 52 Piloten starben. Ein Freiwilligenaufruf vom 12. August 1914 zugunsten der Fliegertruppe erbrachte 15.000 Meldungen; hier hieß es: „… Die Meldungen von Kriegsfreiwilligen überschreiten zwar, wie bei allen Waffen, so auch bei der Fliegertruppe, den augenblicklichen Bedarf weitaus. Indessen muss hier eine besonders sorgfältige Auswahl getroffen werden und auch von den Ausgewählten werden im Laufe der Ausbildung noch viele zurücktreten müssen. Es kommt deshalb darauf an von vornherein die Geeigneten als Kriegsfreiwillige einzustellen, d. h. Solche, die neben der erforderlichen Intelligenz und tüchtigen Charaktereigenschaften im Besonderen auch schon Vorkenntnisse in der Bedienung und Pflege von Flugmotoren besitzen. Solche Persönlichkeiten werden sich namentlich unter den Studierenden der Techn. Hochschulen und anderer technischer Lehranstalten finden, die sich diesem Sonderfach zugewendet haben. Außerdem werden geübte Mechaniker und Monteure gebraucht. Kriegsfreiwillige melden sich zur Ausbildung als Flugzeugführer oder zur Einstellung als Hilfsmonteure bei der Königlichen Inspektion der Fliegertruppen in Berlin-Schöneberg, Alte Kaserne (Fiskalische Straße), Auswärtige schriftlich.“
Auf Vorschlag des Inspekteurs der Fliegertruppen erging am 18. August 1914 ein Erlass des Ministeriums an alle Generalkommandos, geeignete Bewerber aus den aktiven, Reserve- und Landwehroffizieren, vornehmlich den Ballonführern an die Inspektion zu melden. In Anlehnung an die Flugzeugfabriken entstanden Flugschulen, eine Fliegerersatzabteilung 5 wurde in Hannover aufgestellt.
Die verfügbare Lieferkapazität von wöchentlich etwa 50 Flugzeugzellen, 18 Reihen- und 6 Umlaufmotoren im Monat war absolut unzureichend, der Nachschubweg nicht organisiert.
Lieferungen an das Heer, die Marine und den österreichisch-ungarischen Verbündeten konkurrierten miteinander, Leitstellen auf Kommandoebene, die den Materialbedarf feststellen und in Anforderungen umsetzen konnten, existierten nicht. Infolgedessen organisierten die Fliegerabteilungen eigenmächtig „Kraftwagenexpeditionen“ zu den Flugzeugfabriken und besorgten sich neue Maschinen ab Werk. Die Übersicht und damit die lagegerechte und effiziente Disposition über Nachschubbedarf, Materialzufluss und -vorrat ging verloren. Schließlich behinderten zudem Länderinteressen die Effizienz: Bayern verfügte über eigene Fliegerabteilungen und baute eigene Etappenorganisation unter Führung einer eigenen Inspektion aus, Württemberg verfügte aufgrund seiner Motorenindustrie über besonders viel technisch geschultes Personal, das in anderen Einheiten fehlte, und auch Sachsen beharrte auf eigenen Einheiten. Lediglich die Marineflieger blieben ohne landsmannschaftliche Zugehörigkeit zentral dem Reichsmarineamt zugeordnet.
Eine parlamentarische Kommission, der der bekannte Zentrums-Politiker Matthias Erzberger sowie die Abgeordneten Dr. Hermann Paasche, Freiherr Karl von Gamp-Massaunen, Graf von Oppersdorf, Schulz-Bromberg, Graf von Westarp und Dr. Otto Wiemer angehörten, kümmerte sich um Verbesserungen in Zusammenarbeit mit Heeres-, Marineverwaltung und Industrie. Etwa 6000 Arbeiter und Spezialisten wurden vom Kriegsdienst freigestellt, Lizenzverträge zur Produktion fremder Fabrikate angepasst, erbeutetes Material bereitgestellt, Rohstoffe zugewiesen und Fliegeroffiziere zur technischen Abnahme der Flugzeuge abkommandiert. Eine Koordinationszentrale sollte Problemen zwischen militärischer und industrieller Planung vorbeugen.

### Kriegsverlauf

#### 1914
Bereits in den ersten Kriegstagen zeichnete sich die Bedeutung der Flieger ab, vor allem bei der Luftaufklärung. Die Skepsis der Truppenführer und Befehlshaber schlug zunächst in Anerkennung um und dann sehr rasch in Forderungen – überall wurde nach dem Einsatz von Fliegern gerufen und die Aufstellung weiterer Einheiten gefordert. Enge Zusammenarbeit zwischen kämpfender Truppe, Kommandostellen und Fliegern war erforderlich; auf der Ebene Armeeoberkommando (AOK) wurden daher ab Oktober 1914, zunächst uneinheitlich und improvisiert, Stabsoffiziere der Flieger (Stofl) zur Beratung der Armeebefehlshaber eingesetzt.
Taktisch trat neben die reine Augen- und die behelfsmäßige Fotoaufklärung auch die Feuerleitung der Artillerie aus der Luft, zumal die Überlegenheit insbesondere der Armée de l’air hierbei rasch zu Tage trat. Der Chef des Generalstabes forderte daher von der IdFlieg die rasche Bereitstellung entsprechender Kräfte und Flugzeuge. Die Festungsfliegerabteilungen wurden ab Oktober 1914 auf sechs Flugzeuge verstärkt und in Feldfliegerabteilungen umgebildet, am 28. September wurde die erste „überplanmäßige“ Fliegerabteilung (FlAbt 31) aufgestellt und von Berlin-Johannisthal an die Ostfront verlegt. Bis Ende November konnten 462 neue Flugzeuge an die Fliegertruppe geliefert werden. Die Auslieferung erfolgte inzwischen über Zwischendepots in Köln, Trier, Saarburg, Graudenz und Posen.
Noch am 17. September 1914 hatte die Frankfurter Zeitung geschrieben: „Der Luftkrieg an sich kann nach den bisherigen Erfahrungen als eine Utopie bezeichnet werden. Die Aufgabe des Fliegers ist zu sehen, aber nicht zu kämpfen, und auch die französischen Flieger folgen diesem Grundsatze.“ Mit den erbitterten Gefechten in der Luft („Luftkampf“) hatten die Militärbehörden nicht gerechnet, obwohl der Flugpionier und Konstrukteur August Euler im Juli 1910 ein Patent anmeldete, das ihm unter der D.R.P. 248601 erteilt wurde und bereits 1911 bei der ILA ein Flugzeug mit eingebautem MG ausgestellt hatte. Der französische Flugzeugkonstrukteur Gabriel Voisin hatte im Oktober 1910 seinen Doppeldecker Voisin Standard mit einem Maschinengewehr ausgerüstet auf dem Aerosalon 1910 in Paris ausgestellt; es gilt als das erste bewaffnete Flugzeug der Welt.
Die französische Aéronautique Militaire hatte dagegen bereits konsequent damit begonnen, ihre Farman- und Voisin-Bomber mit MGs und leichten Geschützen auszurüsten; diese eher langsamen und als Jagdflugzeuge untauglichen Maschinen wurden von den deutschen Besatzungen als „Bauernschreck“ verlacht. Am 16. September 1914 wurde eine „Taube“ der Feldfliegerabteilung 10 durch ein feindliches Flugzeug mit MG schwer beschädigt. Am 5. Oktober 1914 fiel eine deutsche Aviatik dem Angriff einer französischen Voisin im ersten Luftkampf zum Opfer. Immer häufiger kehrten deutsche Aufklärungsflugzeuge nicht vom Einsatz zurück. Die französischen Kampfflieger Roland Garros, Védrines, Pégoud und andere Piloten schossen mit ihren schnellen und wendigen Maschinen die wehrlosen und schwerfälligen deutschen Zweisitzer ungefährdet vom Himmel. Damit erblindete die deutsche Luftaufklärung; die Befehlshaber und ihre Stäbe tappten im Dunkeln, während die Vorbereitung der großen französischen Offensive in der Champagne anlief.
Das alarmierte schließlich auch die höchsten militärischen Stellen. Die Forderung nach einem „Kampfflugzeug“ wurde in das Pflichtenheft „Typ III“ umgesetzt, ein schweres dreisitziges und zweimotoriges K-Flugzeug, das sich jedoch als viel zu langsam und schwerfällig für den Luftkampf erweisen sollte, dafür aber zur erfolgreichen Entwicklung der Großflugzeuge führte.

#### 1915
Noch weit von einer einheitlichen taktisch-technisch-logistisch integrierten Führung der Luftstreitkräfte entfernt, berief die Oberste Heeresleitung (OHL) Major Wilhelm Siegert als Sachverständigen Leiter in die OHL, der die vormals abgelehnten Vorschläge des IdFlieg aufgriff. Am 11. März 1915 wurde durch allerhöchste Kabinettsorder schließlich ein „Chef des Feldflugwesens“ ernannt, der ohne weitere bürokratische Bindung an das Verkehrswesen an den Generalquartiermeister direkt berichtete und, wenn auch ohne taktisch-operative Befugnisse, die Führung von Feldluftschiffern und Feldfliegern übernahm und Organisation und Ausbildung der Flieger vereinheitlichen und verbessern sollte. Erster (und einziger) Feldflugchef wurde Major i. G. Hermann Thomsen.
Auch die bisher provisorisch tätigen Stofl wurden nun bestätigt und einheitlich in allen AOK tätig. Sie erhielten zudem mit dem Kommando über die aus der Etappen-Organisation herausgelösten neu unterstellten Armeeflugparks auch die Möglichkeit, die Fliegerabteilungen in ihrem Verantwortungsbereich logistisch zu steuern. Neben einem Stamm erhielten diese Flugparks dafür entsprechend den zu versorgenden Fliegerabteilungen eigenständige Züge, um die logistische Zusammenarbeit weiter zu optimieren: Wartung, Instandsetzung oder Abschub beschädigter Flugzeuge und Motoren, Bevorratung und Umschlag von Ersatzteilen und Munition, Übernahme von Ersatzmaschinen, deren Ausrüstung und Einfliegen. In den Einsatzverbänden tätige Technische Offiziere beaufsichtigten die Motorenwarte, überwachten den technischen Zustand der Flugzeuge und organisierten den Ab- und Nachschub zu bzw. von den Parks in die Einheiten.
Inzwischen hatte sich die Zahl der Fliegerabteilungen an der Front mit 25 fast verdoppelt. Der neue Feldflugchef, der inzwischen zum Oberstleutnant i. G. beförderte Hermann Thomsen, sein Stabsoffizier für Fliegertruppen, Major Wilhelm Siegert, und der insgesamt zehnköpfige Stab kümmerten sich um effiziente Ausbildung des Personals und die technische Verbesserung – insbesondere stärkere Bewaffnung – der deutschen Maschinen. Während französische Flugzeuge bereits überwiegend mit Maschinenwaffen bewehrt waren, waren deutsche Flieger mit ihren leichten Handwaffen praktisch wehrlos. Offensive Aufklärungseinsätze waren kaum noch möglich, stattdessen musste die Infanterie hinnehmen, dass alliierte Flieger, nahezu ungehindert über den Stellungen kreisend, das feindliche Artilleriefeuer leiteten. Bis zum 1. Mai 1915 gelangten Mauser-Selbstladegewehre und allmählich auch neue, leichtere Maschinengewehre an die Feldfliegerabteilungen und wurden als Defensivwaffe in die Beobachterkanzel montiert. Nachdem ein MG-Schütze am 19. Mai 1915 den erfolgreichen französischen Kampfflieger Roland Garros von der Escadrille MS. 23 bei Ingelmünster mit seinem Morane-Saulnier LA zur Landung gezwungen hatte, inspirierte die Beutemaschine mit starr nach vorn schießendem MG auch die Produktion eines deutschen Jagdeinsitzers. Flugzeugkonstrukteur Anton Fokker wurde von der IdFlieg mit der Untersuchung des Beuteflugzeugs beauftragt und griff zusammen mit seinem Chefingenieur Platz und dem Waffenspezialisten Heinrich Lübbe das Konzept auf und verbesserte es. Die Verwendung von Ablenkblechen als Geschossabweiser wie bei der französischen Maschine verbot sich, denn Ablenkbleche wurden von den deutschen Stahlmantelgeschossen glatt durchschlagen. Die Fokker Flugzeugwerke entwickelten stattdessen ein bereits vor dem Krieg vom LVG-Konstrukteur Franz Schneider patentiertes Verfahren eines Synchronisationsmechanismus zum Unterbrechergetriebe weiter, das motorgesteuert den MG-Abzug blockierte, sobald sich das fest auf der Motorwelle sitzende Propellerblatt vor dem MG-Lauf befand. Der Mechanismus wurde in einen Fokker M.5K-Eindecker eingebaut, der als Fokker E.I in Serien-Produktion ging. Das neu geschaffene Jagdflugzeug wurde zunächst rein defensiv eingesetzt; die Fliegerabteilungen erhielten ein bis zwei Fokker-Eindecker zum Begleitschutz für Aufklärungsmissionen.
Im Oktober 1915 verfügte die Fliegertruppe über 80 Fliegerabteilungen zu je 6 Flugzeugen, 8 Artillerie-Fliegerabteilungen mit je 4 Flugzeugen und 2 FT-Empfangs-Geräten, 18 Armeeflugzeugparks, 12 Fliegerersatzabteilungen, die beiden Brieftaubenabteilungen Ostende und Metz zu je 6 Abteilungen, einen Versuchs- und Übungsflugpark der OHL und 2 Kampfstaffeln zum Heimatschutz.

#### 1916
Im Juni 1916 operierten die Feldfliegerabteilungen 1–61 zu 6 Flugzeugen, die Artilleriefliegerabteilungen 201–227 zu 6 Flugzeugen, die Kagohl 1–5 zu 36 Flugzeugen, dazu die Kampfstaffeln 31–36, die beiden Riesenflugabteilungen 500 und 501 mit je 3–4 Flugzeugen, die Fliegerabteilung „Pascha“ mit 12 Flugzeugen, das Fliegerkommando Sofia in Bulgarien mit 6 Flugzeugen, Fliegergruppen in der Türkei mit 20 Flugzeugen, die Sonderstaffel S1 mit 6 Flugzeugen. Zwei Kampfeinsitzerstaffeln mit Jagdeindeckern schützten Mannheim und Trier mit je ca. 10 Flugzeugen gegen einfliegende Bombengeschwader. 17 Armeeflugzeugparks sorgten für die Zuführung von Material.
Ende 1916 war die Gesamtzahl der an West- und Ostfront verfügbaren Maschinen auf 910 C-Flugzeuge, 210 D-Flugzeuge und 24 G-Flugzeuge angestiegen; in den Parks waren 423 einsatzbereite Ersatzflugzeuge verfügbar.
Der Großteil der Zeppeline befand sich bei der Marine im Einsatz, dazu verfügten die Heeresluftschiffer über die Luftschiffe LZ 77, 79, 81, 85, 86, 88, 90, 95 Z XII und SL VII. die Feldluftschiffertruppe über 45 Feldluftschifferabteilungen mit je zwei Fesselballons, die unter fachlicher Beratung von Stabsoffizieren der Luftschiffertruppe (StoLuft) auf Heeresgruppenebene geführt wurden.
Den Fliegerabteilungen an der Westfront waren inzwischen je vier Kampfeinsitzer angegliedert worden, der Aufbau der Jagdstaffeln ging voran, die Artillerieflieger waren vollständig mit FT-Geräten ausgestattet, sieben Kampfgeschwader standen als Bomberformationen zur Verfügung. Mit 1144 Maschinen war die Stärke der Fliegertruppe zwar deutlich gestiegen, stand aber dennoch vor großen Problemen, zahlenmäßig und qualitativ mit der erheblichen personellen wie materiellen Überlegenheit der Entente mitzuhalten, die Mitte 1916 in der Somme-Schlacht klar zutage trat. Alle verfügbaren Kräfte, Personal, Material, Maschinen, Industriekapazität, Rohstoffe mussten extrem effizient eingesetzt und genutzt werden; das galt von den Führungs- und Einsatzgrundsätzen an der Front über die Ausbildung des Personals in Etappe und Heimat bis zur Forschung, Konstruktion und Produktion in der Industrie. Feldflugchef Thomsen forderte „die einheitliche Leitung unserer gesamten Rüstung zur Luft, die planmäßige Entwicklung, Ausbildung, Bereitstellung und Verwendung aller Luftstreitkräfte und Luftabwehrmittel und die organisatorische Zusammenfassung des gesamten Flugwesens des Heeres und der Marine.“ Die neue OHL erwirkte daher am 8. Oktober 1916 die kaiserliche Kabinettsorder: „Die wachsende Bedeutung des Luftkrieges erfordert es, die gesamten Luftkampf- und Luftabwehrkräfte des Heeres im Felde und in der Heimat in einer Dienststelle zu vereinigen. Hierzu bestimme ich: der einheitliche Aufbau, die Bereitstellung und der Einsatz dieser Kriegsmittel wird einem „Kommandieren General der Luftstreitkräfte“ (Kogenluft) übertragen, der dem Chef des Generalstabes unmittelbar unterstellt wird. Der Chef des Feldflugwesens tritt, unter Aufhebung seiner Dienststelle, als Chef des Generalstabes zum Kommandierenden General der Luftstreitkräfte.“
Die Seeflieger blieben weiterhin der Marine zugeordnet. Um sich verschärfenden Konflikte mit dem Reichsmarineamt über die Versorgung mit Flugzeugen, Motoren und Personal zu lösen, war dem Stab des Feldflugchefs ein Marineoffizier hinzugefügt worden.
Die Marine verfügte über folgende Fliegerkräfte:
| Bezeichnung                     | Standort  |
| ------------------------------- | --------- |
| Seeflugstation (Nordsee)        | Helgoland |
| Seeflugstation (Nordsee)        | Borkum    |
| Seeflugstation (Nordsee)        | Norderney |
| Seeflugstation (Nordsee)        | List      |
| Seeflugstation (Nordsee)        | Tondern   |
| Seeflugstation (Ostsee)         | Holtenau  |
| Seeflugstation (Ostsee)         | Putzig    |
| Seeflugstation (Marine Korps)   | Zeebrügge |
| 1. Marine-Feldflieger-Abteilung | Ghistelle |
| 2. Marine-Feldflieger-Abteilung | Mele      |
| Küstenfliegerstaffel I          |           |
| Küstenfliegerstaffel II         |           |

Der „Kogenluft“ Generalleutnant Ernst von Hoeppner galt, obwohl als Kavallerist ohne bisherige Erfahrung in der Fliegerei, als „ausgezeichneter Truppenführer mit liebenswürdigem Wesen, aber von energischer Willens- und Durchsetzungskraft.“ Hoeppners rechte Hand als Chef des Stabes blieb Oberstleutnant Thomsen; Major Siegert war für die Heimatorganisation zuständig. Am 20. November 1916 wurde der Begriff „Luftstreitkräfte“ als selbständiger Bestandteil des Feldheeres offiziell eingeführt. Eine Woche später wurden wie bereits zuvor in der französischen Aéronautique Militaire die Stabsoffiziere der Flieger bei den AOK zu Kommandeuren der Flieger (Kofl) ernannt und erhielten damit das Kommando über alle Fliegerverbände der Armee. An Schwerpunkten der Front erhielten Gruppenführer der Flieger (Grufl) das Kommando über 6–8 Abteilungen, um Aufklärer, Jäger und Artillerieflieger einheitlich zu führen. Anstatt einzelner Begleitjäger in den Fliegerabteilungen wurden die mit Kampfzweisitzern ausgerüsteten Schutzstaffeln zum Einsatz gebracht.
Militärisch fragwürdig zeigte sich jedoch die Herauslösung aller bayerischen, württembergischen, badischen und sächsischen Flieger aus den bisherigen Verbänden und deren Eingliederung in landsmannschaftliche Truppenteile.
Zum Ausbau der Fliegertruppe kam Ausbildungs- und Ausrüstungshilfe für die Verbündeten, insbesondere der Türkei. Bereits 1915 war Leutnant Hans-Joachim Buddecke von der Feldfliegerabteilung 23 mit seinem Fokker in die Türkei in Marsch gesetzt worden, um an der Gallipoli-Front Jagdeinsätze zu fliegen. Hauptmann Serno wurde Anfang 1916 nach Konstantinopel kommandiert, um als Feldflugchef den Aufbau der osmanischen Fliegertruppe nach deutschem Vorbild zu organisieren. Im Rahmen der „Operation Pascha“ übernahm eine in Czernahevic stationierte Transportfliegerabteilung den Transport von technischem Material und Ersatzteilen nach Adrianopel, während die verstärkte Fliegerabteilung 300 das deutsch-türkische Expeditionskorps in Palästina unterstützte. Die dort kämpfende deutsch-türkische Heeresgruppe F wurde im Laufe des Krieges durch mehrere deutsche Feldfliegerabteilungen (300–305) und eine Jagdstaffel (Jasta F) verstärkt.
Nach gleichem Vorbild unterstützte ab Mai 1916 ein Fliegerausbildungskommando in Sofia die bulgarischen Streitkräfte beim Aufbau ihrer Fliegertruppe nach deutschem Muster.

#### 1917
Inzwischen spezialisierten sich auch Kampfflieger auf die Nachtjagd und die Bombengeschwader auf Nachteinsätze. Besonders zu erwähnen sind die Lt. Peters und Hans Frowein der Fliegerabteilung 12, die mit ihrer DFW C.V am 11. Februar 1917 über dem französischen Bomberflugplatz Malzéville zwei landende Bomber abschossen, sowie der Kommandeur des auf Nachtangriffe spezialisierten Bogohl 1 Hptm. Alfred Keller, der sich bei Kriegsbeginn bereits als Führer der Feldfliegerabteilung 27 ausgezeichnet hatte.
Die Fliegerabteilungen der Westfront waren mit mindestens 160 PS, teilweise sogar mit den seit August zulaufenden 200 bzw. 260 PS starken C-Flugzeugen und zweitem starren MG für den Piloten ausgerüstet.
Nach allen Umstrukturierungen hatten die deutschen Luftstreitkräfte am 1. April 1917 schließlich folgende Stärke erreicht: 37 Jagdstaffeln und 3 Kampfeinsitzerstaffeln zu 14 Flugzeugen, 30 Schutzstaffeln zu 6 Flugzeugen, 81 Fliegerabteilungen (39 zu 4 Flugzeugen, 42 zu 6 Flugzeugen), dazu 4 Fliegerabteilungen in der Türkei und eine in Bulgarien, 15 Artilleriefliegerabteilungen zu 6 Flugzeugen, 3 Bombengeschwader der Obersten Heeresleitung zu 36 Flugzeugen in 6 Staffeln sowie 9 weitere Bombenstaffeln zu 6 Flugzeugen, die beiden Riesenflugzeugabteilungen und 17 Armeeflugzeugparks. Daneben existierten 13 Fliegerersatzabteilungen, 13 Schulen für Artilleriebeobachter, Fliegerschützen, Beobachter, Waffenmeister, Jagdflieger und Flugzeugführer, die Geschwaderschule in Freiburg i. Br. Und Lehrabteilungen/-kommandos für FT-Personal und Infanterieflieger. Auch die Versuchs- und Übungsflugparks Ost und West wurden zu Beobachterschulen umgestaltet. Weitere drei Jagdstaffeln, drei Artilleriefliegerabteilungen und sechs Reihenbildzüge mit je drei Flugzeugen für schnelle und systematische Aufklärungsaufgaben sollten aufgestellt werden.
Im Zuge des „Amerikaprogramms“, einer Aufrüstungsoffensive, die aufgrund des amerikanischen Kriegseintritts am 4. April 1917 am 3. Juli 1917 beschlossen wurde, sollten die Fliegerkräfte materiell weiter verstärkt werden. Inzwischen kämpften 46.000 Mann mit 2.360 Flugzeugen an der Front, in der Heimatorganisation dienten weitere 42.000 Mann, sowie 750 Mann mit 100 Flugzeugen für den Heimatschutz. Vorgesehen war die Aufstellung weiterer 40 Jagdstaffeln, 16 Artilleriefliegerabteilungen, Ausbau der Schulorganisation, Aufbau einer Jagdstaffelschule, einer weiteren Ersatzabteilung, die Zuweisung von 1.500 MG monatlich ab Oktober 1917, eine Personalverstärkung um 28.643 Mann bis Ende des Jahres, die Verdoppelung der Produktionskapazität auf 2.000 Flugzeuge und 2.500 Motoren im Monat, was unter dem Druck von Rohstoffknappheit allerdings nur teilweise realisiert werden konnte.
Kampf- und Jagdgeschwader wurden nun per Bahntransport an bedrohte oder wichtige Frontabschnitte geworfen. Drohende Frontdurchbrüche und vor allem die Gefährdung der wichtigen U-Boot-Basen am Kanal wurde verhindert, wobei Hptm. Helmut Wilberg sich als Kommandeur der Flieger (Kofl) bei der 4. Armee besonders bewährte.
Die Fliegertruppe war Ende 1917 angewachsen auf 20 Kommandeure der Flieger bei den AOK (Kofl), 12 Gruppenführer der Flieger (Grufl), 48 Fliegerabteilungen zu 6 Flugzeugen, 105 Fliegerabteilungen (A) (68 zu 6 Flugzeugen, 37 zu 9 Flugzeugen), 6 Fliegerabteilungen (F) in der Türkei zu 6 Flugzeugen, ein Jagdgeschwader zu 4 Staffeln und 51 weitere Jagdstaffeln mit je 14 Flugzeugen, 30 Schlachtstaffeln, 3 Bombenstaffel der Obersten Heeresleitung zu je 4 Staffeln, 2 Riesenflugzeugabteilungen, 6 Reihenbildzüge zu 3 Flugzeugen, 2 Jagdstaffelschulen zu je 12 Flugzeugen und 8 Kampfeinsitzerstaffeln zu je 12 Flugzeugen.
Neben den Einheiten der Luftstreitkräfte verfügten die unter dem Kommando der kaiserlichen Marine stehenden Seeflieger Ende 1917 über:
| Kommandeur der Flieger der Hochseestreitkräfte mit Stab                                  |
| Seeflugstation Helgoland, Borkum, Norderney, Sylt                                        |
| Kommandeur der Flieger beim Festungsgouvernement Wilhelmshaven                           |
| Landflugstation Tondern, Nordholz, Barge, Wangerooge, Hage                               |
| Kommandeur der Flieger der Ostseestreitkräfte                                            |
| Landflugstation Kiel, Seeflugstationen Apenrade, Flensburg, Holtenau, Warnemünde, Putzig |
| Kommandeur der Flieger beim Befehlshaber der Baltischen Gewässer                         |
| Seeflugstationen Libau, Windau, Glyndwr                                                  |
| Kommandeur der Flieger beim Marine-Corps Flandern                                        |
| Seeflugstationen Zeebrügge, Ostende                                                      |
| Marine-Feldflieger-Abteilungen Mariakerke, Maele                                         |
| Marine-Jagdstaffeln Mariakerke, Maele                                                    |
| Küstenfliegerstaffeln 1 und 2, Küstenschutzstaffel                                       |
| Seeflugstation Chanak (Dardanellen)                                                      |
| Seeflugstation Kawak (Bosporus)                                                          |
| Seeflugstation Xanthi (Schwarzes Meer)                                                   |
| Seeflugstation Warna Schwarzes Meer                                                      |
| Seeflugstation Zupuldak Schwarzes Meer                                                   |
| Seeflugstation Constanza Schwarzes Meer                                                  |
| Seeflugstation Diungi (Schwarzes Meer)                                                   |

#### 1918
Nach dem Zusammenbruch Russlands und dem Ende des Zwei-Frontenkrieges, manifestiert durch den am 3. März 1918 abgeschlossenen Friedensvertrag von Brest-Litowsk wurden noch einmal erhebliche Verstärkungen für die große, als kriegsentscheidend geplante deutsche Frühjahrsoffensive („Unternehmen Michael“) vor dem absehbaren Eingreifen der Amerikaner frei. Eine letzte, gewaltige Kraftanstrengung setzte alles auf eine Karte für die große Entscheidungsschlacht im Westen.
Die Gliederung der Luftstreitkräfte umfasste bei Beginn der Offensive am 21. März 1918 folgende Kräfte:
| Bezeichnung                                  | Abkürzung | Anzahl         | Bemerkung                                                                        |
| -------------------------------------------- | --------- | -------------- | -------------------------------------------------------------------------------- |
| Kommandeure der Flieger                      | Kofl      | 20             | I–XX                                                                             |
| Gruppenführer der Flieger                    | Grufl     | 20             | 1–16                                                                             |
| Flieger-Abteilungen                          | FA        | 48             | 1–48 zu 6 Flugzeugen                                                             |
| davon Luftbildabteilungen                    | FA        | 10             | FA 3, 5, 12, 18, 23, 39, 40, 44–46                                               |
| Flieger-Abteilungen (Artillerie)             | FA(A)     | 100            | 68 zu 6 und 30, zu 9 Flugzeugen                                                  |
| davon Luftbildabteilungen                    | FA(A)     | 4              | FA(A) 260, 261, 276, 289                                                         |
| Reihenbildzüge                               | RBZ       | 1–6            | zu je 3 Flugzeugen                                                               |
| Flieger-Abteilungen, Heeresgruppe F (Türkei) | FA        | 5              | 300–305                                                                          |
| Schlachtstaffeln                             | Schlasta  | 30             | 1–30 zu 6 Flugzeugen                                                             |
| Riesenflugzeug-Abteilungen                   | RFA       | 2              | 501, 502                                                                         |
| Bombengeschwader der obersten Heeresleitung  | Bogohl    | 7              | 1–7                                                                              |
| Armee-Flugparks                              | AFP       |                | I–XX                                                                             |
| Jagdgruppenführer                            |           | 1–5            | z. B. Jagdgruppe 6 mit Jasta 7, 20, 40, 50; Jagdgruppe 9 mit Jasta 3, 37, 54, 56 |
| Jagdgeschwader                               | JG        | 1              | JG 1 (Jastas 4, 6, 10, 11)                                                       |
| Jagdstaffeln                                 | Jasta     | 1–77 (ohne 55) | 76                                                                               |
| Kampfeinsitzerstaffeln                       | KEST      | 1–10           | 10                                                                               |
| Jagdstaffelschulen                           | JastaSch  | 2              | Valenciennes-Famars, Nivelles                                                    |
| Fliegerübungsabteilung                       |           | 1              | Sedan (für Übungen und Vorführungen bei der Stabsoffizierausbildung)             |
| Fliegerausbildungskommando                   |           | 1              | Sofia                                                                            |

Im Reichsgebiet bestanden folgende Einrichtungen:
| Bezeichnung                    | Anzahl               |
| ------------------------------ | -------------------- |
| Flieger-Ersatz-Abteilungen     | 16                   |
| Flieger-Beobachter-Schulen     | 7                    |
| Militär-Fliegerschulen         | 11                   |
| Zivile Fliegerschulen          | 14                   |
| Geschwaderschulen              | 1                    |
| Flieger-Schießschule           | 1 (Asch/Belgien)     |
| Flieger-Waffenmeisterschule    | 1                    |
| Artillerie-Fliegerschulen      | 2 (Alt-Autz, Doblen) |
| Bombenlehranstalt              | 1 (Frankfurt/Oder)   |
| Funkerlehranstalt              | 1 (Neuruppin)        |
| Riesenflugzeug-Ersatzabteilung | 1 (Köln)             |
| Motorschulen                   | 6                    |
| Artillerie-Fliegerkommandos    | 2 (Thorn, Wahn)      |
| Fliegerkommando Nord           | 1 (Flensburg)        |
| Flugzeughallen-Bauwerke        | 4                    |
| Flugzeughallen-Baukompanien    | 2                    |

Nach dem Scheitern der Großoffensive, dem Eintreffen amerikanischer Truppen, dem Masseneinsatz alliierter Tanks und der steigenden Kräftüberlegenheit in der Luft waren die deutschen Truppen am Rande der Erschöpfung. Am 8. August 1918 kam mit dem 30 km breiten und 11 km tiefen Frontdurchbruch zwischen Albert und Montdidier mit dem „schwarzen Tag des deutschen Heeres“ die unvermeidliche militärische Wende.
Zu diesem Zeitpunkt umfassten die deutschen Luftstreitkräfte an der Front folgende Verbände:
| Bezeichnung                                  | Abkürzung | Anzahl         | Bemerkung                                     |
| -------------------------------------------- | --------- | -------------- | --------------------------------------------- |
| Kommandeure der Flieger                      | Kofl      | 20             | I–XX                                          |
| Gruppenführer der Flieger                    | Grufl     | 20             | 1–20                                          |
| Flieger-Abteilungen                          | FA        | 48             | 1–48                                          |
| Flieger-Abteilungen (Artillerie)             | FA (A)    | 100            | 199–298                                       |
| Reihenbildzüge                               | RBZ       | 1–6            | zu je 3 Flugzeugen                            |
| Flieger-Abteilungen, Heeresgruppe F (Türkei) | FA        | 5              | 300–305                                       |
| Schlachtstaffeln                             | Schlasta  | 43             | 1–38, 45, 47, 49, 52, 52                      |
| Riesenflugzeug-Abteilungen                   | RFA       | 2              | 501 (Morville), 502 (Scheldewindeke)          |
| Bombengeschwader der obersten Heeresleitung  | Bogohl    | 8              | 1–8                                           |
| Armee-Flugparks                              | AFP       | 14             | I–IX, XVII–XIX, A, B, C                       |
| Jagdgeschwader                               | JG        | 3              | JG 1 (Jastas 4, 6, 10, 11): Monthussart-Ferme |
|                                              |           |                | JG 2 (12, 13 15, 19): 5. Armee                |
|                                              |           |                | JG 3 (2, 26, 27, 36): Sissonne                |
| Jagdstaffeln                                 | Jasta     | 1–80 (ohne 55) | 79                                            |
| Kampfeinsitzerstaffeln                       | KEST      | 1–10           | 10                                            |

Die Kräfte der Marine sowie in der Heimat blieben weitgehend unverändert.
Zwischen Januar und September 1918 schossen deutsche Flieger 3732 alliierte Flugzeuge ab und verloren 1099 Maschinen.

### Kriegsende
Bis Kriegsende war die deutsche Fliegertruppe von etwa 4.200 Mann mit 300 Flugzeugen, mit denen sie in den Krieg gezogen war, auf 80.000 Mann mit 5.000 Flugzeugen angewachsen.
Deutsche Flieger blieben 7.425 mal im Westen und 358 mal im Osten Sieger im Luftkampf gegen feindliche Flugzeuge, dazu schossen sie 614 gegnerische Fesselballons ab. 3.128 deutsche Flugzeuge kehrten vom Einsatz nicht zurück. Die Gesamtverluste der Fliegertruppe betrugen 12.533 Mann an Toten und Verwundeten; davon waren 4.578 Flieger und 299 Mann Bodenpersonal gefallen und weitere 1.962 Mann in der Heimat bei Flugunfällen tödlich verunglückt. 1372 Mann waren vermisst. 76 Fliegern wurden der Pour le Mérite, die höchste preußische Tapferkeitsauszeichnung für Offiziere, verliehen. Weitere 69 Flieger wurden mit dem Goldenen Militär-Verdienst-Kreuz, der höchsten preußischen Tapferkeitsauszeichnung für Unteroffiziere und Mannschaften, ausgezeichnet. 90 % der Flugzeugproduktion auf Seiten der Mittelmächte lag in deutscher Hand; 47.637 Flugzeuge – was allerdings weniger als ein Drittel der alliierten Produktion ausmachte – waren in Dienst gestellt worden. Bis Kriegsende wurden davon etwa 26.000 zerstört, verschrottet oder ausgesondert.
Von der deutschen Flugabwehrartillerie wurde während des Krieges abgeschossen:
| Jahr  | Flugzeuge | Luftschiffe |
| ----- | --------- | ----------- |
| 1915  | 51        | 1           |
| 1916  | 322       | 1           |
| 1917  | 467       |             |
| 1918  | 748       |             |
| Summe | 1588      | 2           |

Davon 51 Abschüsse mit Hilfe von Flakscheinwerfern.
Nach der Niederlage Deutschlands verbot Artikel 198 des Versailler Vertrags „Deutschland (…) Luftstreitkräfte weder zu Lande noch zu Wasser als Teil seines Heerwesens [zu] unterhalten“. Die 1919 noch etwa 14.000 verbliebenen Flugzeuge und 27.520 Motoren der bereits aufgelösten Fliegertruppe wurden 1919 an die Siegermächte abgeliefert bzw. verschrottet.

## Gliederung und Einsatz der deutschen Heeres-Luftstreitkräfte

### Grundgliederung August 1914 bis November 1918
| Formation          | Bezeichnung                                 | Auftrag                                 | Aug. 14     | Feb. 15     | Okt. 15     | Apr. 16     | Juni 17     | März 18     | Juli 18     | Nov. 18     |
| Jagdflieger        | Jagdflieger                                 | Jagdflieger                             | Jagdflieger | Jagdflieger | Jagdflieger | Jagdflieger | Jagdflieger | Jagdflieger | Jagdflieger | Jagdflieger |
| ------------------ | ------------------------------------------- | --------------------------------------- | ----------- | ----------- | ----------- | ----------- | ----------- | ----------- | ----------- | ----------- |
| KEK                | Kampfeinsitzerkommando                      | Jagd- und Begleitschutz                 |             |             |             | 3           |             |             |             |             |
| Jasta              | Jagdstaffel                                 | Jagd- und Begleitschutz                 |             |             |             |             | 37          | 80          | 80          | 81          |
| Kesta              | Kampfeinsitzerstaffel                       | Abfangjagd (Heimatschutz)               |             |             |             |             |             | 10          | 10          | 11          |
| Aufklärungsflieger |                                             |                                         |             |             |             |             |             |             |             |             |
| FFA, später FA     | Feldfliegerabteilung/Fliegerabteilung       | Aufklärung                              | 33          | 61          | 80          | 81          | 48          | 47          | 53          | 39          |
| FstFA              | Festungsfliegerabteilung                    | Aufklärung                              | 7,5         | 4           |             |             |             |             |             |             |
| AFA, später FA (A) | Fliegerabteilung (Artillerie)               | Artilleriebeobachtung                   |             |             | 8           | 27          | 96          | 98          | 98          | 93          |
| Schlachtflieger    |                                             |                                         |             |             |             |             |             |             |             |             |
| Schusta            | Schutzstaffel                               | Luftnahunterstützung, Begleitschutz     |             |             |             |             | 30          |             |             |             |
| Schlasta           | Schlachtstaffel                             | Schlachteinsätze (Luftnahunterstützung) |             |             |             |             |             | 38          | 43          | 43          |
| Bombenflieger      |                                             |                                         |             |             |             |             |             |             |             |             |
| BA                 | „Brieftaubenabteilung“ (Tarnbezeichnung!)   | taktische Bomber                        |             | 1           | 2           |             |             |             |             |             |
| Kasta              | Kampfstaffel                                | taktische Jagdbomber                    |             |             |             | 6           |             |             |             |             |
| Kagohl             | Kampfgeschwader der Obersten Heeresleitung  | taktische Jagdbomber                    |             |             |             | 5           | 4           |             |             |             |
| Bogohl             | Bombengeschwader der Obersten Heeresleitung | strat. Langstreckenbomber               |             |             |             |             |             | 7           | 8           | 8           |
| RFA                | Riesenflugzeugabteilung                     | strat. Langstreckenbomber               |             |             |             | 2           | 2           | 2           | 2           | 1           |

Daneben bestanden bei Waffenstillstand 1918
- 7 Reihenbildzüge (RBZ)
- 21 Armeeflugparks (AFP)
- 2 Jagdstaffelschulen (JastaSch)
- 1 Schlachtstaffelschule
- Fliegerschießschule Asch
- Artillerie-Fliegerschule Ost I und II

Und zahlreiche Ausbildungseinrichtungen und Spezialverbände.
Die Fliegerabteilungen verfügten über sechs, die Festungsfliegerabteilungen zunächst nur über vier Flugzeuge. Die Stärke der Jagdstaffeln variierte; grundsätzlich verfügte eine Staffel über 14 Piloten und Flugzeuge sowie vier Reservemaschinen.
Die Luftschifferabteilungen verfügten über 3–5 Ballonzüge, jeder davon mit einem Fesselballon plus einem in Reserve. Die Ballonbeobachter verfügten über Feldfernsprecher vom Typ Telefunken und Gewehre zur Selbstverteidigung.

### Gefechtsauftrag

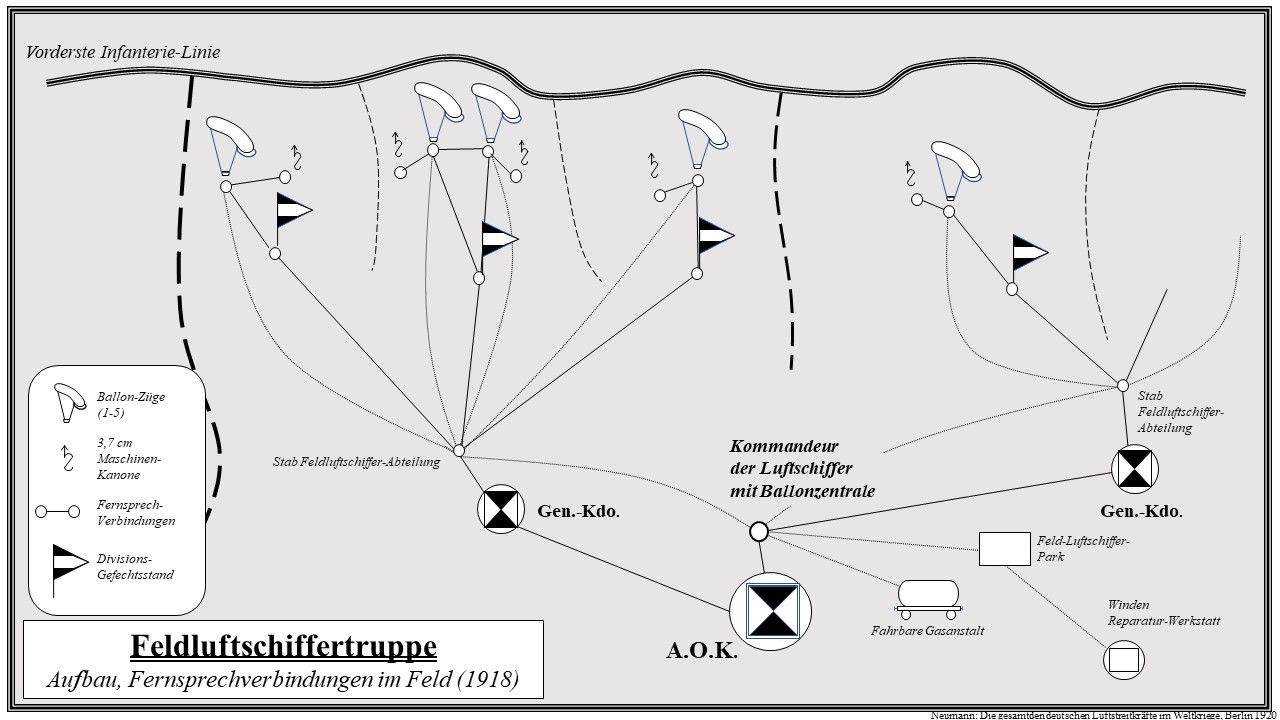
Aufbau und Fernsprechverbindungen der Feldluftschiffertruppe 1918

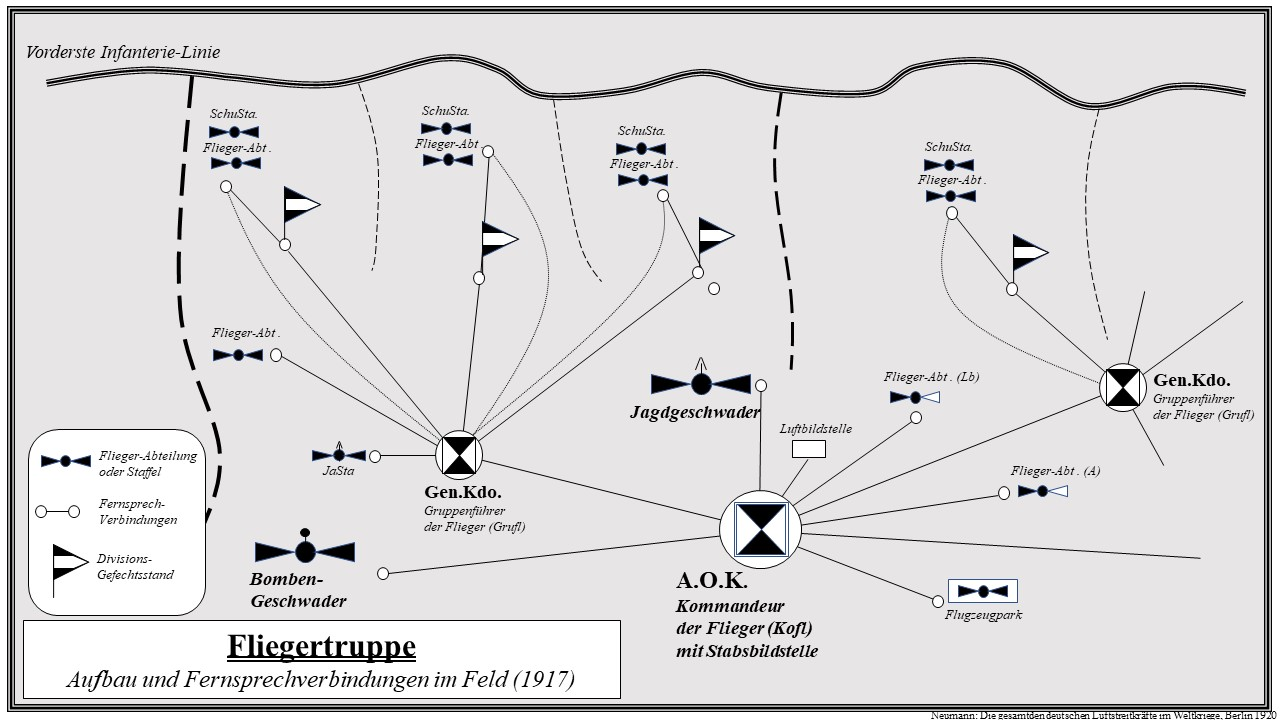
Aufbau und Fernsprechverbindungen der Fliegertruppe 1917

Auftrag und Einsatzgrundsätze für Luftschiffer sowie Feld- und Festungsflieger waren bei Kriegsbeginn nur wenig beschrieben. Als Kernaufgabe der Flieger galt zunächst die taktische Aufklärung, zum Teil auch die Erkundung von Geländeabschnitten und die Verbindungsaufnahme zwischen Gefechtsständen, die der Luftschifftruppe war die weiträumigere Aufklärung und der Bombenwurf.
Im Laufe des Krieges entwickelten sich zahlreiche Aufgabenbereiche:

#### Taktische Aufklärung (Gefechtsfelderkundung, Nahaufklärung)
Der Hauptauftrag der Flieger war zunächst die taktische Aufklärung und Erkundung. Zunächst erhielten Flieger – wenn überhaupt – von den vorgesetzten Armeekorps nur eine grobe Beschreibung des Raums, in dem sie aufklären sollten, ohne klare Einweisung in das Lagebild (wo stehen eigene Kräfte, wo steht der Feind). Die Befehlshaber vertrauten im Zweifelsfall oft den Lagemeldungen der Kavallerie mehr als jenen der Flieger, eine übergreifende Gesamtauswertung von Fliegermeldungen über die Gesamtlage existierte nicht und den Flugzeugbeobachtern mangelte es zunächst an Einsatzerfahrung. Zunehmend scheiterten Kavalleriepatrouillen jedoch im gegnerischen MG- und Artilleriefeuer, das Überbringung von Meldungen durch Meldereiter und Brieftauben war zeitraubend. Bei idealer Wetterlage im August 1914 brachten Flugzeuge raschere und zuverlässigere Beobachtungsergebnisse. Deren Meldungen über den Rückzug der belgischen Armee, beim Wettlauf zur Nordsee und an der Ostfront hatten wachsenden Einfluss auf die Operationsführung. Bei der Schlacht bei Tannenberg hatte eine deutsche Flugzeugbesatzung (Ernst Canter und Karl Mertens) den überraschenden Anmarsch feindlicher Reservekräfte festgestellt, war daraufhin unmittelbar neben dem Armeegefechtsstand gelandet, um diese Eilnachricht zu überbringen, und hatte damit entscheidend zum Sieg über die russische 2. Armee beigetragen.
Tarnung und Deckung vor Fliegersicht im folgenden Stellungskrieg machten die bisherige Augenerkundung bald unmöglich und führten zur Luftbildaufklärung, wobei Handkameras mit 25 cm Brennweite, später auch festeingebaute 50 und 70 cm Flugzeugkameras eingesetzt wurden.

#### Strategische Aufklärung (Fernaufklärung)
Problematisch war dagegen der zu geringe Operationsradius der Aufklärungsflugzeuge; für die strategische Erkundung und Langstreckenaufklärung war zwar das Militärluftschiff geeigneter, wurde aber an der Westfront kaum dafür genutzt. So wurde die Ankunft der britischen Expeditionstruppen in den zu weit entfernt liegenden Kanalhäfen erst bemerkt, als diese in den Operationsradius der Flugzeuge gerieten, und die deutschen Angriffsspitzen liefen fast unvorbereitet bei Mons auf britische Abwehrstellungen auf.
Die deutschen Militärluftschiffe, über die bei Kriegsbeginn fast ausschließlich das Heer verfügte, konnten dagegen länger und weiträumiger operieren. Doch die Luftschiffe Z.VII und Z.VIII gingen bereits im August über Frankreich verloren, da die verwundbaren Gasriesen bei der taktischen Gefechtsfeldaufklärung dem heftigen Abwehrfeuer von Bodentruppen zum Opfer fielen; lediglich Z.IX führte zwei strategische Aufklärungsfahrten gegen Boulogne und Gent durch. Die vorherrschenden Wetterverhältnisse und die dichtere Abwehr erschwerten den Einsatz der Luftschiffe an der Westfront. Die Luftschiffe bewährten sich bei der weitgreifenden Aufklärung an der Ostfront und über der See, zumal sie per Funktelegrafie Meldungen an Bodenstationen oder Schiffe zeitgleich weitergeben konnten.
Erst im Laufe des Krieges wurde das Flugzeug auch zum Mittel der strategischen Aufklärung. Mit hochauflösenden Kameras und Reihenbildnern versehene Höhenaufklärer drangen tief in das gegnerische Gebiet vor. Reihenbildzüge, Stabsbildabteilungen und gegen Ende des Krieges auch Lichtbild-Fliegerabteilungen lieferten mit Serienaufnahmen den Stäben die Möglichkeit, Gelände und Ziele im feindlichen Hinterland genau zu kartografieren.

#### Artilleriebeobachtung

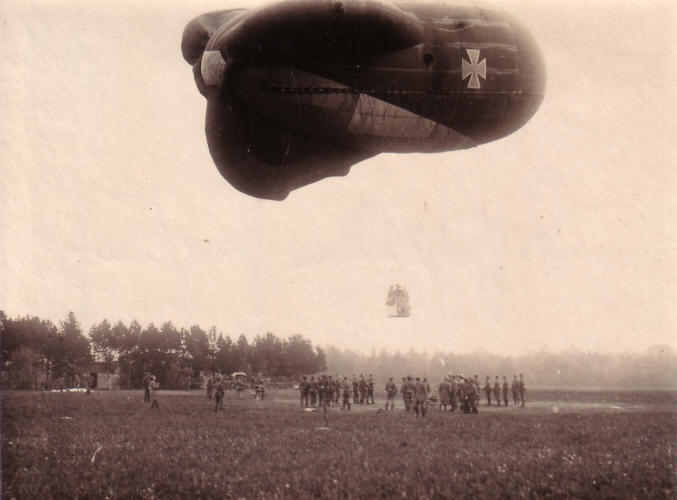
Die Fliegerabteilung (A) 272 im Kriegsjahr 1917. Ballonaufstieg

Neben den Fliegerabteilungen wurden bei Kriegsbeginn auch 8 Feldluftschiffer und 17 Festungsluftschiffertrupps mobilisiert. Deren Ballons waren für den Bewegungskrieg verlastbar und mobil, im Stellungskrieg boten die an Stahlseilen befestigten, stationären Fesselballons ein deutliches Ziel für die feindliche Abwehr. Die Ballonbeobachter kommunizierten per Feldtelefon und leiteten auf diese Weise verdrahtet mit den Artilleriegefechtsständen insbesondere das Einschießen der schweren Artillerie.
Neben der Gefechtsfeldaufklärung orteten Beobachter auch vom Flugzeug aus Feindziele und leiteten das Einschießen über Signalzeichen, was jedoch klare und unmissverständliche Zeichengebung, direkte Sichtverbindung zwischen Bodenstation und Flugzeug und eingespielte Schießverfahren erforderte. 1912 waren erstmals Versuche durchgeführt worden, die Artillerie durch Flugzeugbeobachter auf Feindziele einzuschießen. 1913 wurden daraufhin drei Flugzeugbeobachter zur artilleristischen Ausbildung in die Truppe kommandiert, um entsprechende Einschießverfahren zu üben. Mit dieser völlig unzureichenden Vorbereitung lagen die deutschen Flieger deutlich hinter den wesentlich fortschrittlicher operierenden französischen Fliegern. Man verständigte sich durch Auslegen farbiger Sichtzeichen am Boden und Abfeuern farbiger Leuchtpatronen in der Luft, die oft aber nur schwer auszumachen waren.
Im Dezember 1914 gingen die ersten Funk-Telegrafen-Sendegeräte an die Front, dadurch wurde die Feuerleitung aus dem Flugzeug oder aus Fesselballonen (Luftschiffertruppe) wesentlich vereinfacht. Frontversuche hatten gezeigt, dass die Funkreichweite aus dem Flugzeug zwischen 30 und 42 km betrug; im Februar 1915 begann das Funkerlehrkommando in Döberitz daher, einsatztechnisch die Funk-Telegrafie zwischen Flugzeug und Bodenstation mit neuen FT-Geräten von Huth und Telefunken zu erproben. Im März erprobten bereits drei Fliegerabteilungen die neuen Einschießverfahren aus der Luft, funkten deren Koordinaten an die Batteriestellungen und korrigierten die Trefferlage per FT-Sendegerät, zunächst noch ohne Empfangsteil. Die Verfahren wurden weiter verbessert und die Entwicklung leichterer Geräte ermöglichte nun auch den Einbau von FT-Sende- und Empfangsstationen in das Flugzeug. Bereits im Juni 1915 gelang ein Feindflug, bei dem zwei Flugzeuge miteinander und mit der Bodenstation Verbindung hielten, 1916 wurde FT erstmals bei einer Lehrvorführung im Geschwaderflug durchgeführt. Bei den FT-Sendern handelte es sich um die bis 1925 gebräuchlichen Löschfunkensender, beim FT-Empfangsteil um Detektorempfänger. Die Sender arbeiteten im Langwellen- und Mittelwellenbereich, anfangs hatten sie eine Leistung von 125 Watt, in den „Riesenflugzeugen“ wurden später Geräte mit bis zu 500 Watt eingebaut. Der Erste Weltkrieg markierte den eigentlichen Beginn des Flugfunks.
Neu aufgestellte Artillerie-Fliegerabteilungen (AFlA) wurden den Korpsartillerieführern unterstellt und von diesen oft aber bis auf Divisionsebene verteilt. Diese AFlA, später FA(A), waren mit zunächst nur über vier B- oder C-Flugzeugen mit eingebauten FT-Geräten ausgestattet, jede Abteilung erhielt zudem zwei FT-Geräte als Boden-Empfangsstation. Als Artilleriebeobachter wurden bevorzugt ausgebildete Artillerieoffiziere verwendet, die als Beobachter aus der Luft das eigene Artilleriefeuer leiteten, aber auch allgemeine Aufklärungseinsätze flogen. Da als Flugzeugführer auch Unteroffiziere und Mannschaften in Frage kamen, wurden weitere Piloten für den Aufbau anderer Einheiten oder die Jagdfliegerei gewonnen.
Die Aufklärungsflugzeuge, 1916 wegen der immer stärkeren Flugabwehr bereits in Höhen von über 4000 m operierend, lieferten mit hoch auflösenden Kameras und später auch Reihenbildnern wichtige Erkenntnisse bis tief aus dem Hinterland des Feindes. Ganze Frontabschnitte wurden systematisch fotografiert; bei den Armeeoberkommandos entstanden Stabsbild-Abteilungen mit Labor-, Instandsetzungs- und Archiveinrichtungen. Die ihnen zugeordneten Fliegerabteilungen erhielten Flugzeuge mit Reihenbildkameras zur systematischen strategischen Aufklärung und Kartierung des gegnerischen Stellungs- und Etappenraumes und Funkgeräte meist für vier ihrer sechs Flugzeuge. Die von den Unternehmen Zeiss, Görz, Ernemann und Messter entwickelten speziellen Reihenbildkameras mit großer Brennweite wurden senkrecht aufgehängt in die Maschinen eingebaut. Durch stereoskopische Aufnahmetechniken entstanden räumlich dimensionierte Bildaufnahmen, die Vermessungstechniker und Kartografen in entsprechend gefertigte Frontkarten für die Stäbe umsetzten.

#### Luftnahunterstützung
Ab 1916 wurden die Zweisitzer mit zwei Maschinengewehren bestückt – nach vorn mit einem starren, synchronisierten MG für den Piloten und nach hinten mit einem beweglichen MG für den Beobachter. Diese Schutzflieger konnten den schweren Kampfzweisitzern im Gefecht besser folgen und sich auf die Abwehr gegnerischer Jagdflieger konzentrieren und ihren Kameraden bei deren Aufklärungs- oder Bombereinsätzen den Rücken freihalten. Stärkere Motoren erlaubten größere Zuladung an Bomben oder Ausrüstung und größere Reichweite. Zur Schutzaufgabe kamen jedoch bald auch taktische Kampfaufträge. So waren die Besatzungen bei Nahaufklärungseinsätzen gezwungen, aufgrund des unübersichtlichen Trichtergeländes ihren Auftrag in niedriger Höhe durchzuführen, wobei sie die Bodenabwehr mit MG-Feuer oder leichten Bomben niederhielten und zunehmend in die Erdkämpfe direkt eingriffen. Bekannt wurde der Angriff der Schutzstaffel 7 unter Hauptmann Wolfgang Zorer, deren Kernauftrag eigentlich im Begleitschutz für Aufklärer und Bomber lag, am 24. April 1917. Mit den Bordwaffen ihrer Maschinen griff die Staffel in die Gefechte der Bodentruppen ein und verhalf einem deutschen Gegenangriff bei Gravelle durch Niederhalten gegnerischer Artillerie zum Erfolg. Derartige Erfahrungen führten dazu, dass der Ruf nach direkter Luftnahunterstützung immer größer wurde, bildete man nach dem Vorbild der Jagdstaffeln auch Schutz-, später Schlachtstaffeln, die mit leichten, später auch gepanzerten, zweisitzigen Kampfflugzeugen direkt in die Bodenkämpfe eingriffen. Da die Infanterie statt frontaler Massenangriffe und breiter Schützengräben immer mehr zur Stoßtrupp- und Stützpunkt-Taktik bei beweglicher Gefechtsführung überging, kam der Verbindung und Zusammenarbeit zwischen Infanterie und Schlachtfliegern, auch als Infanterieflieger bezeichnet, immer größere Bedeutung zu: Fliegerschützen griffen mit MG und Handgranate in die Bodenkämpfe ein, warfen Meldungen ab und versorgten einzelne Stoßtrupps sogar mit Trinkwasser-, später auch mit Proviantbomben.

#### Jagdeinsatz und Luftkampf
Im Juni traf das erste E-Flugzeug bei der Fliegerabteilung 6b (b=bayrisch) in Bühl-Saarburg ein, die zwar an einem eher ruhigeren Frontabschnitt operierte, aber in der Einflugschneise der französischen Bomberformationen nach Süddeutschland lag. Diese Maschine mit der Bezeichnung Fok. E.I 2/15 wurde von Leutnant Kurt Wintgens, der persönlich bei Fokker in Schwerin-Görries auf der Maschine geschult worden war, nach Mannheim geflogen, wo sie durch Oberleutnant von Buttlar von der IdFlieg abgenommen wurde. Wintgens erzielte bereits am 1. Juli 1915 gegen 18 Uhr knapp ostwärts Lunéville in 2500 m Höhe seinen ersten Luftsieg gegen einen französischen Morane-Saulnier-Parasol. Heftige Bodenabwehr hinderte Wintgens jedoch daran, den Absturz zu verfolgen und den Aufschlag auf französischem Gebiet zu beobachten. Am 4. Juli 1915 konnte Leutnant Wintgens bei Schlucht in Lothringen ein weiteres französisches Flugzeug zur Landung zwingen, während der Pilot Oswald Boelcke mit seiner Albatros C.I ein Feindflugzeug so ausmanövrierte, dass sein Beobachter es mit MG-Feuer zum Absturz brachte.
Anton Fokker war inzwischen mit dem weiteren Eindecker-Piloten Leutnant Otto Parschau und den werksneuen Maschinen E.I 3/15 und 1/15 zum Hauptquartier des Deutschen Kronprinzen in Stenay geflogen, um die Maschinen dort persönlich vorzuführen. Der einsitzige Eindecker überzeugte als Kampfflugzeug nicht zuletzt dadurch, dass er bei gleichen Flugleistungen mehr Gewicht an Waffen und Munition zuladen konnte. Gezielt wurde nicht durch umständliches Hantieren des Beobachters (im Fliegerjargon „Franz“) an der Waffe unter gleichzeitiger Verständigung mit dem Flugzeugführer („Emil“), sondern durch Anvisieren des Feindes mit der ganzen Maschine durch den Piloten. Das ermöglichte auch den Angriff auf Feindflugzeuge, anstatt deren Bekämpfung „auf der Flucht“. Hinzu kam das Überraschungsmoment, denn der Frontalangriff durch ein gegnerisches Kampfflugzeug war alliierten Fliegern bis dahin unbekannt.
Am 16. Juli 1915 waren bereits elf Eindecker an der Front; sie operierten zunächst als Begleitschutz für die schwerfälligen B- und C-Flugzeuge der Feldfliegerabteilungen, die nun wieder ungehindert ihren Auftrag ausführen konnten. Obwohl den Fokkerpiloten aus Geheimhaltungsgründen das Überfliegen der Front verboten war, hatten diese bis zum 1. August bereits fünf Abschüsse erzielt, darunter der erste anerkannte Luftsieg mit einem Eindecker durch Leutnant Kurt Wintgens am 15. Juli und der erste Luftsieg des Leutnant Max Immelmann von der FA 62. Am 9. August hatte Wintgens bereits seinen dritten Gegner besiegt (bei Gondrexange), am 19. August schoss Oswald Boelcke seinen ersten Gegner ab. Immelmann und Boelcke erzielten bei der Schlacht in der Champagne weitere Abschüsse, während ihr Kamerad Wintgens in Lothringen aufgrund der schlechten Wetterbedingungen nicht zum Zuge kam.
Hauptmann Stenzel, Stofl bei der 6. Armee, zog einige Eindeckerpiloten zu einem „Kampf-Einsitzer-Kommando“ (KEK) zusammen. Im Verband und offensiv eingesetzt, errangen die deutschen Kampfeindecker – von alliierter Seite als „Fokker-Plage“ bezeichnet – an ihrem Frontabschnitt bald die Luftüberlegenheit.
Als Ende 1915 immer öfter feindliche Geschwader in das Reichsgebiet einflogen und Bombardierungen durchführten, wurden die ersten Kampfstaffeln für den Heimatschutz aufgestellt. Da es den Alliierten bisher noch nicht gelungen war den Synchronisationsmechanismus nachzubauen, montierten sie MG an den Flugzeugen so, dass sie über den Propeller hinweg oder seitlich an ihm vorbeischossen, oder verwendeten Druckpropellerflugzeuge mit freiem Schussfeld nach vorn.
Angesichts dieser schwierigen Situation griff Feldflugchef Thomsen eine Denkschrift von Oswald Boelcke auf, der die Aufstellung selbständig operierender Jägerstaffeln forderte, die über reine Begleitschutz- und Sicherungsaufträge hinausgehend systematisch Feindflugzeuge angreifen und abschießen sollten. Hauptmann Haehnelt, Stofl der 5. Armee bei Verdun, fasste alle verfügbaren Jagdflugzeuge in seinem Bereich zusammen und bildete daraus in Stärke von je 10–12 Eindeckern drei „Jagdgruppen“, die eine in Sivry unter Leitung Boelckes, die beiden anderen in Avillers und Bantheville. Nach diesem Vorbild entstanden bei der Fliegerabteilung 32 in Berthincourt und der Fliegerabteilung 23 in Roupy weitere Jagdgruppen.
Die Eindecker hatten mit der Fokker E.IV mit zwei MGs die Grenzen ihrer Leistungsfähigkeit erreicht, deren Produktion durch Engpässe bei Umlaufmotoren nicht weiter gesteigert werden. Leutnant Immelmann, der das KEK 3 bei der Feldfliegerabteilung 9 führte, hatte sich versuchsweise gar ein drittes MG in seine E.IV montieren lassen, stürzte jedoch bei Sallaumines mit seiner Maschine am 16. Juni 1916 tödlich ab, vermutlich nachdem im Kampf durch Versagen den Synchronisationsgetriebes das eigene MG-Feuer seinen Propeller zersägt hatte. Die Eindecker erwiesen sich jedoch im Gefecht vor allem den wendigeren französischen Nieuport-Doppeldeckern unterlegen, hinzu kam der untaugliche Versuch, der alliierten Luftüberlegenheit durch defensive Einsatztaktiken wie das ineffiziente und kräftebindende Sperrefliegen und die Abstellung von Jagdflugzeugen als Begleitschutz durch deutsche Kampfflugzeuge zu begegnen. Die Kampfeinsitzer stiegen zumeist immer noch einzeln auf und kamen nur gelegentlich beim „Pirschflug“ zur Jagd auf feindliche Maschinen. Über den entscheidenden Schlachtfeldern der Somme und über Verdun beherrschten Engländer und Franzosen den Luftraum.
In der Entwicklung befanden sich inzwischen leistungsstärkere Kampfdoppeldecker mit großer Feuerkraft durch ein zweites synchronisiertes MG und mit stärkeren Reihenmotoren (160 bis 200 PS); diese Jagdflugzeuge sollten unter der Führung erfolgreicher Kampfflieger in kampfstarken Staffeln zum offensiven Einsatz gebracht werden. So erhielt Oswald Boelcke den Auftrag, fronterfahrene Piloten aus verschiedenen Einheiten auszuwählen. Er stellte die Jagdstaffel (Jasta) 2 auf, der aus der Türkei zurückgekehrte Hans-Joachim Buddecke bildete aus dem Kampfeinsitzerkommando Vaux die Jasta 4. Zwischen dem 25. und 28. August 1916 starteten weitere fünf Jagdstaffeln zum Einsatz, jeweils mit Kampfdoppeldeckern der Typen Albatros, Halberstadt und Fokker ausgerüstet. Boelcke übte mit seinen Piloten systematisch den Einsatz in geschlossener Formation, in Rotte, Kette, Schwarm und dem Staffelkeil, der sich bald als klassische Kampfformation für Jagdfliegerverbände herausbildete. Als er am 18. September 1916 die Staffel erstmals über Achiet-le-Petit über dem Schlachtfeld der Somme in den Einsatz führte, meldete der Heeresbericht zehn Abschüsse. Der Heeresbericht vom 24. September 1916 meldete bereits 24 Abschüsse unter besonderer Nennung der Jagdflieger Buddecke, Höhndorf und auch Kurt Wintgens, der bereits am nächsten Tag nach 18 Luftsiegen fiel.
Die Jastas brachten weitere, noch erfolgreichere Jagdflieger hervor, darunter Manfred von Richthofen mit 80, Ernst Udet mit 62 Luftsiegen, Erich Loewenhardt mit 53, Werner Voß und Josef Jacobs mit 48, Fritz Rumey mit 45 sowie Bruno Loerzer und Rudolf Berthold mit 44, Paul Bäumer mit 43, sowie Oswald Boelcke, Lothar von Richthofen und Franz Büchner mit 40 Luftsiegen. 61 deutsche Jagdflieger erhielten die höchste Kriegsauszeichnung „Pour le Mérite“, der nur an Offiziere verliehen wurde. 67 erfolgreiche Piloten im Unteroffiziersrang erhielten das Goldene Militär-Verdienst-Kreuz. 25 der mit dem „Pour-le-Mérite“ ausgezeichneten Jagdflieger starben noch im Krieg. Auch Oswald Boelcke, der als Lehrmeister in Theorie und Praxis die Einsatzgrundsätze der Jagdfliegerei herausgebildet hatte, fiel während eines Luftkampfs am 28. Oktober 1916 dem tragischen Zusammenstoß mit der Maschine seines Staffelkameraden Leutnant Erwin Böhme zum Opfer. Amtlichen Angaben zufolge erzielten 358 Angehörige der Luftstreitkräfte mindestens 5 Abschüsse, womit sie nach heutiger Definition den Status von „Assen“ erlangten. In Deutschland war diese Einstufung jedoch seinerzeit nicht gebräuchlich.
Fliegerhelden dienten als Leitbilder in der Propaganda, die auf diese Weise auch noch im Zeitalter der Massen- und Materialschlachten den politischen Mythos des Kriegshelden nutzen konnte. Skeptisch beschrieb Richthofen in seinem 1917 erschienenen Buch „Der rote Kampfflieger“ den publizistischen Aufwand um seine Person und wehrte sich dagegen, „als Pensionär meines Ruhmes“ vom Fronteinsatz freigestellt zu werden, während „der arme Kerl im Schützengraben weiter seine Pflicht tun muss“.

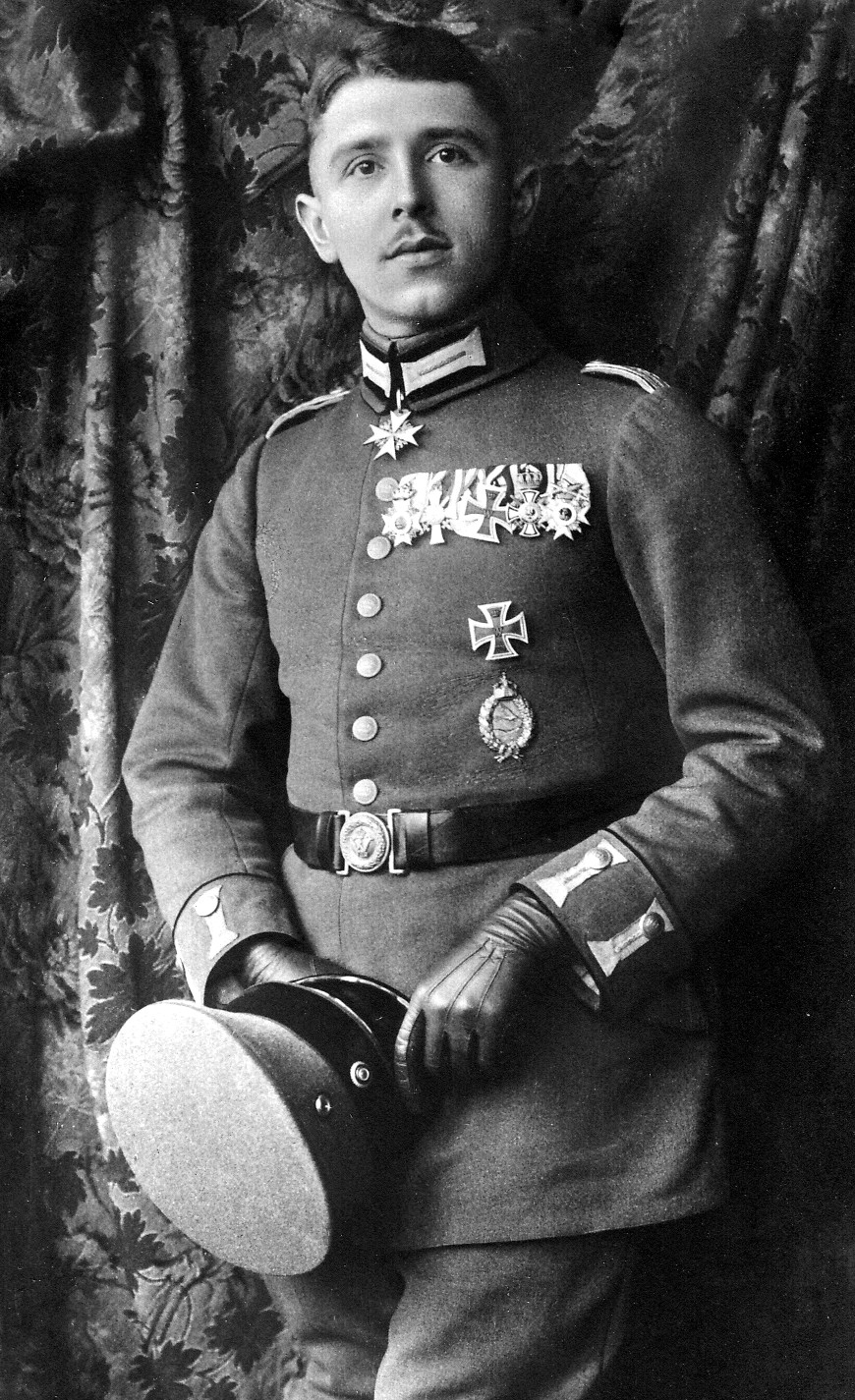
Max Immelmann, 15 Luftsiege, als „Adler von Lille“ einer der ersten deutschen Jagdflieger; gefallen am 18. Juni 1916
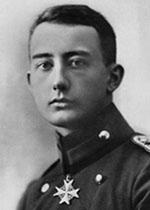
Werner Voß, 48 Luftsiege; gefallen am 23. September 1917
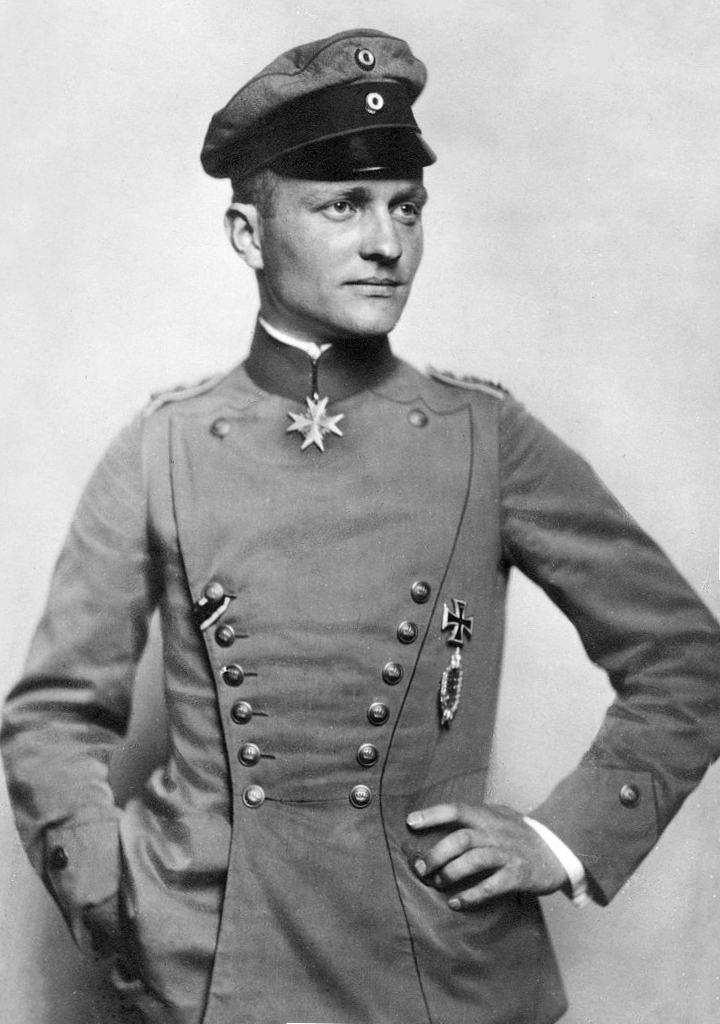
Manfred von Richthofen, der „Rote Baron“ oder auch der „Rote Kampfflieger“, mit 80 Luftsiegen der erfolgreichste Jagdflieger des Ersten Weltkrieges; gefallen am 21. April 1918, er wurde von den Alliierten mit militärischen Ehren beigesetzt.
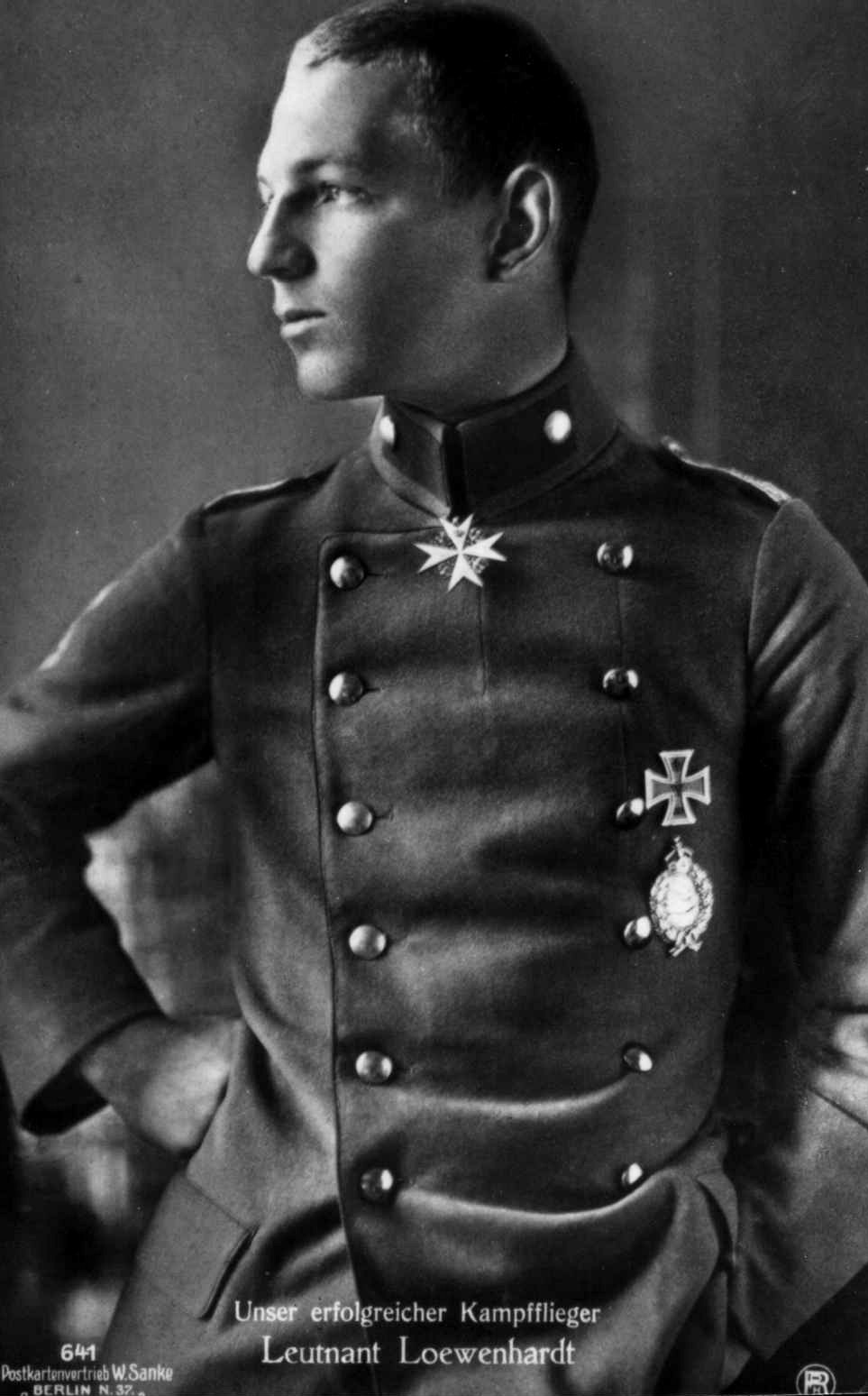
Erich Loewenhardt, 54 Luftsiege, stürzte am 10. August 1918 zu Tode, als sich nach dem Absprung aus seinem abstürzenden Flugzeug sein Fallschirm nicht öffnete
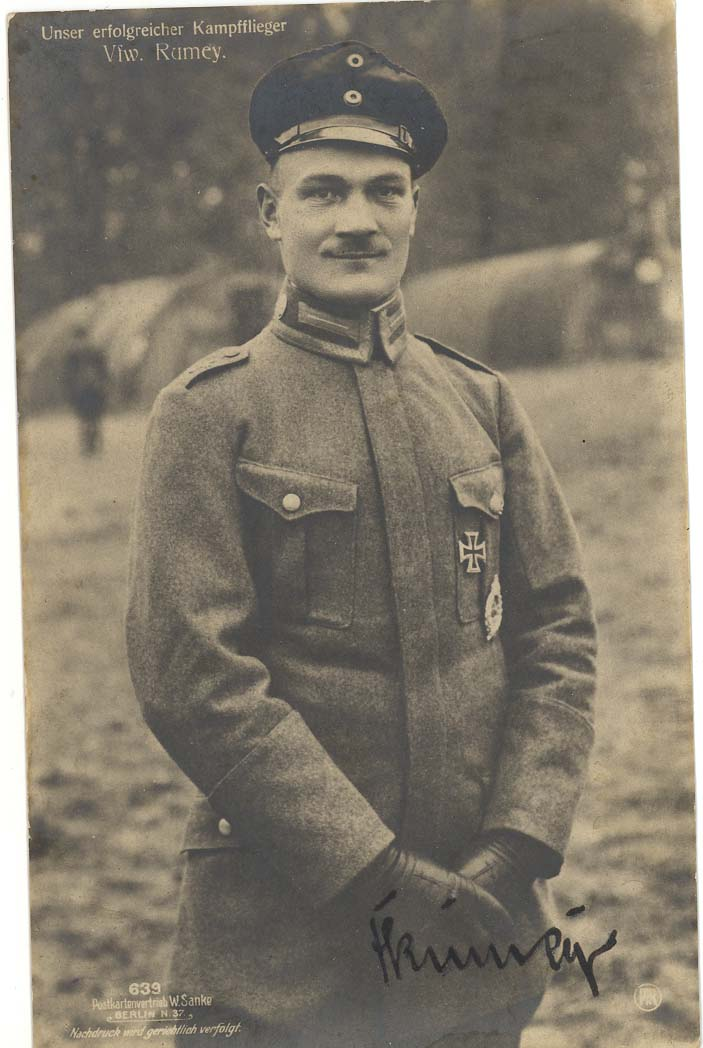
Fritz Rumey, 45 Luftsiege, stürzte am 27. September 1918 tödlich ab, als sich nach dem Absprung aus seinem abstürzenden Flugzeug sein Fallschirm nicht öffnete
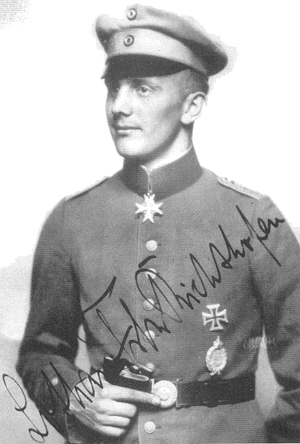
Lothar von Richthofen (Bruder von Manfred von Richthofen), 40 Luftsiege, überlebte den Krieg; kam 1922 bei einem Flugunfall ums Leben.
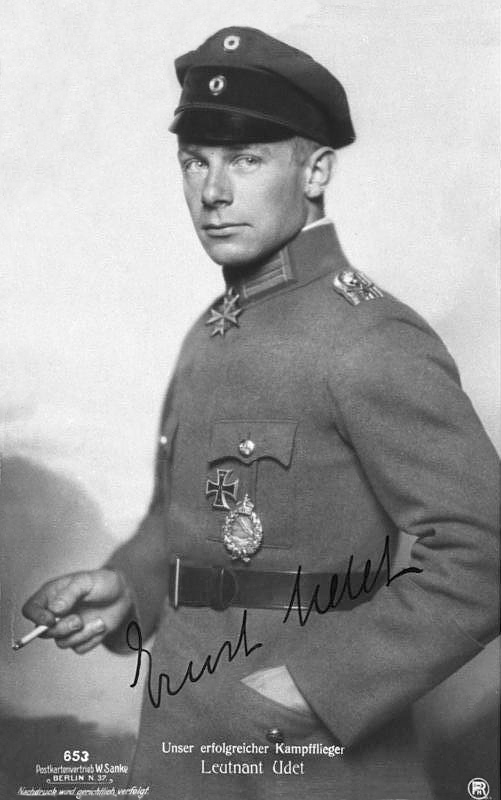
Ernst Udet, 62 Luftsiege, der erfolgreichste überlebende deutsche Jagdpilot des Ersten Weltkrieges, erschoss sich am 17. November 1941 in seiner Wohnung in Berlin.
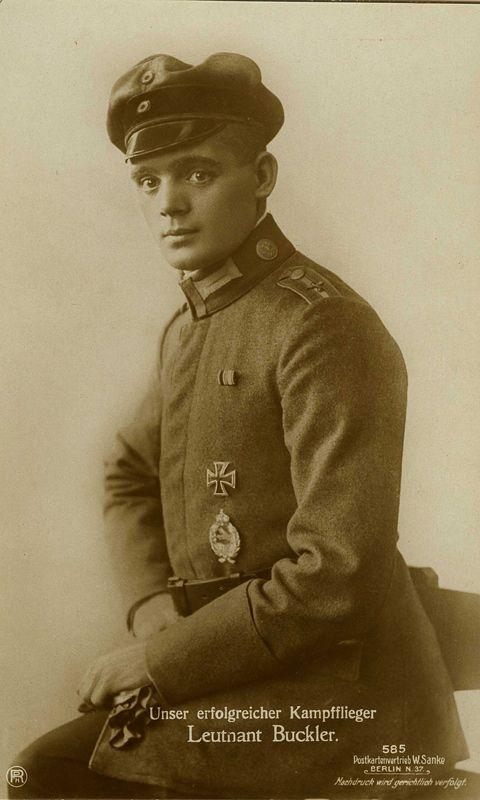
Julius Buckler, 36 Luftsiege, überlebte trotz schwerer Verwundungen beide Weltkriege und starb am 23. Mai 1960 in Bonn.
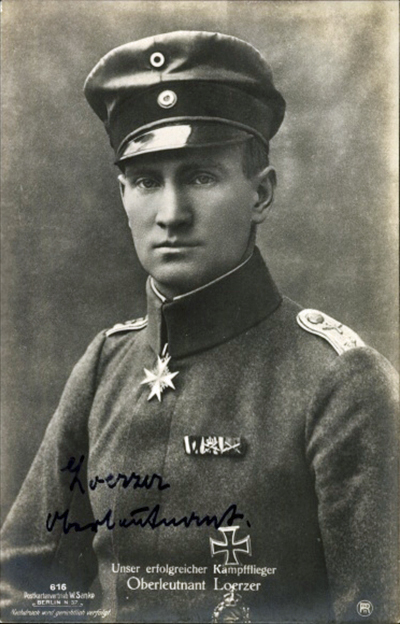
Bruno Loerzer, 44 Luftsiege, überlebte beide Weltkriege und starb am 22. August 1960 in Hamburg

Die deutschen Jagdflieger blieben lange Zeit den alliierten Fliegern technisch und taktisch überlegen; insbesondere die Briten mit ihren Druckpropeller-Flugzeugen wie der Royal Aircraft Factory F.E.8 oder der Airco D.H.2 – von deutschen Kampffliegern summarisch als „Vickers-Gitterrümpfe“ bezeichnet –, und die veralteten B.E.2, fielen den deutschen Jagdfliegern reihenweise zum Opfer: Allein am 9. März 1917 brachte Richthofens Jasta 11 einen ganzen Verband von F.E.8 „Gitterrümpfen“ zum Absturz, am 23. April 1917 wurden 20 gegnerische Flugzeuge, am 24. April 19 Feindmaschinen abgeschossen; die Verluste erreichten im „Bloody April“ 1917 ihren Höhepunkt. Die deutsche Luftüberlegenheit wirkte sich nun schlachtentscheidend aus: Der Rückzug in die Siegfriedlinie im Rahmen einer geplanten Frontverkürzung zwischen Arras und Soissons kam teilweise einer französisch-britischen Offensive zuvor. Diese lief sich unter schweren Verlusten im Niemandsland tot und musste im Mai 1917 eingestellt werden, unter anderem weil die alliierte Seite aufgrund der Bedrohung durch deutsche Jagdflieger keine hinreichende Luftaufklärung durchführen, Verbindung zu den eigenen Angriffsverbänden halten und diesen keine ausreichende Luftnahunterstützung geben konnte.
Ab Sommer 1917 ging die Luftüberlegenheit über der Westfront endgültig an die Alliierten verloren. Um durch massiven Jägereinsatz zumindest kurzfristig die Luftüberlegenheit zu erringen, wurde 1917 aus den vier Jastas 4, 6, 10 und 11 das erste Jagdgeschwader (JG) „Richthofen“ gebildet und an heftig umkämpfte Schwerpunkte der Westfront geworfen. Im geschlossenen Verband tauchten deren rot bemalte Albatrosjäger plötzlich in kritischen Lagen auf und verjagten oder vernichteten durch kurzfristige Gegenstöße die überraschten Arbeitsflugzeuge der Alliierten. Nach diesem Vorbild wurden daraufhin durch einzelne Armeeoberkommandos weitere Jastas zu „Jagdgruppen“ zusammengefasst, bei denen erfahrene „Jagdgruppenführer“ zeitlich und räumlich begrenzt an einem bestimmten Frontabschnitt mehrere Staffeln kommandierten, allerdings meist ohne selbst die Verbände in der Luft zu führen. Mit wachsender Zahl auch der alliierten Jagdverbände eskalierten die Luftkämpfe zu regelrechten Luftschlachten, an denen sich Dutzende deutscher, britischer und französischer Flugzeuge in heftigen Kurbeleien erbittert bekämpften. Der individuell gehaltene bunte Anstrich der deutschen Maschinen machte es auch dem entfernten Beobachter möglich, den einzelnen Flieger zu erkennen und provozierte dadurch dessen Wagemut und Waghalsigkeit als Jagdflieger.
Obwohl es Ende 1917 gelungen war, die Stärke der Jagdfliegerverbände deutlich zu erhöhen und in besonderen Schwerpunkten die Zahl der Maschinen pro Jasta von 14 auf 18 erhöht wurde, konnten diese die alliierte Kräfteüberlegenheit nicht mehr brechen. Zu diesem Zeitpunkt waren im Einsatz:
| Jasta                   | Führer                          | Jasta     | Führer                          | Jasta     | Führer                      |
| Westfront               | Westfront                       | Westfront | Westfront                       | Westfront | Westfront                   |
| ----------------------- | ------------------------------- | --------- | ------------------------------- | --------- | --------------------------- |
| 1                       | Olt. Hans Kummetz               | 2 Boelcke | Lt. von Bülow-Bothkamp          | 3         | Olt. Hermann Kohze          |
| 4 (JG 1)                | Olt. Kurt-Bertram von Döring    | 5         | Hptm. Flashaar                  | 6         | Olt. Wilhelm Reinhard       |
| 7                       | Lt. Josef Jacobs                | 8         |                                 | 9         | Olt. Kurt Student           |
| 10 (JG 1)               | Lt. Hans Klein                  | 11 (JG 1) | Lt. Lothar v. Richthofen        | 12        | Olt. Ewald Blumenbach       |
| 13                      | Lt. Wolfgang Güttler            | 14        | Lt. Werner                      | 15        | Lt. Raben                   |
| 16b                     | Lt. Heinrich Geigl              | 17        | Hptm. Frhr. v. Esebeck          | 18        | Hptm. Hans-Joachim Buddecke |
| 19                      | Lt. Walter Göttsch              | 20        | Lt. Raven von Barnekow          | 21s       | Olt. Oscar v. Boenigk       |
| 22                      | Lt. Lenz                        | 23b       | Lt. Otto Kissenberth            | 24        | Lt. Heinrich Kroll          |
| 26                      | Lt. Bruno Loerzer               | 27        | Lt. Hermann Göring              | 28w       | Lt. Emil Thuy               |
| 29                      | Olt. Otto Schmidt               | 30        | Lt. Hans Bethge                 | 31        | Olt. Günther Viehweger      |
| 32b                     | Olt. Eduard v. Schleich         | 33        | Lt. Carl-August von Schoenebeck | 34b       | Olt. Robert von Greim       |
| 35b                     | Olt. Justinus                   | 36        | Lt. Heinrich Bongartz           | 37        | Lt. Ernst Udet              |
| 39                      | Olt. Loeser                     | 40        | Lt. King                        | 41        | Lt. Fritz Höhn              |
| 42                      | Olt. Karl Odebrett              | 43        | Lt. Flecken                     | 44        | Lt. Lotz                    |
| 45                      | Lt. Hans Rolfes                 | 46        | Lt. Rudolf Matthaei             | 47w       |                             |
| 48                      | Lt. Kurt Küppers                | 49        | Lt. Ray                         | 50        | Lt. Heinrich Arntzen        |
| 51                      | Olt. Graudert                   |           |                                 |           |                             |
| Mazedonien              |                                 |           |                                 |           |                             |
| 25                      | Hptm. Friedrich-Karl Burckhardt | 38        | Olt. Kurt Grasshoff             |           |                             |
| Palästina (Asien-Korps) |                                 |           |                                 |           |                             |
| 55 (1F)                 | Hptm. Franz Josef Walz          |           |                                 |           |                             |

1918 wurden weitere Jagdgeschwader gebildet: Das JG 2 mit den Jastas 12, 13, 15 und 19, das JG 3 mit den Jastas 26, 27, 36 und schließlich das JG 4.
Mit ihren stets weiter perfektionierten Jagdflugzeugen und der steigenden Zahl an Gegnern erreichten die deutschen Jagdflieger immer höhere Abschusszahlen, doch auch die Verluste auch an unersetzlichen erfahrenen Piloten stiegen. Am 15. März 1918 traf die Fliegertruppe der Tod des Geschwaderkommandeurs Hauptmann Adolf Ritter von Tutschek, dessen Nachfolger Hauptmann Rudolf Berthold wurde. Als kurz darauf am 21. April 1918 Manfred von Richthofen im Luftkampf fiel, traf es Heer und Heimat wie ein Schock. Richthofens Leichnam wurde von den kanadischen Truppen mit militärischen Ehren bestattet; für die Kriegspropaganda ein Beweis für das angeblich ritterliche Verhalten gegenüber dem im Luftkampf unterlegenen Gegner, wogegen der Krieg in der Luft mit steigender Erbitterung geführt wurde.

#### Bombereinsätze

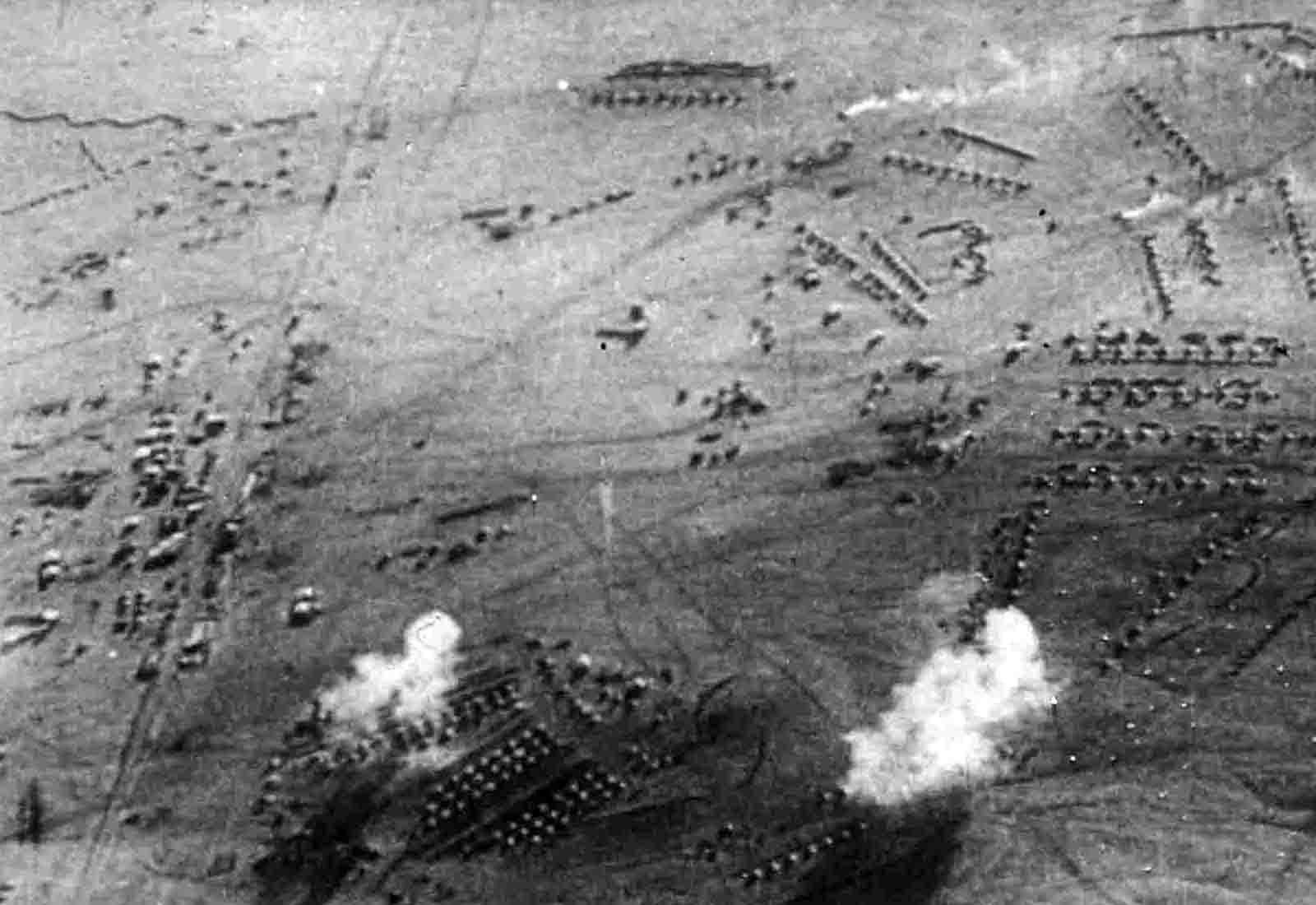
Bombardierung eines südafrikanischen Truppenlagers bei Tschaukaib durch Pilot Paul Fiedler, 17. Dezember 1914

Da zu Beginn des Krieges das Flugzeug primär als Aufklärungsmittel gesehen wurde, war an einen Einsatz als Angriffsmittel nicht gedacht. Die Besatzungen verfügten zwar über Abwurfmittel wie Fliegerpfeile und auch 5 oder 10 kg-Bomben, die ohne jede Zielvorrichtung freihändig abgeworfen nur wenig Wirkung zeigten. Dennoch kam es zu spektakulären Einzelaktionen, als beispielsweise Leutnant Ferdinand von Hiddessen von Bord seiner „Taube“ am 13. August 1914 einige Bomben auf Paris abwarf oder Gunther Plüschow in Tsingtau umgebaute Granaten auf die japanischen Belagerungskräfte schleuderte. Von Deutsch-Südwestafrika aus operierend konnte Paul Fiedler im Dezember 1914 Truppenlager der Südafrikanischen Union bombardieren und die Einschläge im Bild festhalten.

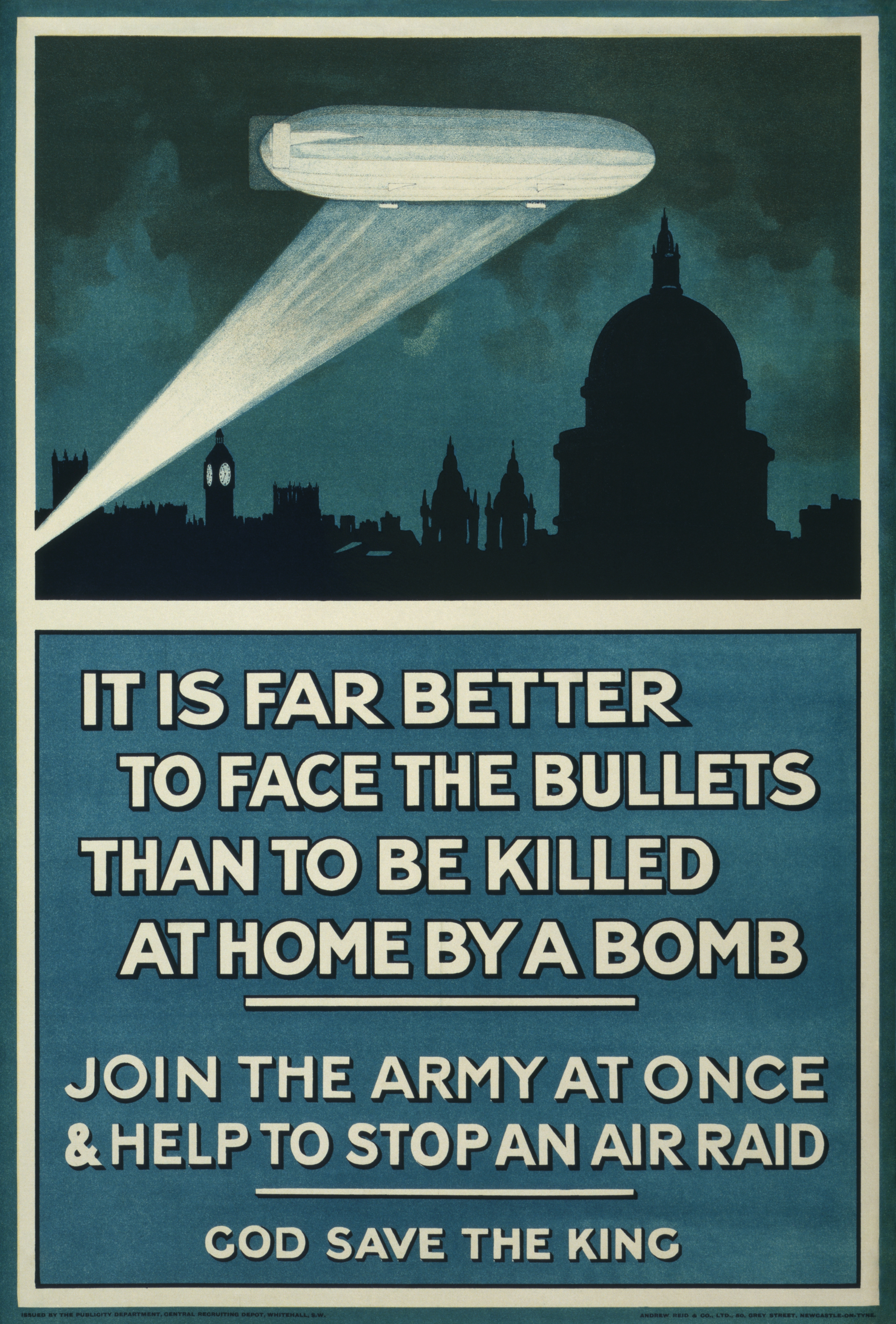
Propagandaplakat

Für strategische, vor allem weitreichende Bombenflüge stützten sich Heeres- und Marineleitung zunächst auf Luftschiffe (der Fabrikation Zeppelin, Parseval, Schütte-Lanz); eigenständige Bomberformationen oder Bombenflugzeuge wie in der russischen oder französischen Fliegertruppe existierten nicht. Bald zeigten die Franzosen bei Bombereinsätzen ihre deutliche Überlegenheit; bereits im Herbst 1914 griffen sie im Geschwader Ziele an Front und im Hinterland an. Mit der Bombardierung der offenen und unbewaffneten Stadt Freiburg im Breisgau am 14. Dezember 1914 sah die deutsche Kriegsführung den Bruch der völkerrechtlichen Einschränkungen gemäß der Haager Landkriegsordnung; der Luftkrieg eskalierte nun auch immer mehr gegen zivile Ziele.
Ende des Jahres 1914 warfen deutsche Seeflieger erstmals Bomben auf Dover. Gleichzeitig wurden durch OHL und Marineführung erste Zeppelinangriffe auf England vorbereitet, da die stärkeren Luftschiffe (Typ L 10) ab Anfang 1915 auch Einsätze größerer Reichweite erlaubten. Besondere Bedeutung durch seinen Überraschungseffekt hatte der erste Geschwaderangriff von vier der neuen Zeppeline „L 10“, „L 11“, „L 12“ und „L 13“ am 10. August 1915. Allerdings konnte sich das schwer beschädigte „L 12“ unter Kommandant Oberleutnant zur See Peterson nur unter dramatischen Umständen an die belgische Küste retten, nachdem es 2.500 kg Bomben über Harwich abgeworfen hatte.
Unter der Tarnbezeichnung „Brieftaubenabteilung Ostende“ (BAO) entstand bei Ghistelles ein erstes Geschwader aus sechs Abteilungen, ausgerüstet mit „Kampfflugzeugen“, das heißt zwei- bis dreisitzigen, zum Teil zweimotorige Maschinen mit MG oder Bordkanone und Bombenzuladung. Als Eliteverbände geplant für Aufklärungs-, Bomber- und Luftkampfeinsätze übte diese Formation erstmals systematisch Aufstieg, Sammeln, Flug und Einsatz im taktischen Verbund bis zur Geschwadergröße, dazu Nachteinsätze, gezielten Bombenwurf und Luftkampf. Nach dem ersten nächtlichen Geschwaderangriff im Januar 1915 auf Dünkirchen wurde die BAO auf sechs Abteilungen verstärkt. Vermutlich Ende April 1915 wurde die BAO an die Ostfront verlegt, wo sie bei der Schlacht von Gorlice-Tarnów operierte. Als zweites Geschwader wurde die „Brieftaubenabteilung Metz“ (BAM) geschaffen. BAO und BAM verfügten über eigene Bahnwaggons um schnell an verschiedene, bereits vorbereitete und mit Anschlussgleisen versehene Einsatzflugplätze verlegen zu können.
Aus BAO und BAM wurden im Dezember 1915 die Kampfgeschwader der Obersten Heeresleitung (Kagohl) 1 und 2 mit je sechs Staffeln zu je sechs Flugzeugen. Die Kampfflieger hatten als Jagdflieger „die feindlichen Kampfgeschwader aufzusuchen und zu schlagen“ und als Bomber durch „Massenangriffe mit Bombenwurf verheerend zu wirken.“ Da sich jedoch zeigte, dass die schweren, langsamen Kampfflugzeuge zum Luftkampf ungeeignet oder sogar dem Gegner unterlegen waren, unterblieb die zunächst geplante Aufstellung der schweren Fliegerabteilungen 101–103. Angesichts der Erfahrung, welche Wirkung massive Bombenabwürfe in Staffel- oder Geschwaderform erzielen konnten, wurde die Aufstellung der Kagohl 3–5 bis April 1916 entschieden, die ebenfalls per Eisenbahnverlegung hochmobil und somit für Bombeneinsätze an Frontschwerpunkten eingesetzbar waren.
Trotz aller Erfahrungen wurden die Kampfgeschwader angesichts der gegnerischen Luftüberlegenheit im Frühjahr 1916 immer mehr gezwungen, „Sperre“ zu fliegen, das heißt in den ihnen zugewiesenen Sektoren das Eindringen gegnerischer Flieger in den eigenen Luftraum zu verhindern. Da die Alarmierung aufgrund der unzureichenden Nachrichtenverbindungen viel zu lange dauerte, um vom Boden aus startend ein bereits in kriegsmäßiger Höhe operierendes Geschwader angreifen zu können, hatten die Einheiten „nach Dienstplan“ in zugewiesenen Frontabschnitten mit Kampfflugzeugen zu patrouillieren. Diese wenig erfolgreiche und praxisfremde Maßnahme führte zur entsprechender Verzettelung und sinnloser Kräftevergeudung: Die viel zu langsamen, zu wenig steigfähigen und zu wenig wendigen C-Flugzeuge der Kampfstaffeln waren als Jagdflugzeuge kaum zu verwenden. Hinzu kam, dass aufgrund der alliierten Luftüberlegenheit vor allem im Verlauf der Somme-Schlacht (Juli bis November 1916) die Kampfflieger als Begleitschutz für Aufklärungs- und Artillerieflieger eingesetzt wurden und daraufhin die Kampfgeschwader (Kagohl) 3, 5, 6 und 7 und drei selbständige Kampfstaffeln aufgelöst und in 27 Schutzstaffeln für Begleitschutzaufgaben umgegliedert wurden. Lediglich der Umbildung noch der verbliebenen Kampfgeschwader zu Schutzstaffeln konnte sich der Kogenluft erfolgreich widersetzen.
Auch die Bedrohung der Luftschiffe durch Jagdflugzeuge oder Flak mit Brandmunition nahm ab Frühjahr 1916 massiv zu. Da die „Lebensdauer“ der Luftschiffe meist relativ kurz war, setzten sich Neuerungen schnell durch. An der Spitze der Entwicklung standen die neuen Superluftschiffe der 55.000 Kubikmeter fassenden R-Klasse. Mit diesen Luftschiffen wurde vorzugsweise die Marine ausgestattet, denn dem Heer fehlten die dafür nötigen großen Luftschiffhallen, deren Nachrüstung wäre wesentlich schwieriger und teurer gewesen als bei der Marine. Zur selben Zeit kamen die großen Flugzeuge (G-Flugzeuge) beziehungsweise die Riesen-Flugzeuge (R-Flugzeuge) auf. Bis zum März 1917 kam es quasi zu einer Parität der Abwurfmengen an Bomben bei gleichzeitiger Verringerung der Kosten. Taktisch war der Geschwaderflug mehrerer Luftschiffe aufgrund der langen und unterschiedlichen Anmarschwege und Wettereinflüsse wesentlich schwerer als das Sammeln der Flugzeuge zur Geschwaderformation zu koordinieren. Der „Kommandierende General der Luftstreitkräfte“ (KoGenLuft), Generalleutnant von Hoeppner beschloss daher im Frühjahr 1917 die Einstellung der Heeresluftschifffahrt und gab die verbliebenen Schiffe an die Marine ab, die sie bis 1918 erfolgreich im Bombenkrieg und bei Operationen der Hochseeflotte einsetzte.
Um die Zeppeline aufgrund ihrer hohen Verluste als strategische Bomberflotte abzulösen, wurden die verbliebenen Schutzstaffeln im Frühjahr 1917 zu Bombengeschwadern der obersten Heeresleitung (Bogohl) umgebildet, darunter das in der Sommeschlacht dezimierte Bogohl 1 unter Hauptmann Kastner, das sich danach an der Ostfront und schließlich in Mazedonien hervorragend bewährte, das Bogohl 2 unter Hauptmann Kastner-Kirdorf, das an der Ostfront kämpfte, und das mit sechs Staffeln doppelt so starke Bogohl 3, das unter Hauptmann Brandenburg von Gontrode bei Gent, das als „England-Geschwader“ Langstreckeneinsätze gegen die britische Insel fliegen sollte.
Luftschiffe und Flieger griffen nun arbeitsteilig an: Luftschiffe bei Nacht, die Flieger bei Tag. Der erste Bombereinsatz gegen England fand Ende Mai 1917 mit 22 Flugzeugen gegen Folkestone statt und tötete 95 Menschen. Vorerst noch aufgrund widriger Wetterbedingungen am Boden gehalten, startete Bogohl 3 erst am 13. Juni 1917 seinen ersten Einsatz gegen London; das 15-minütige Bombardement forderte 162 Tote unter der Bevölkerung. Alle 18 Bombenflugzeuge kehrten wohlbehalten vom Einsatz zurück, von den über 90 aufgestiegenen Abfangjägern wurde einer abgeschossen. Neben den direkten Schäden durch Bombenabwurf zwang das insbesondere die Briten, Jagdflieger von der Front zur „Home Defence“ abzuziehen und damit den Druck an der Front zu reduzieren. Als am 7. Juli 1917 über 100 Abfangjäger gegen die 22 anfliegenden Gothas aufstiegen, wurde eines der Großflugzeuge zum Absturz gebracht und drei beschädigt; deren Bordschützen schossen jedoch zwei Jagdflugzeuge ab. Erst als moderne Sopwith Camels die Abfangstaffeln der Home Defence verstärkten, musste das Englandgeschwader auf Nachtangriffe umstellen.
Die zwischenzeitlich aufgelösten Kagohl 3, 5 und 6 wurden wieder aufgestellt, dazu kam das Kagohl 7 unter Führung von Hauptmann Hermann Köhl. Die Riesenflugzeugabteilungen 500 und 501 waren bereits 1916 in Alt-Auz/Kurland in die Fronterprobung gegangen. Diese verstärkten ab Mitte September die Großflugzeuge mit ihren gewaltigen viermotorigen Zeppelin-Staaken Riesenflugzeugen.

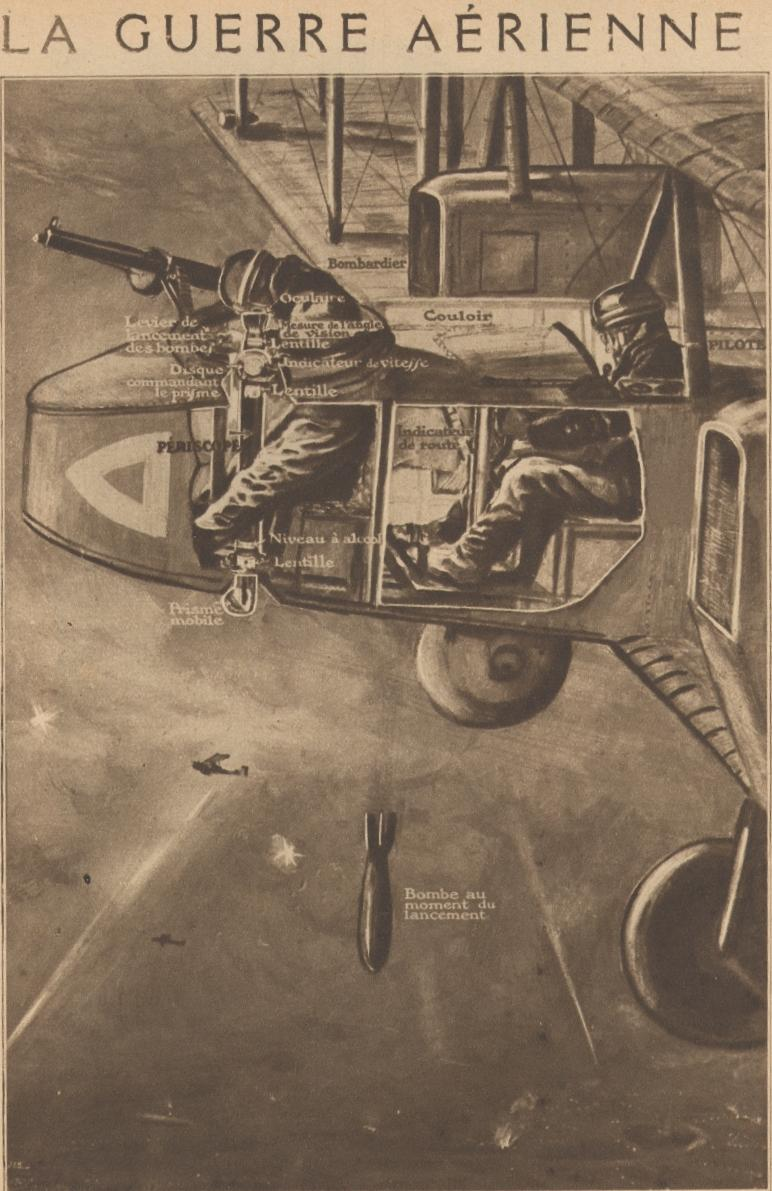
Zeitgenössische Illustration einer Gotha-Bomberbesatzung beim Angriff auf London

Ende 1917 hatten die Briten den Schutz ihrer Hauptstadt mit Flak und Abwehrflugzeugen wesentlich verstärkt und 1918 einen 80 km breiten Sperrballongürtel um London gezogen. Nachdem beim Nachtangriff vom 28. auf den 29. Januar 1918 ein Großflugzeug abgestürzt und vier weitere durch Bruchlandungen in Belgien beschädigt worden waren, wurden die England-Angriffe eingestellt und die Flugzeuge zur taktischen Luftunterstützung der Frühjahrsoffensive 1918 an der Front herangezogen. Die Riesenflugzeuge flogen nun allein gegen London: Am 16. Februar warf eines der vier Riesenflugzeuge erstmals eine 1000 kg-Bombe ab, wobei ein Flügel des Krankenhauses in Chelsea zerstört wurde. Eines der Riesenflugzeuge kollidierte mit einer Ballonsperre und stürzte 1000 m in die Tiefe, bevor der Pilot die Maschine doch noch abfangen konnte. In der nächsten Nacht traf ein Volltreffer eines Riesenflugzeugs den Bahnhof St Pancras und richtete großen Schaden an.
Der letzte Angriff dieser Riesen fand in der Nacht vom 19. auf den 20. Oktober 1918 statt, noch einmal begleitet von 38 Großflugzeugen, von denen sechs von Abfangjägern und Flak abgeschossen wurden.
Die Raids der Zeppeline, der Groß- und Riesenflugzeuge von Armee und Marine gegen Ziele im tiefen Hinterland wie London und Paris banden erhebliche Abwehrkräfte und versetzten die Bevölkerung in Angst und Schrecken. Gegen Paris wurden 2 Luftschiffangriffe und 44 Fliegerangriffe dokumentiert; nach französischen Angaben kamen dabei 278 Menschen ums Leben, 636 wurden verletzt. Auf englische Ziele wurden bis Kriegsende 27 Geschwaderangriffe geführt und 111.935 kg Bomben abgeworfen, 836 Menschen kamen dabei ums Leben, 1965 wurden verletzt. Häufige Fliegeralarme führten zudem zu spürbaren Produktionsausfällen in der Rüstungsindustrie, außerdem wurde der Gegner gezwungen, wesentliche Kräfte zum Heimatschutz von der Front abzuziehen: 1916 waren in England bereits 11 Squadrons und 1 Reserve-Squadron eingesetzt, im Herbst 1918 war deren Zahl auf 6 Geschwader mit 16 Squadrons angestiegen, 576 Offiziere und 3548 Unteroffizieren und Mannschaften waren zur Abwehr deutscher Bomberangriffe eingesetzt. Dazu kamen 480 Ballonabwehrkanonen, 706 Scheinwerfer und 245 Horchapparate.
Siehe auch: Abschuss eines Gotha-Bombers an der Westfront (Spielfilmszene) und Bombenangriff durch Zeppelin an der Ostfront (Spielfilmszene)

### Ausbildung, Personal- und Materialersatz

#### Flugparks
Die Versorgung mit Ersatzteilen, neuen oder reparierten Flugzeugen, deren Feldinstandsetzung oder Abschub lief zunächst über die Etappenflugzeugparks und damit über die Etappenorganisation, deren materielle Ausstattung mit ein paar Ersatzteilkisten und Ersatztragflächen bei Kriegsbeginn völlig unzureichend war und deren materieller Zulauf ineffizient und kaum lageorientiert über die IdFlieg aus Berlin disponiert wurde, so dass die Einheiten oft an der Nachschuborganisation vorbei zur Selbsthilfe griffen. Erst mit der Aufstellung von Armeeflugzeugparks, deren Zahl bis Kriegsende auf 19 anwuchs, ordnete und beschleunigte sich die Materialversorgung. Neben der materiellen Versorgung übernahm der Armeeflugpark auch noch Ausbildungs- und Einweisungsflüge und ergänzte und entlastete damit die Arbeit an den Flugschulen.

#### Flugschulen, Ausbildungs- und Spezialeinrichtungen
Der ständige Bedarf an neuen Flugzeugbesatzungen erforderte den Aufbau umfangreicher Schul- und Ausbildungseinrichtungen. Neben den Flugschulen, die den Flugzeugfabriken angegliederten waren, wurde nun bei jeder Fliegerersatzabteilung eine Militärfliegerschule aufgebaut; die Kapazität im Oktober 1915 betrug bereits 2.100 Ausbildungsplätze für Flugschüler. Die Jagdstaffelschule in Famars bei Valenciennes bildete Jagdflieger, die Geschwaderschule in Paderborn Fliegerschützen aus; die Artillerieschule Jüterbog richtete Beobachterlehrgänge in Zielortung und Feuerleitung ein, in Döberitz erfolgte die Ausbildung von Fliegerfunkpersonal. Bei den Unternehmen Daimler-Benz und Motorenfabrik Oberursel lernten die Monteure, Schweißer- und Spleisskurse fanden in Großenhain, weitere Spezialistenlehrgänge bei Bosch statt.
Der „Bauausschuss der Fliegertruppen“ kümmerte sich mit Hilfe fronterfahrener Offiziere um Erkundung, Auf- und Ausbau der Frontflugplätze.
Der Armeeflugpark 1 in Tergnier betrieb als Versuchs- und Übungsflugpark West der OHL neben der Ausbildung von Flugzeugführern und Beobachtern Truppenerprobungen und -versuche im Vorfeld der Fronterprobung, gefolgt vom „Versuchs- und Übungspark Ost der OHL“ im Osten.

## Material und Bewaffnung
Zu Beginn des Krieges verfügte die Fliegertruppe vor allem über die wegen ihrer vogelähnlichen Tragflächen als „Tauben“ bezeichnete Eindecker verschiedener Hersteller sowie über Rumpfdoppeldecker der Unternehmen Albatros, Aviatik, DFW, LVG und Otto. Alle zivilen Maschinen wurden requiriert und voreilig weitere 500 Tauben bei der Industrie bestellt. Nachdem sich bald die Überlegenheit insbesondere französischer Baumuster gegenüber den deutschen „Tauben“ erwies, kopierten u. a. die Unternehmen Fokker und Pfalz die französischen Typen Morane-Saulnier LA und N, die als Fokker- bzw. Pfalz A-Typen in den Einsatz gelangten.

### Eingesetzte Flugzeuge, Fesselballons und Luftschiffe
Im Verlaufe des Krieges kam es zu einer Vielfalt von Flugzeugfabrikaten und -typen sowie nach Verwendungszweck unterschiedlichen Flugzeuggattungen. So verwendete die deutsche Fliegertruppe Jagdflugzeuge (u. a. von Albatros, Fokker, Siemens-Schuckert und Pfalz), Mehrzweckflugzeuge (z. B. von Albatros, Aviatik, Rumpler, AEG, LFG Roland, LVG und DFW), Infanterie- und Schlachtflugzeuge (u. a. Hannoversche Waggonfabrik, Junkers, Halberstadt), schwere Bombenflugzeuge (u. a. Gotha, Friedrichshafen, Rumpler) und Riesenflugzeuge (u. a. Zeppelin (Staaken), Siemens-Schuckert, DFW). Zur Klassifizierung der verschiedenen Flugzeuggattungen (Jagd-, Bomben-, Mehrzweck-, Riesenflugzeuge usw.) verwendete die IdFlieg ein ausdifferenziertes System.
Die zu Beginn des Krieges geltenden kriegsmäßigen Leistungsanforderungen
- Einsatzhöhe 800 m, zu erreichen in 15 Minuten
- Gipfelhöhe von 1.200 m
- Geschwindigkeit von 90 km/h bis 100 km/h
- Flugdauer von 4 Stunden

erwiesen sich als völlig unzureichend. Die langsamen „Tauben“ waren kaum noch verwendbar und so wurden Entwicklungsvorgaben für einen „leichten Typ Nr. II“ vorgelegt, die vorsahen, dass ein Zweisitzer in fünf Minuten auf 1000 m steigen sollte. Die Geschwindigkeitsanforderung von 90 km/h bis 100 km/h blieb unverändert, da schneller fliegende Maschinen für nicht sicher steuerbar gehalten wurden.
Wie sehr die Anforderungskriterien an Flugzeuge hinsichtlich Einsatzhöhe, Geschwindigkeit und Nutzlast im Verlauf des Krieges gesteigert wurden, veranschaulicht folgende Tabelle:
| Baujahr | Flugzeugtyp | Motorleistung in PS | Nutzlast in kg | Steiggeschwindigkeit | Max. Geschwindigkeit in km/h |
| ------- | ----------- | ------------------- | -------------- | -------------------- | ---------------------------- |
| 1914    | B           | 100                 | 365            | 1000 m in 15 min     | 90 bis 100                   |
| 1918    | C           | 260                 | 435            | 1000 m in 2:18 min   | 160 bis 180                  |
| 1918    | C           | 260                 | 435            | 2000 m in 4:18 min   | 160 bis 180                  |
| 1918    | C           | 260                 | 435            | 3000 m in 8 min      | 160 bis 180                  |
| 1918    | C           | 260                 | 435            | 5000 m in 21:30 min  | 160 bis 180                  |
| 1918    | C           | 260                 | 435            | 7000 m in 50 min     | 160 bis 180                  |
| 1918    | D           | 160                 | 230            | 1000 m in 1:36 min   | 220                          |
| 1918    | D           | 160                 | 230            | 2000 m in 3:24 min   | 220                          |
| 1918    | D           | 160                 | 230            | 3000 m in 5:42 min   | 220                          |
| 1918    | D           | 160                 | 230            | 5000 m in 15:18 min  | 220                          |
| 1918    | D           | 160                 | 230            | 7000 m in 21:18 min  | 220                          |

Demgegenüber stiegen die Leistungsanforderungen fortlaufend, und die verschiedenen Flugzeuge der Kriegsgegner standen sich auch in dieser Hinsicht im Leistungskampf gegenüber; dieses wird besonders an der Entwicklung der Jagdflugzeuge ab 1915 deutlich:
| 2. HJ 1915                   | Pfalz E.I      | Fokker E.III     | Nieuport 11  | Morane-Saulnier LA      | Airco D.H.2      | Vickers Gunbus  |
|                              | deutsch        | deutsch          | französisch  | französisch             | englisch         | englisch        |
| Max. Geschwindigkeit in km/h | 145            | 141              | 158          | 115                     | 150              | 113             |
| Gipfelhöhe in m              | 3300           | 3660             | 4600         | 4000                    | 4400             | 2700            |
| 1. HJ 1916                   | Fokker E.III   | Fokker E.IV      | Nieuport 11  | Morane-Saulnier N       | Airco D.H.2      | B.E.2           |
|                              | deutsch        | deutsch          | französisch  | französisch             | englisch         | englisch        |
| Max. Geschwindigkeit in km/h | 141            | 160              | 156          | 145                     | 150              | 120             |
| Gipfelhöhe in m              | 3660           | 4000             | 4600         | 4000                    | 4400             | 3000            |
| 2. HJ 1916                   | Albatros D.II  | Halberstadt D.II | Nieuport 11  | Nieuport 16             | Airco D.H.2      | Sopwith Pup     |
|                              | deutsch        | deutsch          | französisch  | französisch             | englisch         | englisch        |
| Max. Geschwindigkeit in km/h | 175            | 145              | 156          | 177                     | 150              | 179             |
| Gipfelhöhe in m              | 5200           | 4000             | 4600         | 5300                    | 4400             | 5300            |
| 1. HJ 1917                   | Albatros D.III | Roland D.II      | SPAD S.VII   | Nieuport 17             | Sopwith Triplane | Sopwith Pup     |
|                              | deutsch        | deutsch          | französisch  | französisch             | englisch         | englisch        |
| Max. Geschwindigkeit in km/h | 175            | 169              | 195          | 179                     | 180              | 179             |
| Gipfelhöhe in m              | 5500           | 5000             | 5300         | 5300                    | 6200             | 5300            |
| 2. HJ 1917                   | Albatros D.Va  | Pfalz D.III      | Hanriot HD.1 | SPAD S.XIII             | S.E.5            | Sopwith Camel   |
|                              | deutsch        | deutsch          | französisch  | französisch             | englisch         | englisch        |
| Max. Geschwindigkeit in km/h | 187            | 169              | 183          | 210                     | 200              | 185             |
| Gipfelhöhe in m              | 6250           | 5200             | 6300         | 6800                    | 5800             | 7300            |
| 1. HJ 1918                   | Albatros D.Va  | Fokker Dr.I      | Fokker D.VII | Pfalz D.VIII            | SPAD S. XIII     | Sopwith Dolphin |
|                              | deutsch        | deutsch          | deutsch      | deutsch                 | französisch      | englisch        |
| Max. Geschwindigkeit in km/h | 187            | 160              | 185          | 190                     | 225              | 198             |
| Gipfelhöhe in m              | 6250           | 5000             | 6000         | 7500                    | 7000             | 6400            |
| 2. HJ 1918                   | Fokker D.VIII  | Fokker D.VIIF    | Roland D.VI  | Siemens-Schuckert D.III | Sopwith Snipe    | S.E.5a          |
|                              | deutsch        | deutsch          | deutsch      | deutsch                 | englisch         | englisch        |
| Max. Geschwindigkeit in km/h | 185            | 200              | 183          | 180                     | 188              | 222             |
| Gipfelhöhe in m              | 6300           | 8000             | 5800         | 8100                    | 6000             | 5944            |

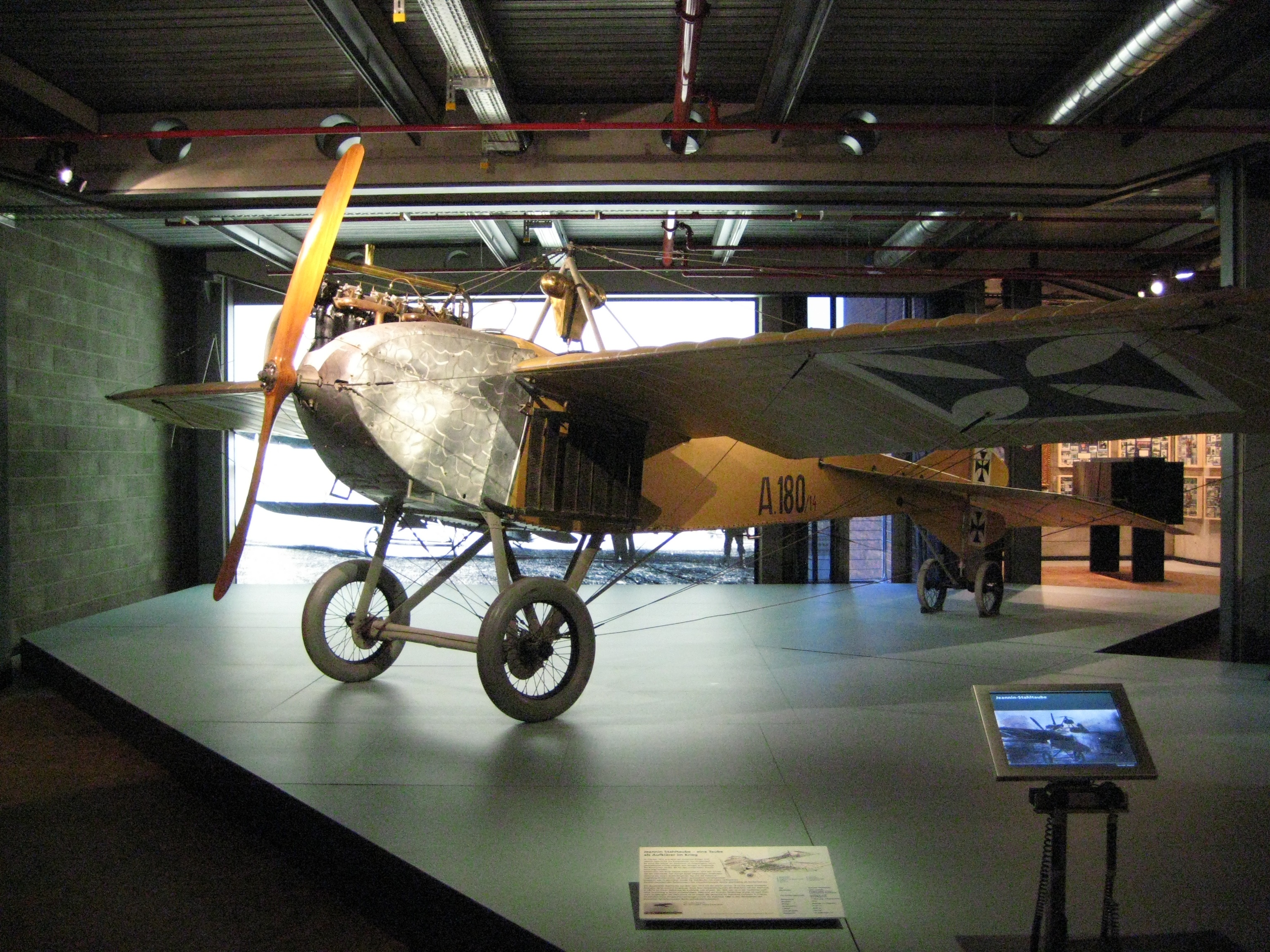
Jeannin Stahltaube im Technikmuseum Berlin
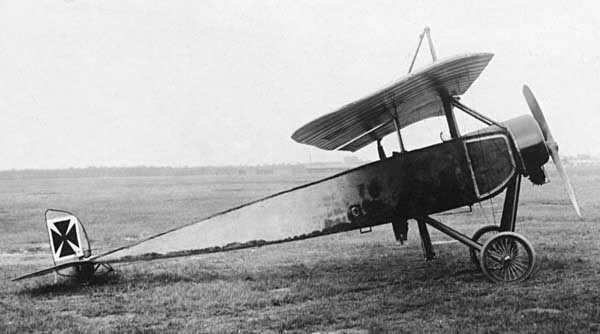
Eine erbeutete Morane Typ L – das Vorbild für die Eindeckernachbauten der Pfalz-Flugzeugwerke 1914/15
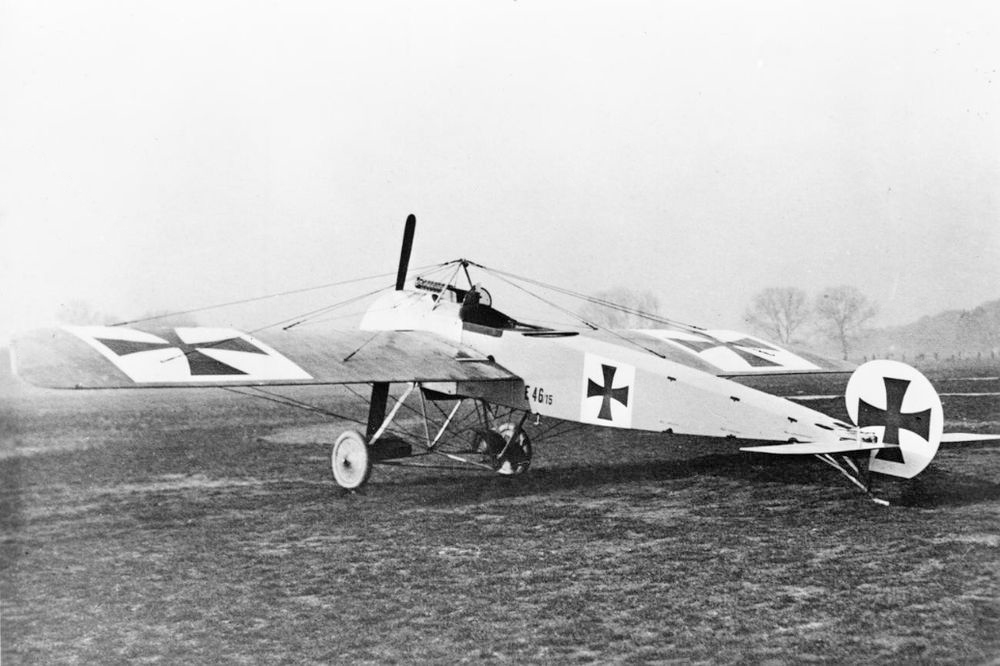
Der Fokker Eindecker, das erste deutsche Jagdflugzeug 1915
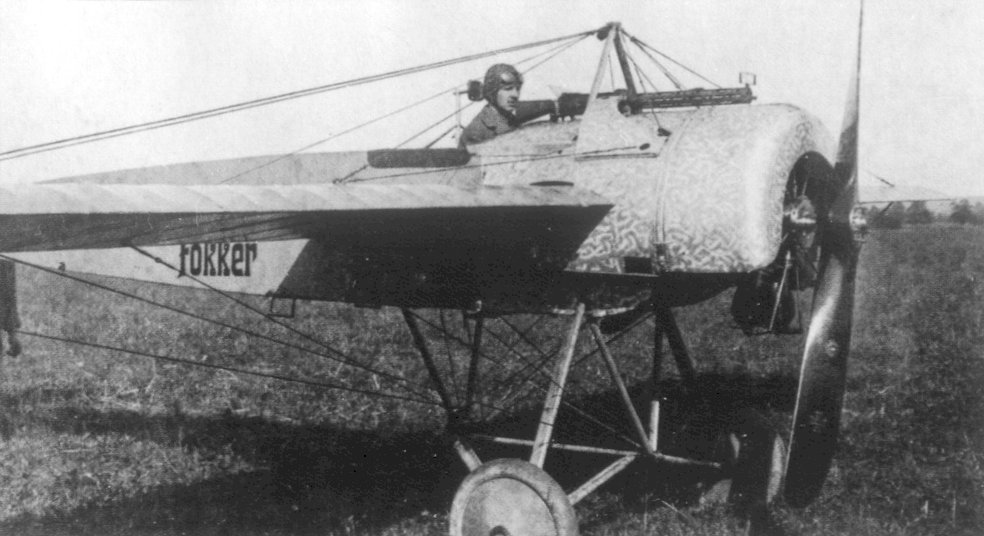
Max Immelmann in seiner Fokker E.II
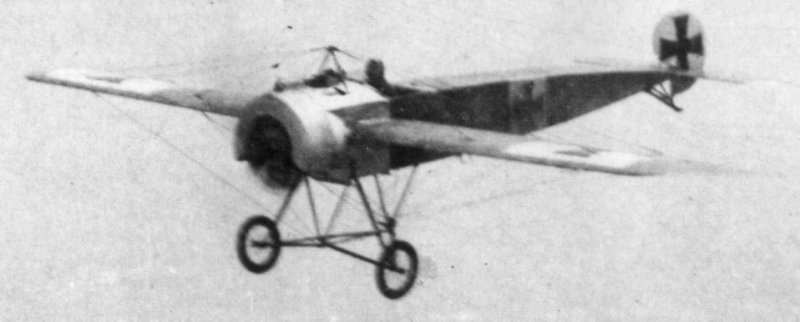
Fokker E.III
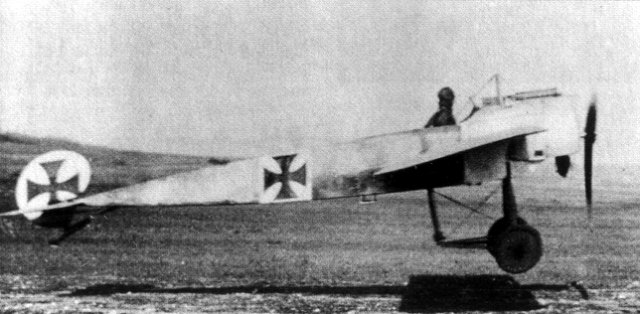
Fokker Eindecker beim Start
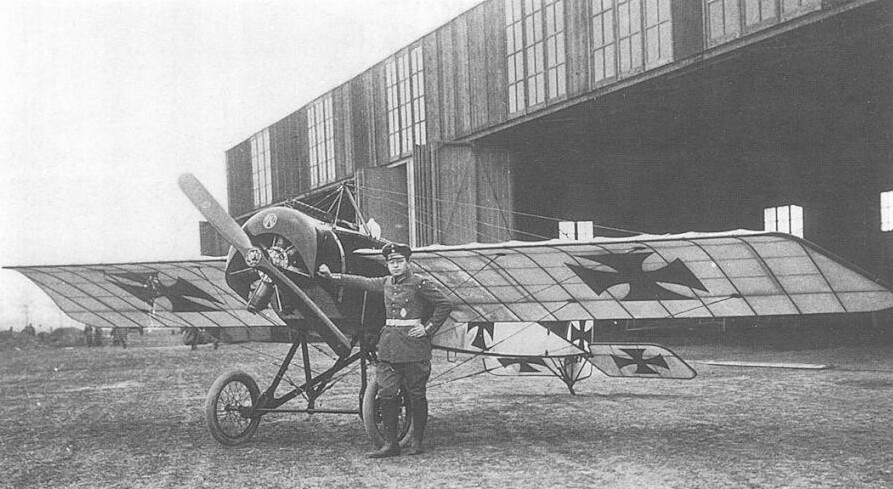
Die Pfalz E.I, ebenfalls ein Kampfeinsitzer aus dem Jahr 1915

Neben eigenen Entwicklungen wurden auch alliierte Flugzeuge von deutschen Konstrukteuren kopiert oder nahmen Einfluss auf deren Entwicklungen, z. B.:
| Vorbild           | Land       | Nachbau                                           |
| ----------------- | ---------- | ------------------------------------------------- |
| Bristol Scout     | England    | Rex D 6                                           |
| Sopwith Tabloid   | England    | Schütte-Lanz D.I                                  |
| Sopwith Triplane  | England    | Fokker Dr.I u. a.                                 |
| Morane-Saulnier H | Frankreich | Hanuschke E.I, Fokker A.III und E.I–IV, Pfalz E.I |
| Morane Saulnier L | Frankreich | Pfalz A.I, Pfalz E.III                            |
| Nieuport 11       | Frankreich | Alter A1, Euler D.I, Siemens-Schuckert D.I        |
| Sikorski          | Russland   | Siemens-Schuckert R.I                             |

#### Jagdflugzeuge (E-, D-, Dr.-Typen)
Einen Durchbruch in der Jagdfliegerei erzielte Deutschland 1915 mit den Kampfeindeckern mit synchronisiertem MG. Nachdem Anfang 1915 ein LVG E.I-Eindecker mit synchronisiertem MG auf dem Weg zur Fronterprobung zu Bruch gegangen war, griff Fokker die Idee auf und lieferte Jagdeindecker, die an der Front dringend benötigt wurden.
| Hersteller        | Typ   | Anzahl |
| ----------------- | ----- | ------ |
| Fokker            | E.I   | 56     |
| Fokker            | E.II  | 23     |
| Fokker            | E.III | 258    |
| Pfalz             | E.I   | 74     |
| Pfalz             | E.II  | 80     |
| Pfalz             | E.III | 20     |
| Pfalz             | E.IV  | 24     |
| Pfalz             | E.V   | 20     |
| Pfalz             | E.VI  | 20     |
| Hanuschke         | E.I   | 6      |
| Junkers           | E.I   | 6      |
| Siemens-Schuckert | E.I   | 20     |
| Siemens-Schuckert | E.III | 6      |
| Gesamt            |       | 653    |

Behaupteten bis Anfang 1916 vor allem Fokker-Eindecker im Luftkampf den Himmel, so tauchte mit den ersten französischen Nieuport 11 jedoch ein neuartiger gefährlicher Gegner auf, der den deutschen Eindeckern klar überlegen war. Eilig wurden Unternehmen wie Euler, Alter, Albatros, Fokker und Siemens-Schuckert Beutemaschinen zur Verfügung gestellt, um der neuen Bedrohung entsprechend begegnen zu können. Im Gegensatz zu den Nieuport-Kopien Euler D.I und Siemens-Schuckert D.I der Konkurrenz gingen Albatros, Halberstadt, Roland und Fokker neue Wege. Bis Ende 1917 dominierten vor allem Albatros-Jäger in den deutschen Jagdstaffeln, nur wenige Haifische, Halberstadt- und Fokker-Doppeldecker kamen an die Front.
Nachdem bereits Anfang 1917 mit der französischen SPAD S. VII und den britischen Sopwith Pups und Triplanes mindestens ebenbürtige und Mitte des Jahres mit der SPAD S. XIII, der Sopwith Camel sowie der S.E.5 deutlich überlegene alliierte Jäger auftauchten, gerieten die deutschen Flieger erneut in die Defensive; zwar brachte die IdFlieg eine leistungsgesteigerte Albatros des Typs D.V an die Front, aber die in gewaltigen Stückzahlen georderte Maschine, der stärkeren Motorisierung nicht mehr gewachsen, neigte bei voller Kampfbelastung zu Unterflügelbrüchen – ein Risiko, das schon bei der Albatros D.III aufgetaucht war – und musste nach mehreren tödlichen Unfällen sicherheitstechnisch überarbeitet werden.

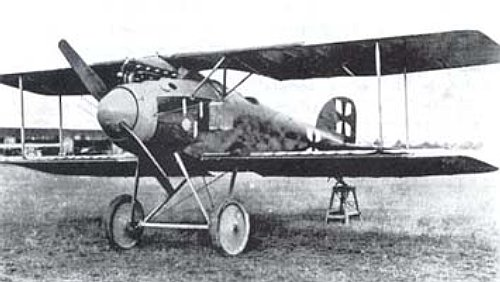
Die Albatros D.II kam ab Herbst 1916 bei den Jastas zum Einsatz
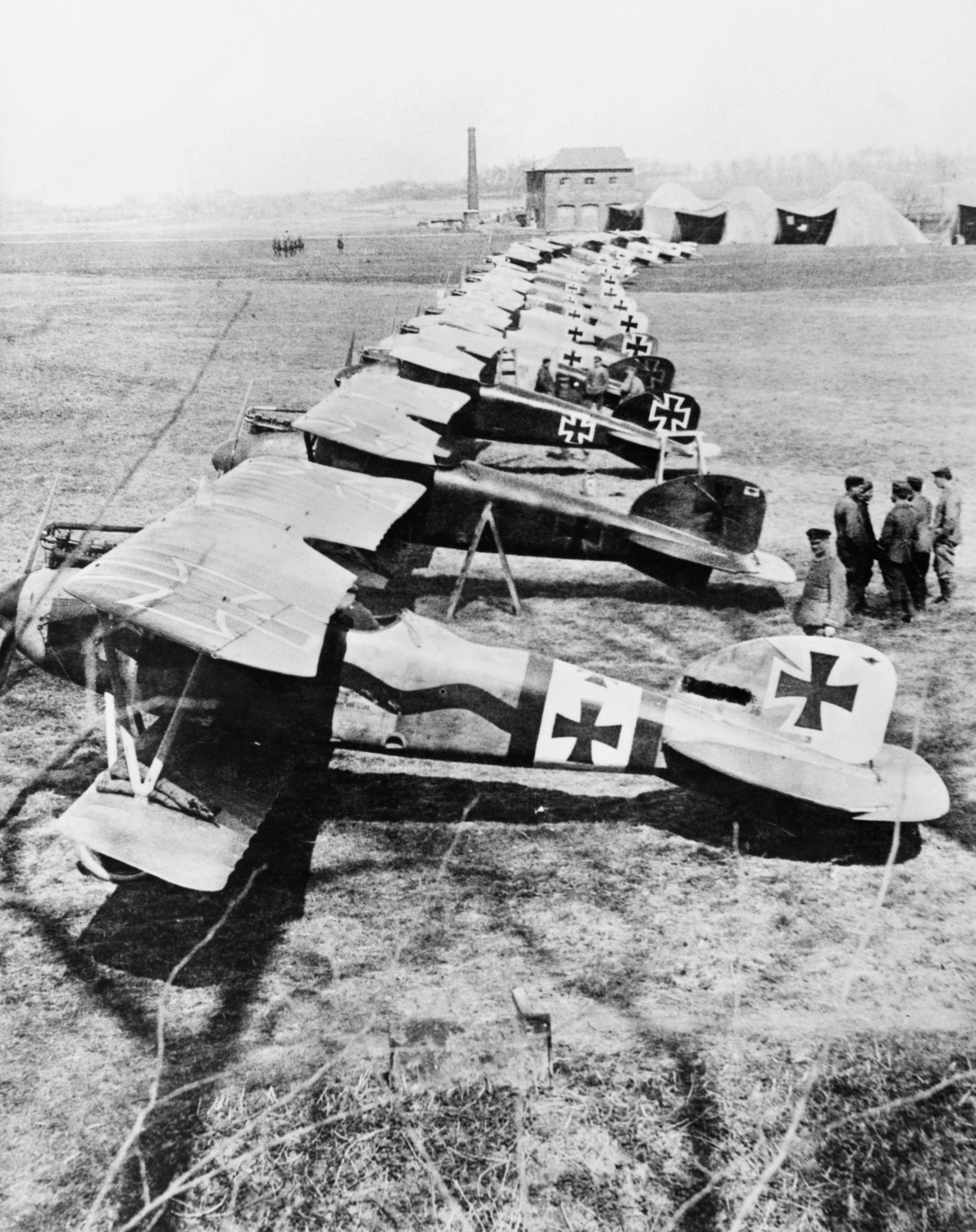
Startbereite Albatros D.III einer deutschen Jasta 1917
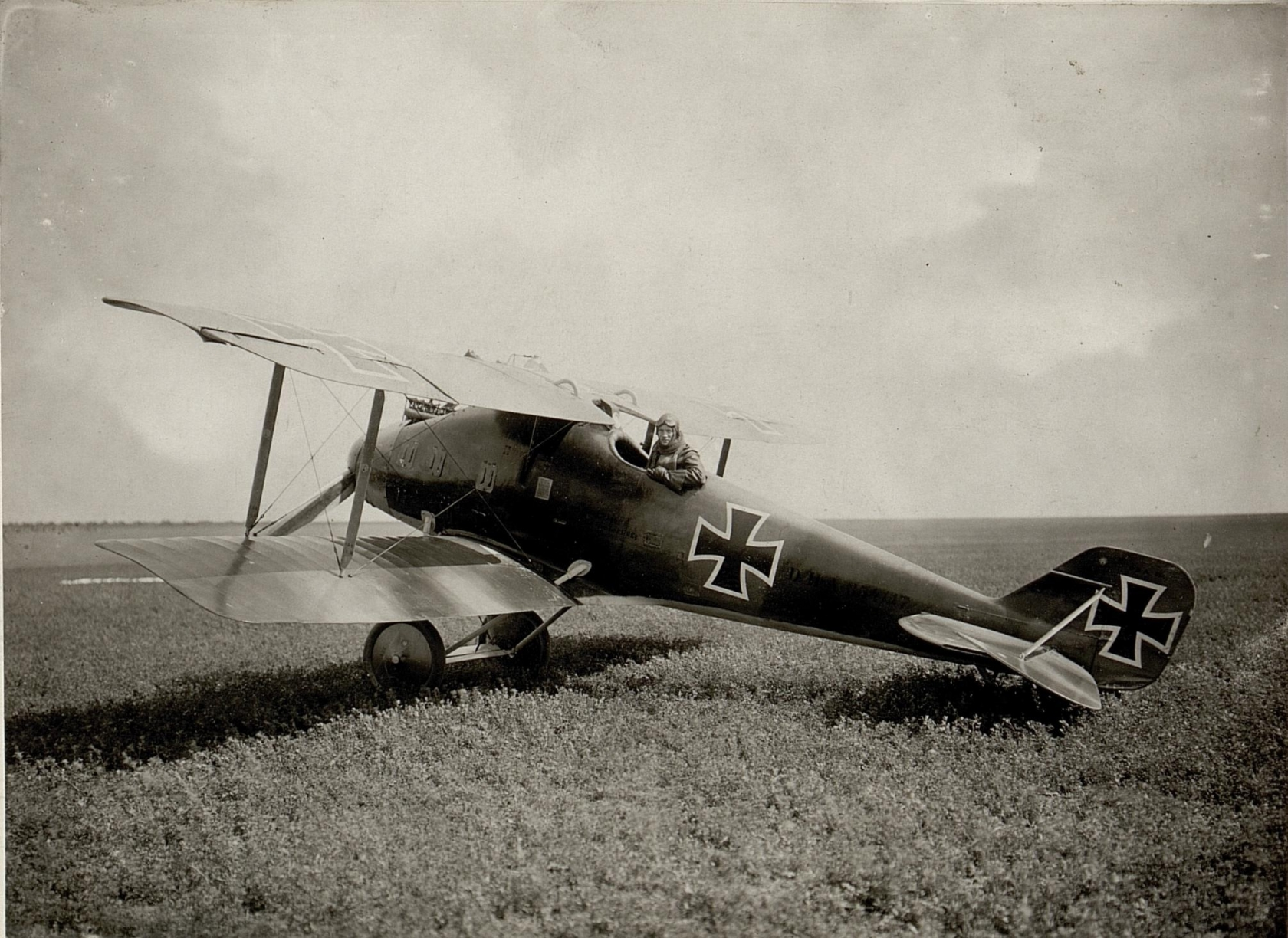
Roland D.II „Haifisch“
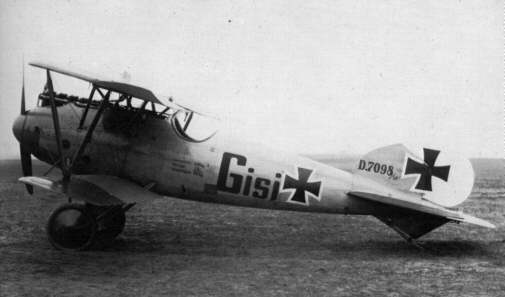
Albatros D.Va, das meistgebaute deutsche Jagdflugzeug 1917/18
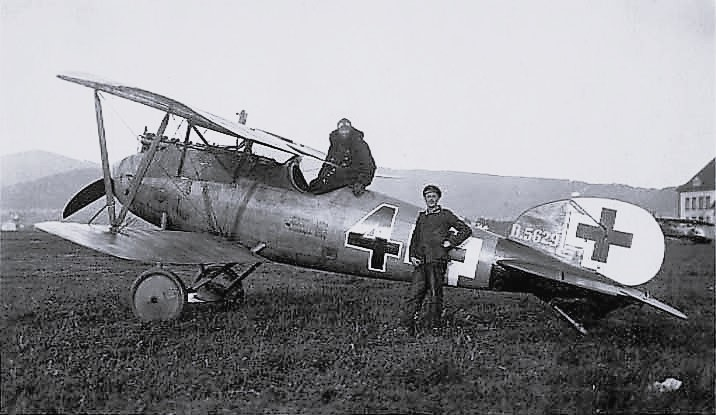
Albatros D.V 1918
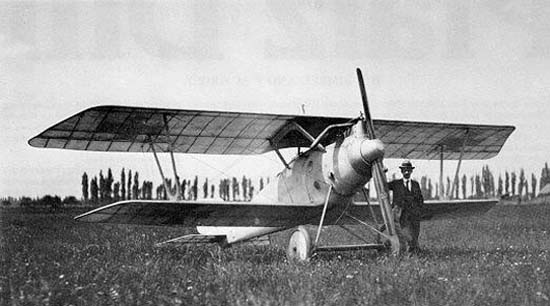
Die Pfalz D.III wurde vor allem an die bayerischen Jastas geliefert
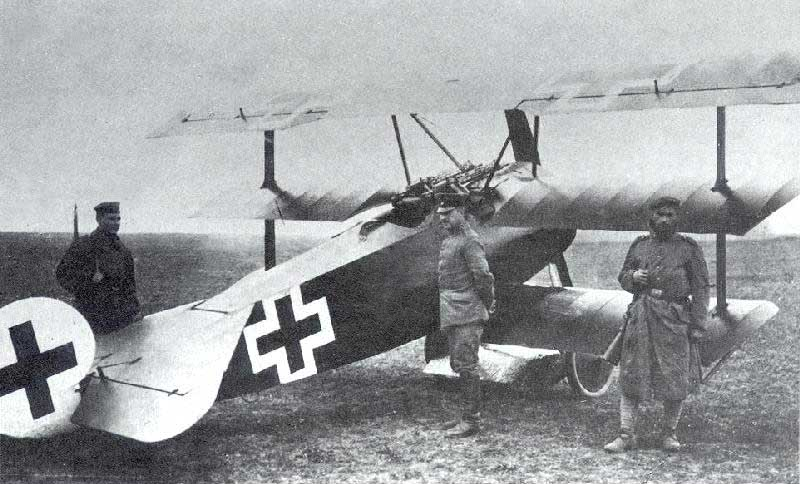
Von Richthofens roter Fokker Dr.I Jagddreidecker
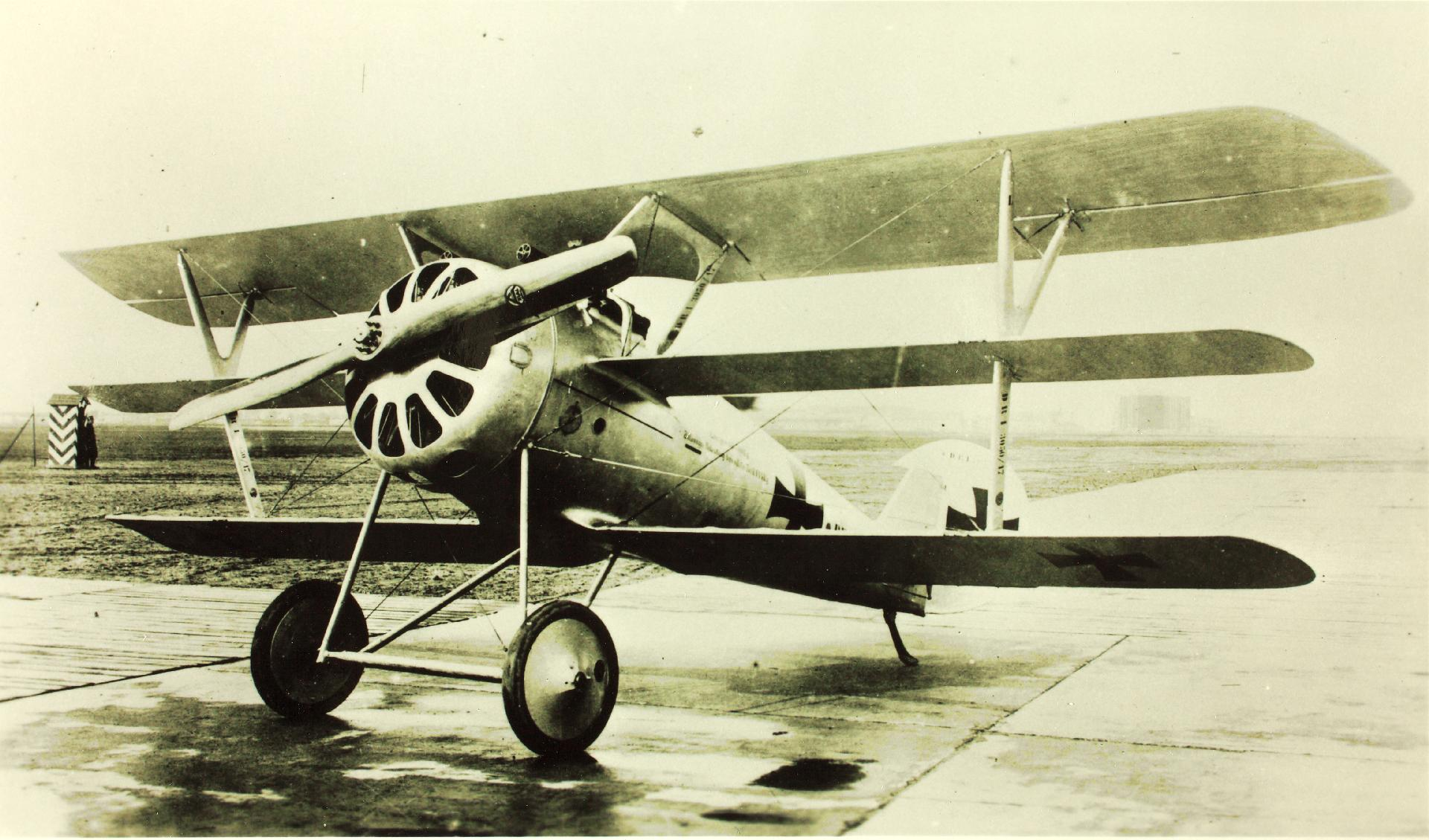
Pfalz Dr.I Jagddreidecker

Einzige Alternative war neben der von bayerischen Staffeln verwendeten Pfalz D.III nun der bekannte Dreidecker, den Fokker ab Herbst 1917 in begrenzter Stückzahl lieferte. Anton Fokker hatte bei einem Besuch bei der Jasta 11 Ende April 1917 einen Luftkampf mit britischen Sopwith Triplanes beobachtet und eine Beutemaschine begutachtet. Daraufhin gab er seinem Chefkonstrukteur Platz sofort den Auftrag, einen Dreidecker mit Rotationsmotor zu entwickeln. Der Ingenieur musste angesichts des revolutionären Dreideckerkonzepts zunächst zahlreiche technische Probleme lösen, doch im August 1917 stand die erste Maschine zur Erprobung bereit, zwei weitere gingen an die Kampfflieger von Richthofen und Werner Voss, danach wurde das JG 1 mit Dreideckern ausgestattet; diese mussten jedoch nach zwei tragischen Unfällen durch Flügelbruch gesperrt und statisch verstärkt werden.

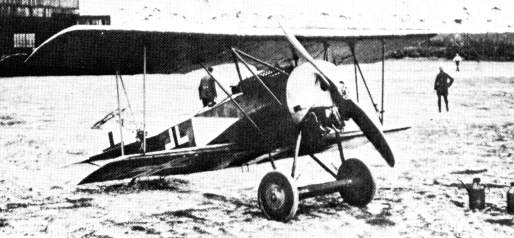
Fokker D.VI
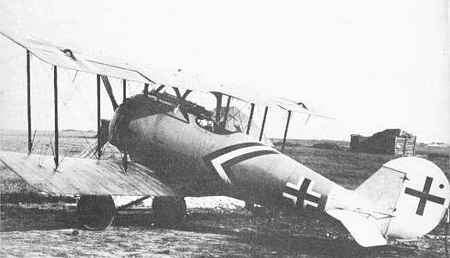
Ein Jagdflugzeug Pfalz D.VIII aus der letzten Kriegsphase
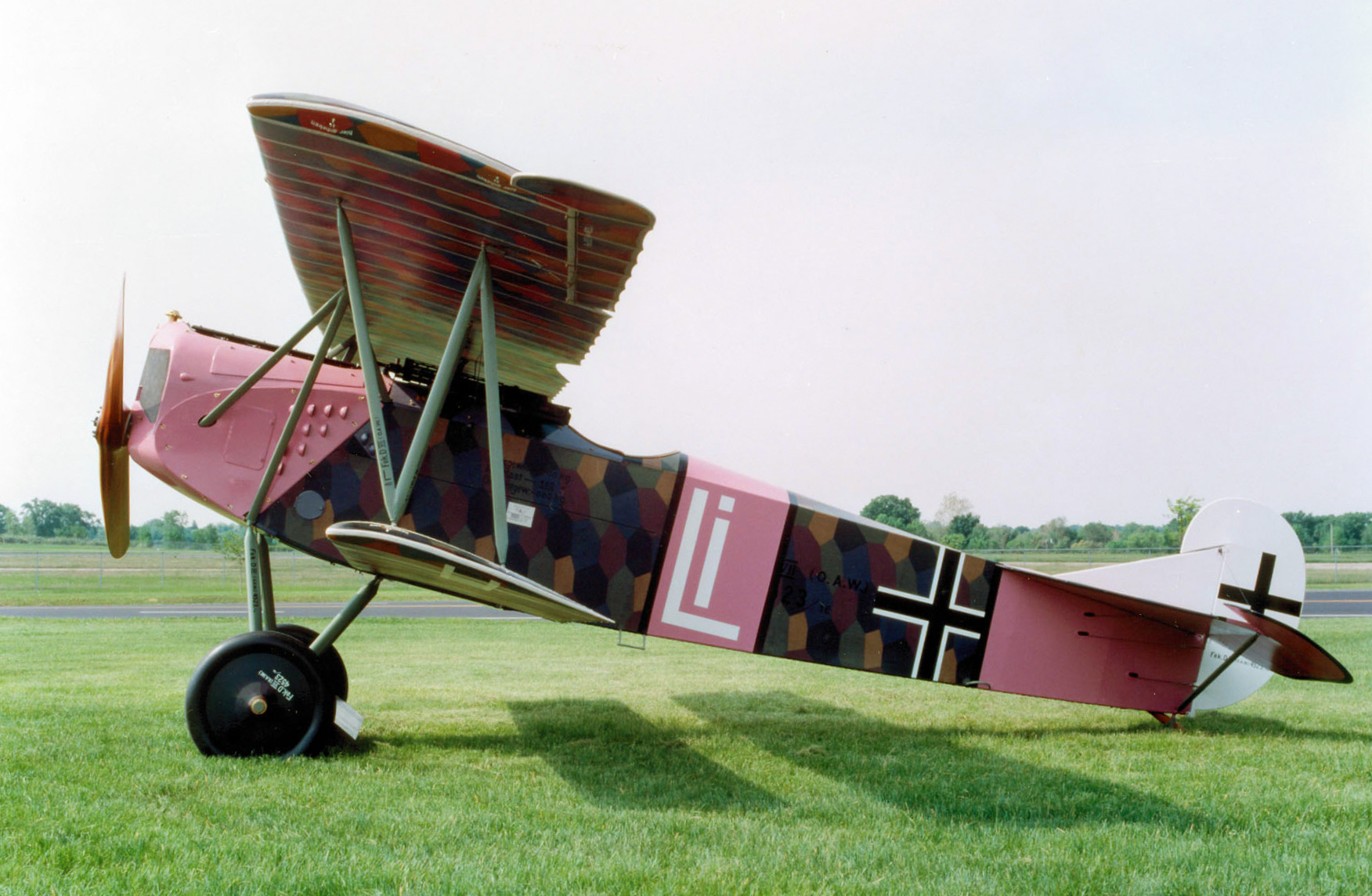
Nachbau der Fokker D.VII von Lt. Stark, Führer Jasta 35
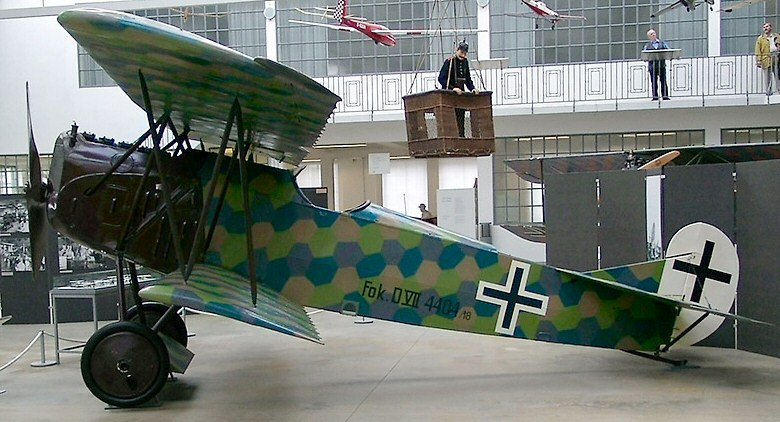
Nachbau der Fokker D.VII im Deutschen Museum in München
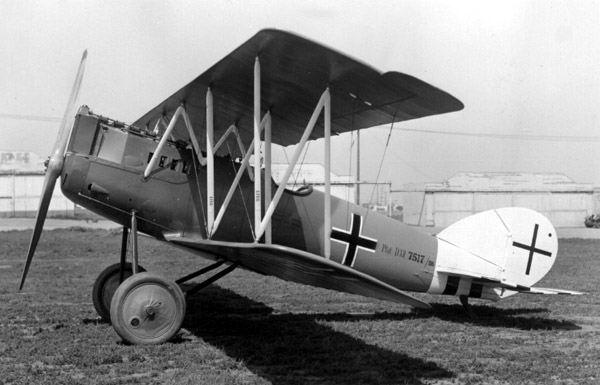
Eine bayrische Pfalz D.XII gegen Kriegsende
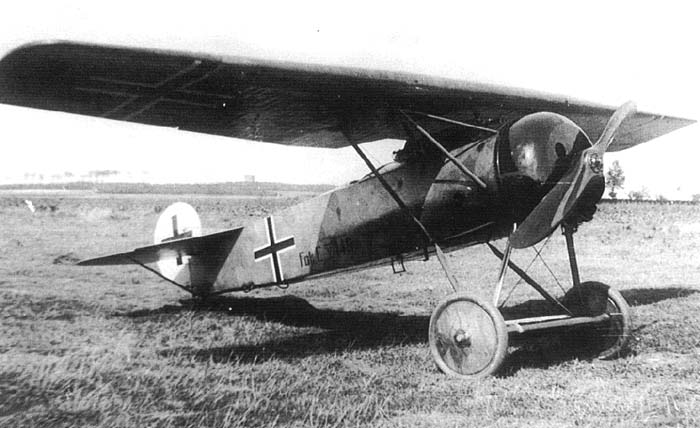
Die Fokker D.VIII wurde wegen ihres schmalen Angriffsprofils von den alliierten Fliegern „Rasierklinge“ genannt.
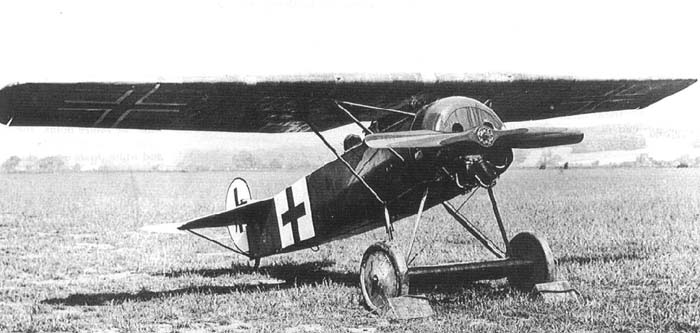
Fokker D.VIII

Im Dezember 1917 tauchten nach technischer Überarbeitung die Dreidecker wieder an der Front auf; ihre militärische Bedeutung blieb jedoch hinter ihrem spektakulären Ruf zurück. Lt. Krefft, Technischer Offizier im Geschwader Richthofens, hatte indessen einen offenen Wettbewerb gefordert, bei dem die Prototypen der verschiedenen Flugzeughersteller kriegsmäßig durch erfahrene Frontflieger getestet werden sollten. Ende Januar 1918 kam es zu einem Testwettbewerb in Adlershof, wobei erneut eine Fokker, der Doppeldecker Fokker D.VII, von den Piloten als bestes Kampfflugzeug ausgewählt wurde. Ende April, die deutsche Frühjahrsoffensive hatte ihren Höhepunkt erreicht, kam die D.VII an die Front und erwies bereits bei ihrer Feuertaufe im Mai über der Aisne ihre enormen Gefechtseigenschaften. Diese Maschine galt als besonders stabil und belastbar; ihre feste Bauweise mit den breiteren selbst tragenden Flügeln ermöglichte sogar den Verzicht auf die übliche komplizierte Verspannung durch Kabel und Stahlbänder zwischen den Tragflächen. Die D.VII wurde nun zum deutschen Standardjäger für die letzten Kriegsmonate, ab Sommer 1918 begleitet vom Eindecker E.V/D.VIII sowie einigen Siemens-Schuckert D.III/IV, Pfalz D.XII und LFG Roland D.VI. Bemerkenswert ist die kurz vor Kriegsende erschienene Junkers D.I, die als Tiefdecker aus Ganzmetall richtungsweisend für den späteren Flugzeugbau werden sollte.

#### Aufklärungs- und Mehrzweckflugzeuge (C-Typen)

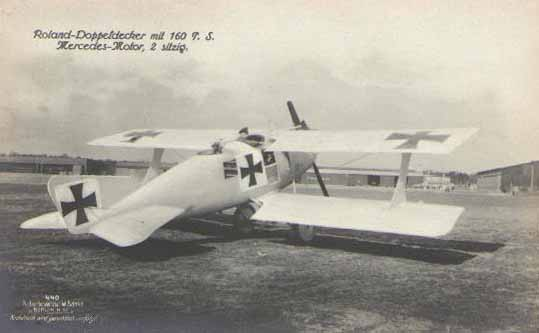
Die Roland C.II Walfisch bewährte sich 1915/16 sowohl im Luftkampf als auch als Bomber und Aufklärer
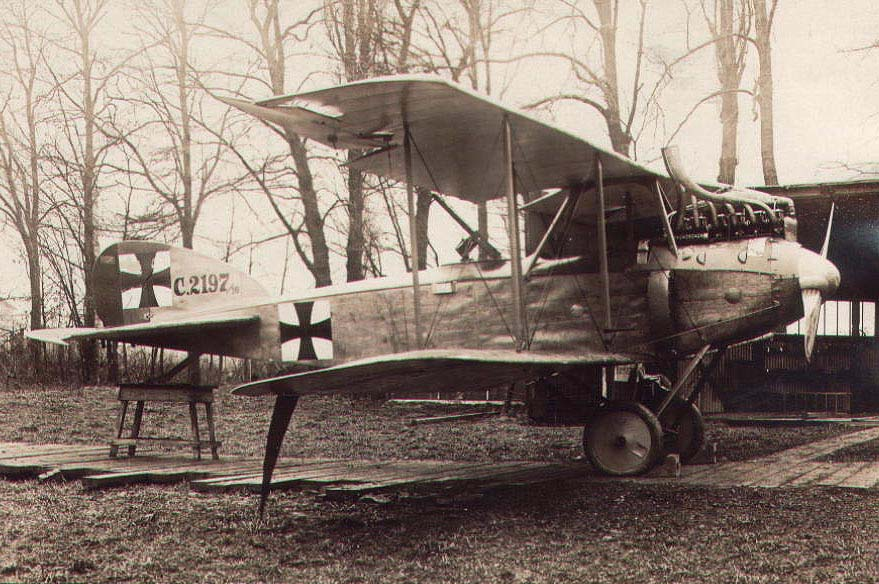
Die Albatros C.VII erschien im Frühjahr 1916 an der Front
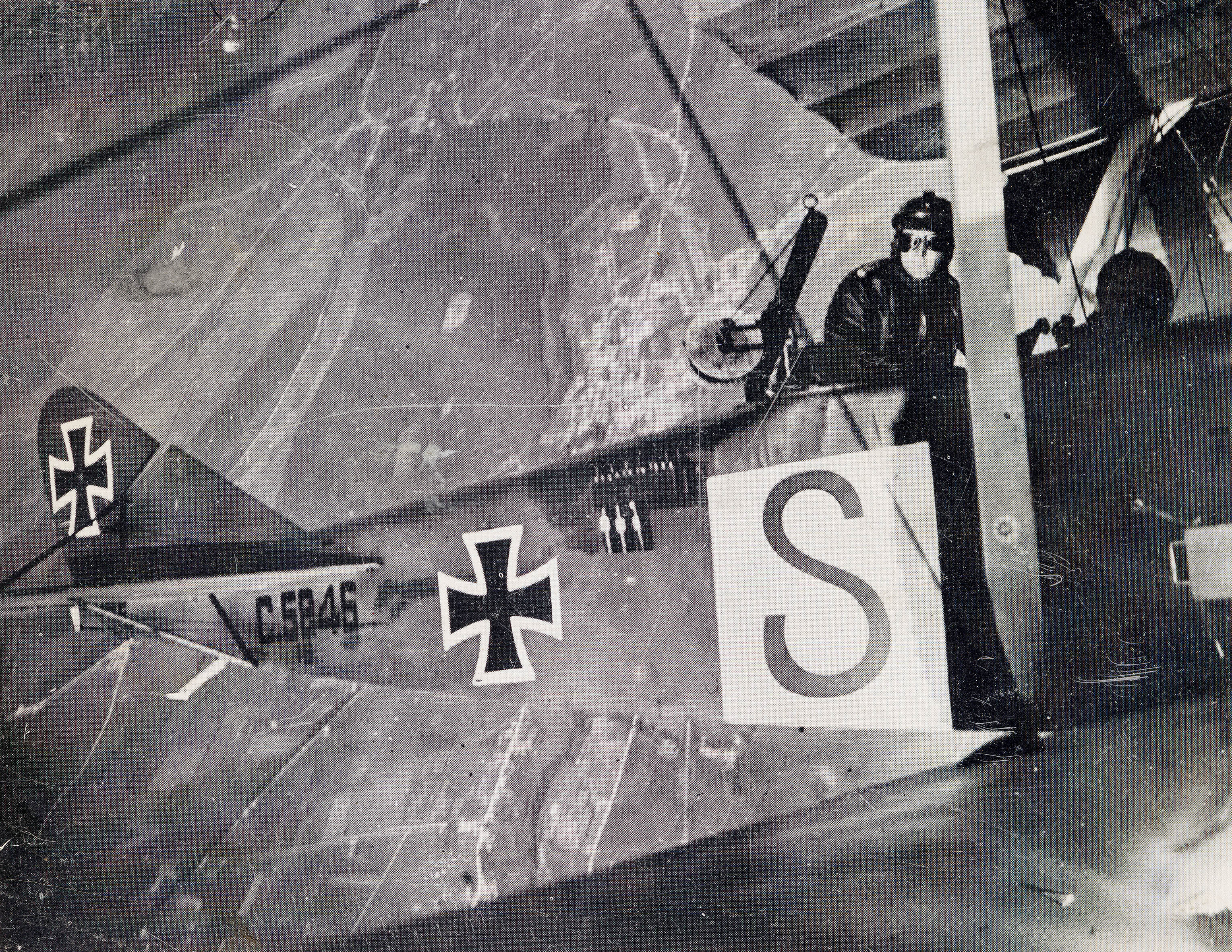
Auch die DFW C.V von 1916 war ein „Arbeitspferd“ der Feldfliegerabteilungen
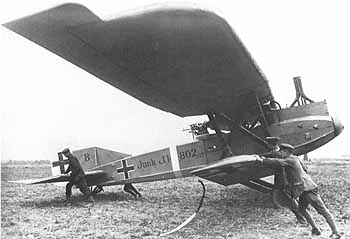
Die Junkers J.I, ein gepanzertes Schlachtflugzeug
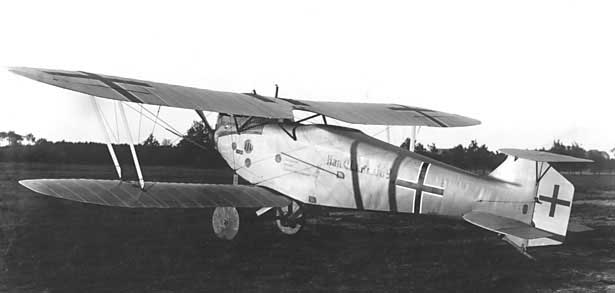
Eine Hannover CL.II, Schlachtflugzeug aus dem Jahr 1918
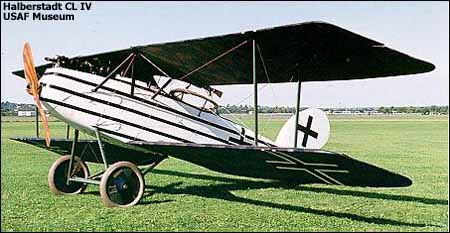
Nachbau einer Halberstadt CL.IV, Schlachtflugzeug aus dem Jahr 1918

Auch die C-Flugzeuge wurden anforderungsgerecht weiterentwickelt. Eine fast unübersehbare Typenvielfalt zahlreicher Hersteller gelangte in den Einsatz, vor allem der Unternehmen AEG, Aviatik, DFW, LVG und Albatros. Die Rumpler C-Flugzeuge, darunter vor allem die C.VII, bewährten sich als Höhenaufklärer. Als Infanterieflieger zeichnete sich 1915/16 die vor allem der den Albatros-Jägern nicht unähnliche Roland Walfisch aus: Robust, wendig, schnell und, wie der britische Kampfflieger Albert Ball schrieb, „das beste deutsche Flugzeug, es feuert nach vorn und hinten und kann nur von unten erfolgreich bekämpft werden.“ Zudem ging man 1916 dazu über, den bunten Flugzeugpark mit den angeschlossenen Fliegerabteilungen stärker zu vereinheitlichen und damit technisch auf einen Stand zu bringen und die letzten A-Flugzeuge der Artilleriefliegerabteilungen und ausgesonderte nicht mehr fronttaugliche C-Flugzeuge zu Schulungszwecken abzuschieben.

#### Schutz- und Schlachtflugzeuge (CL-, CLS, J-, DJ-Typen)
Als im November 1917 die Schlacht bei Cambrai tobte, griffen neue, leichter gebaute Infanterieflugzeuge mit großem Erfolg in die Bodenkämpfe ein: Die CL-Typen. Ursprünglich als leichtere Zweisitzer für Aufklärung und Luftkampf konzipiert, erwiesen sie ihren Gefechtswert bei der unmittelbaren Unterstützung der Infanterie als „Schlachtflugzeuge“, darunter die Typen Hannover CL.III, Halberstadt CL.II und die gepanzerten Albatros und AEG J.I. Besonders bemerkenswert waren die „Blechesel“ Junkers J.I und die gegen Kriegsende auftauchende CL.I, die beide ganz aus Metall bestanden und daher besonders beschussfest waren.
DFW arbeitete am Entwurf eines neuen Großbombers, während Gotha das Konzept eines leichteren Bombers (GL-Flugzeug) verfolgte. Sablatnig, Albatros und AEG entwickelten dagegen aus den C-Flugzeugen einsatzreife Nachtbomber (N-Flugzeuge).

#### Groß- und Riesenflugzeuge (G- und R-Typen)
Inzwischen waren auch die Groß- und Riesenflugzeuge zur Frontreife gelangt. Seit Anfang 1915 unternahm man mit Zweisitzern, später zunehmend mit AEG-, Rumpler-, Friedrichshafen- und Gotha-G.I-Großflugzeugen erste Langstreckeneinsätze. Am 1. Oktober 1915 waren 25, bis zum 1. Februar 1916 36 Großflugzeuge geliefert worden, die von zwei zwischen den Tragflächen angebrachten Motoren mit einer Stärke von 150, später bis zu 260 PS-Stärke angetrieben wurden und bei einer Geschwindigkeit von 140 km/h bis 160 km/h bei einer Flugzeit von vier bis acht Stunden bis zu 2000 kg Bomben ins Ziel tragen konnten. Die Bewaffnung bestand darüber hinaus aus bis zu vier MG; neben Flugzeugführer und Beobachter waren ein bis zwei Fliegerschützen mit an Bord.
Der Bau von viermotorigen Riesen- oder R-Flugzeugen folgte einer Idee, die bereits vor dem Krieg von dem Flieger Hellmuth Hirth mit den Zeppelinwerken am Bodensee und des Unternehmens Bosch in Stuttgart konzipiert worden war und deren Konstruktion im Jahre 1915 durch die Unternehmen Versuchsanstalt Gotha Ost, Siemens-Schuckert und Linke-Hofmann aufgenommen wurde. 1917 kamen die viermotorigen DFW- und Zeppelin-Riesenflugzeuge hinzu. Wie bei den G-Flugzeugen waren bei einigen Typen die Triebwerke dezentral in zwei Motorgondeln zwischen den Tragflächen angebracht, bei denen allerdings zwei Motoren in Tandemform eingebaut waren. Dazu wurde ein zusätzlicher Stand für den Motorwart in der Gondel eingerichtet. Zum Teil brachte man sie aber auch im Rumpf unter, von wo die Kraftübertragung auf die außerhalb eingesetzten Propeller erfolgte, um während des Fluges eine bessere Wartung durch die Besatzung zu ermöglichen. Seit Anfang 1916 wurden die ersten Riesenflugzeuge zur Fronterprobung an die beiden in Alt-Auz an der Ostfront operierenden Riesenflugzeugabteilungen geliefert. Ab 1917 flogen Riesenflugzeuge der Typen DFW, VGO (Versuchsbau Gotha-Ost) und Zeppelin (Staaken) als gewaltige Giganten mit über 40 m Spannweite und bis zu 2000 kg Bombenlast in den Geschwadern der Großflugzeuge bei deren nächtlichen Missionen mit.
Die Marine trieb die Entwicklung von Riesenflugbooten voran.

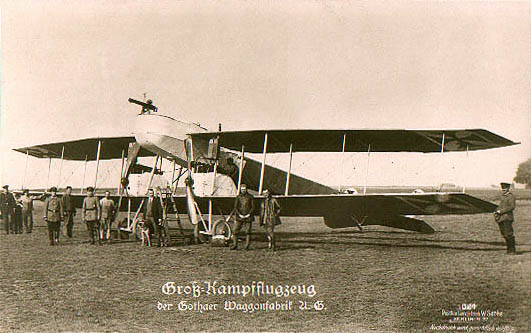
Die Gotha G.I, eines der ersten Großflugzeuge 1915
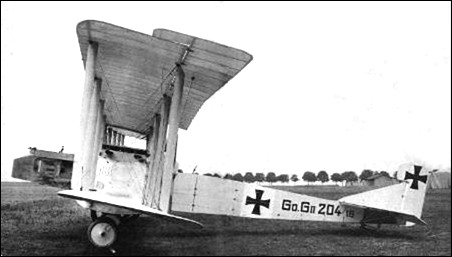
Gotha-Großflugzeuge – hier eine G.II von 1916 – flogen Bombenangriffe nach London und Paris
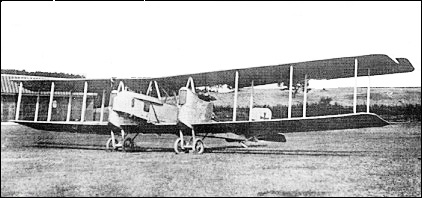
Gotha G.III
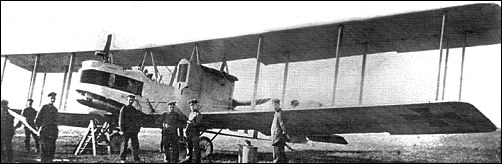
Gotha G.IV
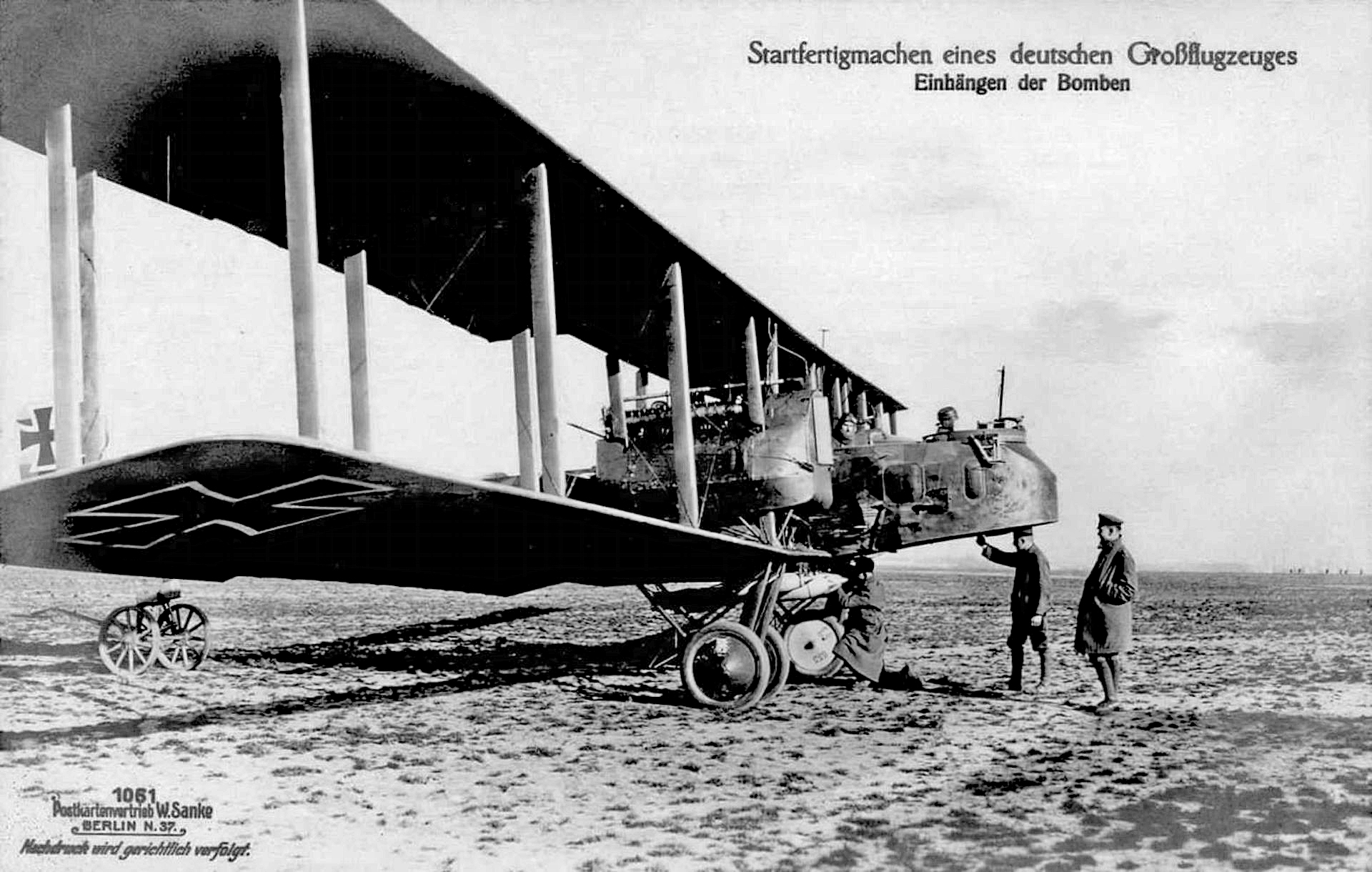
Gotha G.V
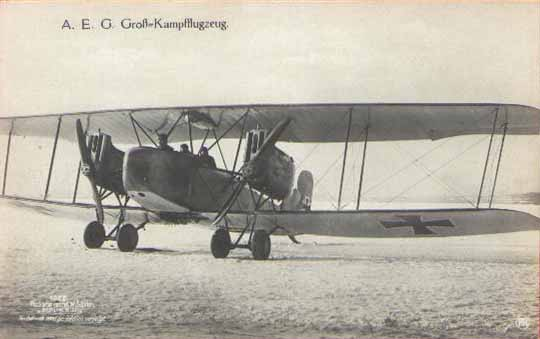
Die AEG G.IV gelangte als Mittelstreckenbomber zum Einsatz
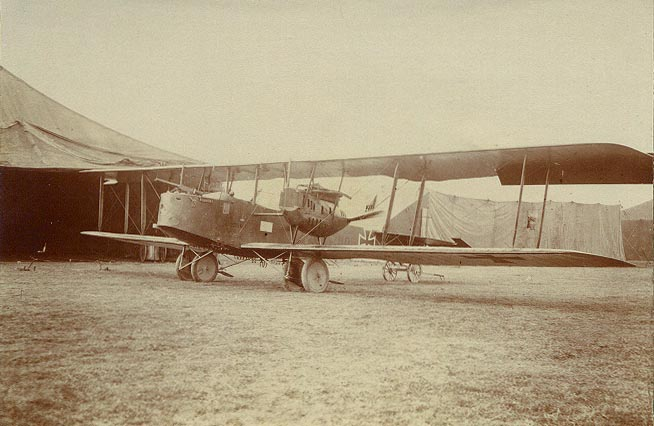
Großflugzeug von Friedrichshafen, hier eine G.III
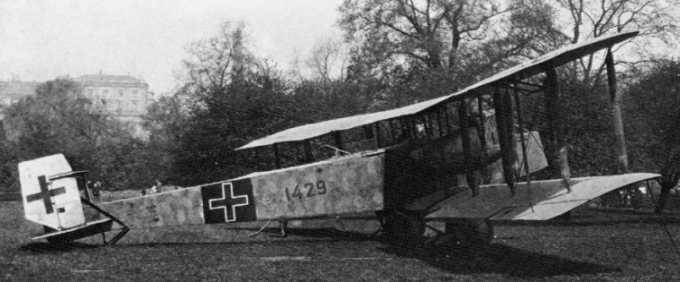
Ein Friedrichshafen G.III-Bomber aus dem Jahr 1918
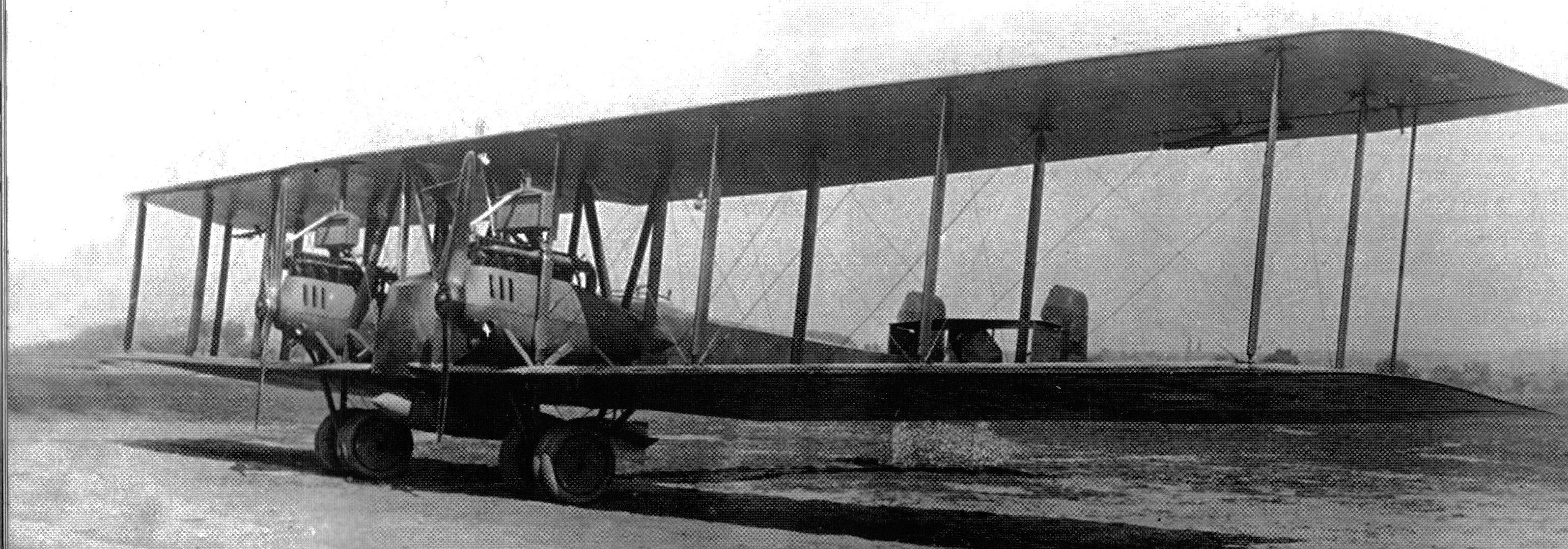
Friedrichshafen G.V-Bomber
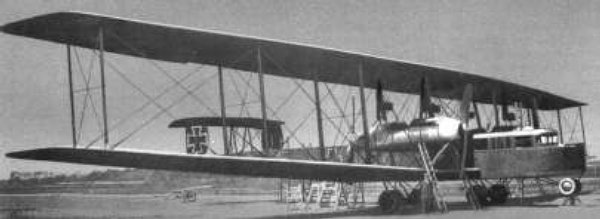
Riesenflugzeug vom Typ Staaken R.VI 1917/18
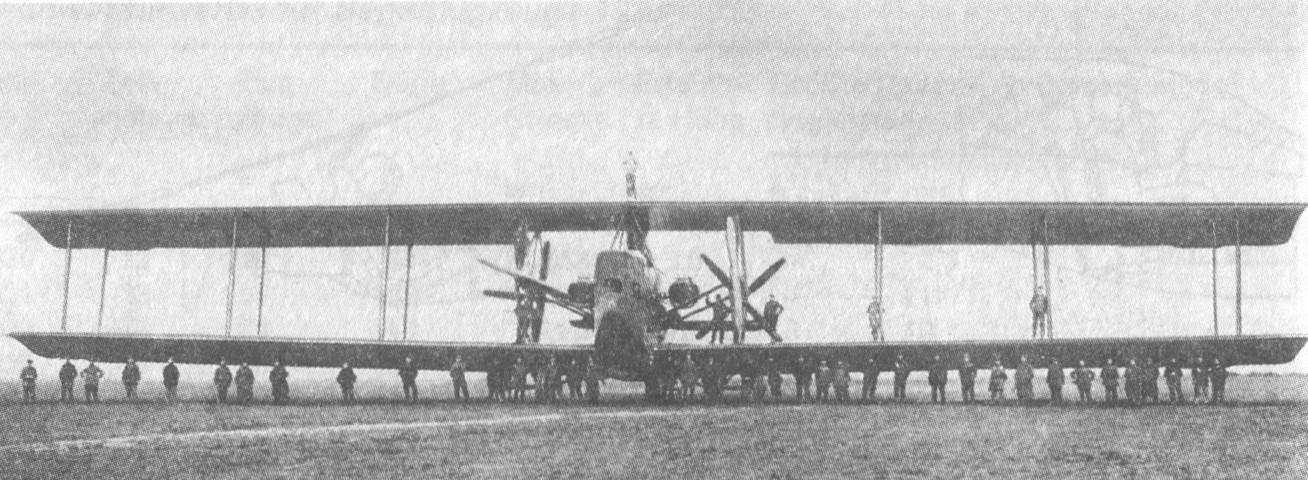
Das Riesenflugzeug Siemens-Schuckert R.VIII aus dem Jahr 1918

#### Militärluftschiffe
Siehe auch: Zeppeline im Ersten Weltkrieg, Liste der Zeppeline, Liste der Parseval-Luftschiffe
Als Militärluftschiffe wurden Starrluftschiffe der Typen Zeppelin und Schütte-Lanz sowie Prallluftschiffe der Typen Parseval und Groß-Basenach eingesetzt. Gegen Ende des Krieges setzte sich wie bereits bei den Zeppelinen grundsätzlich das Starrluftschiff mit einem Gerüstaufbau aus Duraluminium durch. Luftschiffe waren besonders für Langstreckeneinsätze geeignet, aber an feste Startplätze, möglichst mit drehbaren, aber kaum vorhandenen, Luftschiffhallen, gebunden, denn schon bei Seitenwind von nur 6 m/s war ein Ein- und Aushallen bereits äußerst riskant.

#### Fesselballons
Während bei Kriegsbeginn Frankreich noch über Kugelfesselballons verfügte und Russland nur einen einzigen 600 m³ Drachenballon verwendete, setzte man auf deutscher Seite frühzeitig auf die weniger windanfälligen Fesselballons vom Typ Parseval-Sigsfeld mit aufgeblasenen Luftkammern. Bei Windgeschwindigkeiten von über 10 m/s gaben jedoch auch diese kaum noch eine hinreichend stabile Beobachtungsplattform her. Die Zellengröße, bei Kriegsbeginn 600 m³, erlaubte eine maximale Standhöhe von 600 bis 800 m, bei den späteren 1.000 m³ (Typ „1000T“) Ballonen bis zu 1.200 m. Nachdem ein englischer Ballon des bei den Alliierten weit verbreiteten französischen Typs Cacquot in deutsche Hände gefallen war, wurde auch dieser als Typ AE nachgebaut und neben weiteren russischen und französischen Beuteballons eingesetzt.
Zum Aufbau von Ballonsperren im Rahmen des Luftschutzes kamen ebenfalls kleinere Fesselballons und Drachen zum Einsatz.
Das Aufsteigen und Einziehen erfolgte zunächst per Hand-, später per Motorwinde. Verbesserte Ferngläser und starke Sicherung gegen feindliche Kampfflugzeuge durch Flugabwehrkanonen und MG kamen hinzu.

#### Seeflugzeuge
In den Seeflugzeugstationen der Marine wurden Wasserflugzeuge der Unternehmen Flugzeugbau Friedrichshafen, Gotha, Rumpler, Albatros, Hansa-Brandenburg und Sablatnig eingesetzt, auf den Landflugstationen dienten im Wesentlichen die gleichen Baumuster wie im Heer.

### Flugmotoren
An Motoren wurde während des Krieges geliefert
| Zeitraum                 | Standmotoren1 | Umlaufmotoren | Summe  |
| ------------------------ | ------------- | ------------- | ------ |
| August bis Dezember 1914 | 748           | 100           | 848    |
| Januar bis Dezember 1915 | 4.544         | 493           | 5.037  |
| Januar bis Dezember 1916 | 6.930         | 892           | 7.822  |
| Januar bis Dezember 1917 | 10.364        | 836           | 11.200 |
| Januar bis Dezember 1918 | 13.757        | 1.785         | 15.542 |
| Gesamt                   | 36.343        | 4.106         | 40.449 |

1Stern-, Reihen- und V-Motoren

### Waffen und Munition
Da sich die wassergekühlten Infanteriemaschinengewehre als zu schwer und unhandlich für den Einsatz im Flugzeug erwiesen, dienten zunächst Handwaffen und Selbstladegewehre als Selbstverteidigung gegen Flugzeuge. Erst ab 1915 wurden MGs in die Frontflugzeuge eingebaut. Standard-Defensivwaffe neben dem anfangs ebenfalls gelieferten Bergmann-Maschinengewehr (lMG 15) war später das luftgekühlte Parabellum-MG, das im Luftkampf mit seinem 500-Schuss-Trommelmagazin und einer Feuerrate von 600 Schuss pro Minute dem alliierten Lewis-MG mit einer 40-Schuss-Munitionstrommel taktisch überlegen war. Als Frontal-MG kam das von den Deutschen Waffen- und Munitionsfabriken (DWM) in Spandau produzierte und von den Alliierten daher bald als „Spandau-MG“ bezeichnete lMG 08/15 mit verkleideter Patronenzufuhr zum Einsatz. Daneben gelangte vereinzelt bei Großflugzeugen die 20 mm Becker-Kanone zum Einsatz. Es ist zu beachten, dass in den B-Flugzeugen der Beobachter vorn – also vor dem Piloten – saß und somit zwischen Tragflächen, Streben und Spanndrähten kaum über ein Schussfeld verfügte. Ausnahme waren hier lediglich die wenigen Otto- und Ago-Druckpropellerflugzeuge, die aufgrund der hinter der Flugzeugzelle angebrachten Propellerschraube dem Beobachter freie Sicht und Schussfeld nach vorn boten. Erst als Frühjahr 1915 mit dem Erscheinen der C-Flugzeuge der Beobachter eine Kanzel hinter dem Pilotensitz erhielt, konnte er wirksam mit dem auf einer Ringlafette beweglich montierten MG gegen Feindflugzeuge und Bodenziele feuern.
Revolutionär jedoch wirkte das mit dem Motor synchronisierte und daher starr nach vorne durch den Propellerkreis schießende MG, das es dem Piloten erlaubte, mit der ganzen Maschine zielend das Feuer im Frontalangriff gegen ein feindliches Flugzeug eröffnen zu können. Diese Erfindung, durch den schweizerischen Ingenieur der LVG Franz Schneider bereits am 15. Juli 1913 patentiert, war zusammen mit einem zweiten Beobachter-MG auf Ringlafette bereits Ende 1914 in einem LVG Eindecker eingebaut worden, der allerdings bei der Überführung an die Front verloren gegangen war. Im Frühjahr 1915 griff Anton Fokker diese Idee auf und baute sie in einen seiner Eindecker, den er im Mai 1915 persönlich in Gegenwart des deutschen Kronprinzen bei der Feldfliegerabteilung 62 vorführte, ein. Ab Mitte 1915 tauchten nun die ersten Kampfeinsitzer an der Front auf, später erhielten jedoch sukzessive auch alle Zweisitzer mindestens ein synchronisiertes MG für den Piloten, während die Jagdflugzeuge ab 1916 zunehmend auf zwei starre MG aufgerüstet wurden. Bis zum 1. Dezember 1915 waren 1138 MG an die Truppe ausgeliefert worden:
| Typ    | lMG 08 beweglich | lMG 08 starr | lMG 14 | lMG 15 |
| ------ | ---------------- | ------------ | ------ | ------ |
| Anzahl | 179              | 260          | 450    | 249    |

Ab April wurden 1915 monatlich 300 bis 400 weitere MG 08 und 130 lMG 14 geliefert.
Für die MG wurde zunächst konventionelle Infanteriemunition (S. bzw. S.M.K.)-Munition verschossen, die allerdings im Luftkampf nur bedingt geeignet war. Kompetenzstreitigkeiten mit der Gewehr-Prüfungskommission (GPK), die sich vor allem nach den Anforderungen an Infanteriewaffen richtete, verstellten den Blick auf die Gefechtsanforderungen im Luftkampf. Die Waffenwirkung wurde nachhaltig verbessert durch die Entwicklung von Leuchtspurgeschossen, die das Zielen im Luftkampf vereinfachten. Mit spezieller Phosphor-Brandmunition wurden gegnerische Fesselballone bekämpft. Erst April 1917 nahm endlich eine Versuchsabteilung für Fliegerwaffen die Arbeit auf, die der IdFlieg unterstellt war.
Hatte man zu Beginn des Krieges nur auf eine behelfsmäßige Bewaffnung der Flugzeuge gesetzt – mit Fliegerpfeilen und umgebauten Granaten, zum Abwurf gegen Bodenziele verwendet – die in der Vorkriegszeit entwickelte kugelförmige APK-Bombe mit 5 bis 10 kg erwies sich als nicht feldverwendungsfähig – kamen bald darauf die nach ihrem Hersteller Carbonit AG benannten Carbonit-Bomben mit 4, 5, 10 und 20 kg Gewicht zum Abwurf, wenn auch deren birnenförmige und damit aerodynamisch ungünstige Form zu großer Zielungenauigkeit führte. Erst die auf genaue Spezifikation durch die Prüfanstalt und Werft der Fliegertruppe (P.u.W.-Anstalt) vom Unternehmen Goertz in Friedenau konstruierte P.u.W.-Bombe in den Gewichten 12, 50 und 100 kg mit Sprengwirkung ermöglichte dank ihrer Torpedoform mit zur Rotation leicht gedrehten Stabilisierungsflächen bessere Zielgenauigkeit und verursachte zudem mit ihrem Rotationszünder weniger Blindgänger. Als Luftminen mit 300 und sogar 1000 kg Gewicht konnten sie ganze Häuserblocks zum Einsturz bringen. Neben den gegen Personenziele eingesetzten Sprengbomben kamen später auch Brandbomben zum Einsatz.
Dagegen nutzten Infanterie- und Schlachtflieger Handgranaten, ab 1918 auch kleinere „Ifl-Bomben“ oder „Ifl-Mäuse“ zur Bekämpfung von Bodentruppen. Daneben wurden mit Fallschirm versehene Wasser- oder Proviantbomben über eigenen Stützpunkten abgeworfen.

### Foto- und flugtechnische Ausrüstung
Hinzu kamen weitere Neuerungen. Insbesondere die Fotoaufklärung erzwang die Entwicklung von hoch auflösenden Kameras und Reihenbildgeräten, mit denen im Überflug ganze Frontabschnitte aufgenommen und später z. T. stereoskopisch ausgewertet wurden. Die Arbeit in Einsatzhöhen von 6.000 m und mehr erforderte Sauerstoffgeräte, beheizbare Kleidung und Handschuhe. Besonders bekannt wurde der erfolgreichen Höhenaufklärer Rumpler Rubild mit entsprechender Spezialausrüstung und Funkeinrichtung; die Rubild konnte sogar auf ein Defensiv-MG verzichten, da sie in großer Flughöhe den alliierten Jagdflugzeugen durch ihre überlegene Geschwindigkeit entkommen konnte.
Bei der Fernaufklärung besonders aber der Artilleriebeobachtung kam es vor allem auf klare Kommunikation an: Zunächst erfolgte die Verständigung umständlich über Sichtzeichen wie Fliegersichttücher und Leuchtsignale, doch ab 1915 gelangten die ersten FT-Geräte (FT=Funk-Telegrafie, d. h. Tastfunk) zum Einbau. Besserer Verständigung zwischen schießender Batterie und Luftbeobachter wuchs die Effizienz der Artillerieflieger, aber auch deren notwendige technische und taktische Spezialisierung.

### Flugzeugmarkierungen und -anstriche
Die Flugzeuge hatten bei Kriegsbeginn meist keinerlei Tarnanstrich, sondern waren mit beigem oder später feldgrauem Leinen bespannt. Außerdem experimentierte man 1915 mit transparenter Verkleidung, um das Flugzeug am Himmel schwerer erkennbar zu machen. Werksseitig erhielten die Flugzeuge 1915/16 braun-grüne, ab 1916 auch violett-grüne Tarnanstriche. Im Laufe des Jahres 1917 setzte sich allerdings später die Rauten- oder „Lozenge-Tarnung“ durch, ein regel- oder unregelmäßiges Muster aus verschiedenfarbenen Sechsecken von oben in dunklen oder an der Flugzeugunterseite in hellen Farbtönen.
Daneben führte das Bedürfnis, mit seiner Maschine für die Kameraden auch im Einsatz erkennbar zu sein, zu einer oft bunten Vielfalt an individuellen und zum Teil sehr kunstvollen Markierungen und Kennzeichen; am bekanntesten sind die des Jagdfliegers Manfred von Richthofen, der von den Alliierten wegen seiner stets rot bemalten Maschinen als „Roter Baron“ oder „Le Diable Rouge“ („Roter Teufel“) gefürchtet und dessen rotbunte Jagdstaffel als  „Richthofen’s Flying Circus“ bekannt wurde.
Ganze Staffeln gingen nach dem Vorbild der roten Kampfflieger der Jasta 11 dazu über, ihre Maschinen mit einheitlichen Farben und individuell nach Pilot unterschiedlichen Symbolen zu bemalen. So bemalte das JG 1 die Rümpfe seiner Maschinen rot, das JG 2 blau. Das erleichterte die Führung geschlossener Verbände in der Luft und steigerte den Einsatzmut der Piloten, denn Freund und mitunter auch Feind wussten nun genau, wer im Luftgefecht wagemutig angriff oder „feige ausbüxte“. Außerdem konnte eine abgestürzte Maschine rasch aus der Luft erkannt werden, was die Suche vermisster Kameraden erleichterte.
An den Rumpfseiten oder dem Seitensteuer wurden eindeutige Markierungen angebracht, die aus Herstellernamen, Verwendungszweck, Seriennummer und Baujahr bestanden. So bedeutete die Markierung Fok Dr. I 425/17, dass es sich um einen Fokker Dreidecker mit der Nummer 425 aus dem Jahr 1917, während es sich bei einer Fok D.VII (Alb) 5147/18 um eine in Lizenz von Albatros hergestellte Maschine des Typs Fokker D.VII aus dem Jahr 1918 handelte.

#### Hoheitszeichen
Das Hoheitszeichen für Flugzeuge der deutschen Flugzeuge, der k.u.k. Luftfahrtruppen und der bulgarischen Flieger war bis 1917 das Eiserne Kreuz, ein schwarzes Tatzenkreuz auf weißem Quadrat, später auch nur mit weißen Randstreifen. Ab Ende 1917 wurde das Balkenkreuz aufgebracht, ähnlich dem der Wehrmacht im Zweiten Weltkrieg. Die osmanischen Flugzeuge waren dagegen mit einem schwarzen Quadrat auf weißem Grund markiert.
Als Erkennungszeichen feuerten deutsche Flugzeuge zudem Signalpatronen Mehrstern/weiß ab. Marineflugzeuge waren als weiteres Kennzeichen mit langen roten Wimpeln an der unteren Tragfläche markiert.

Eisernes Kreuz (1914–1918)
Balkenkreuz (1917/18)

#### Farbtafeln

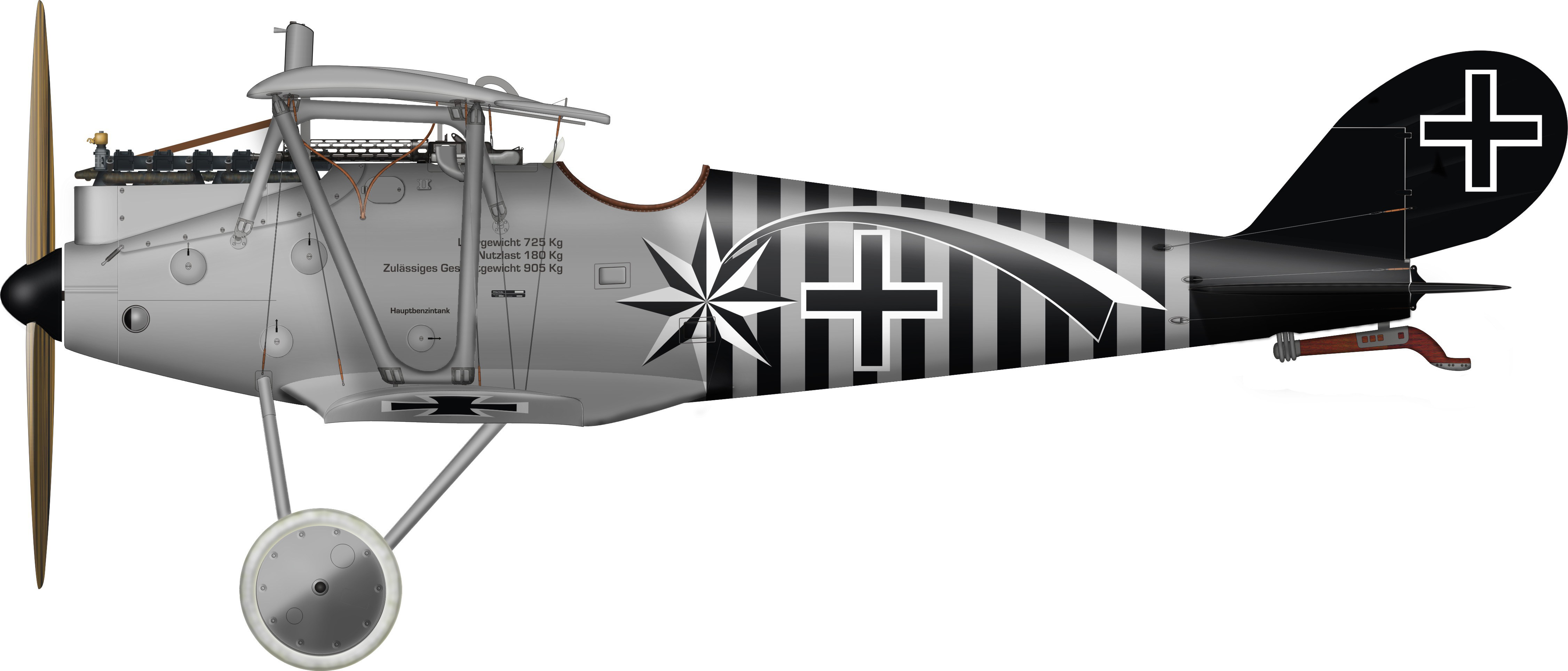
Pfalz D.IIIa, Vizefeldwebel Max Holtzem, Jasta 16
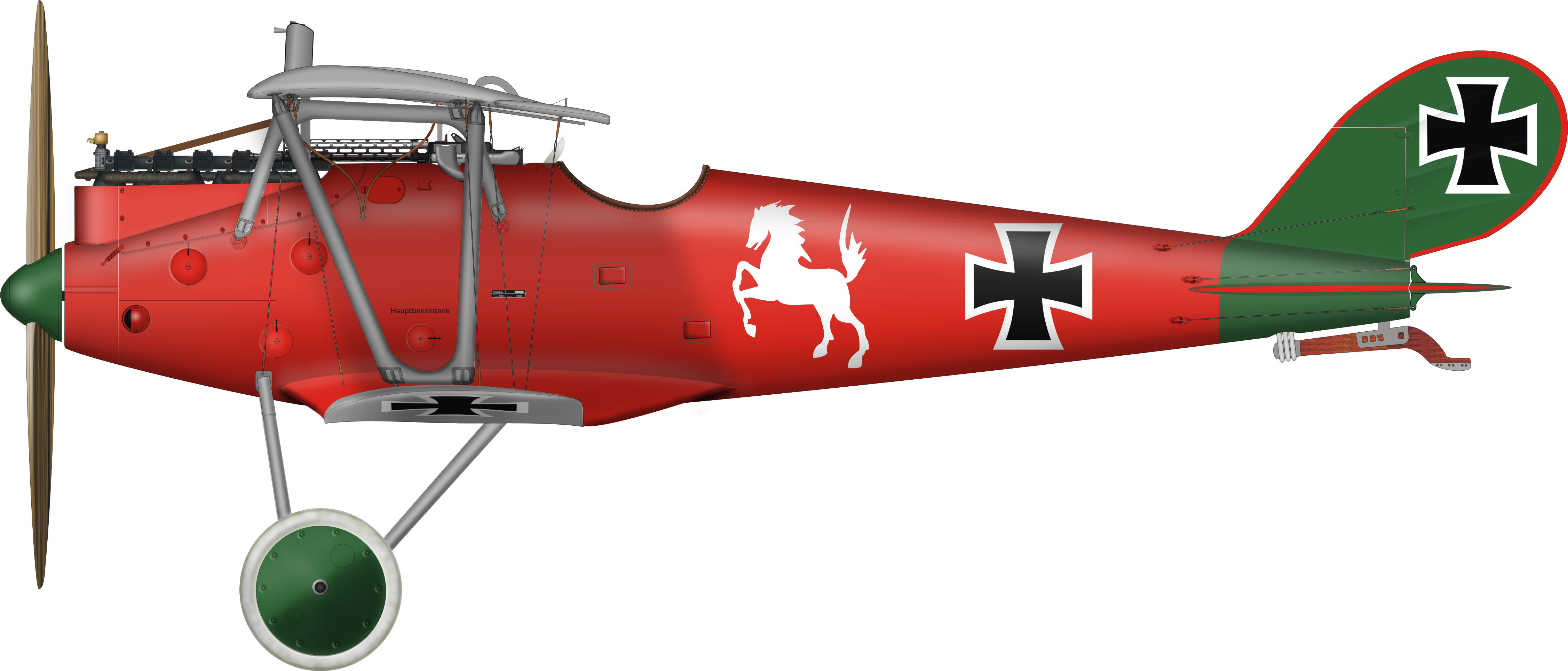
Pfalz D.IIIa, Jasta 5
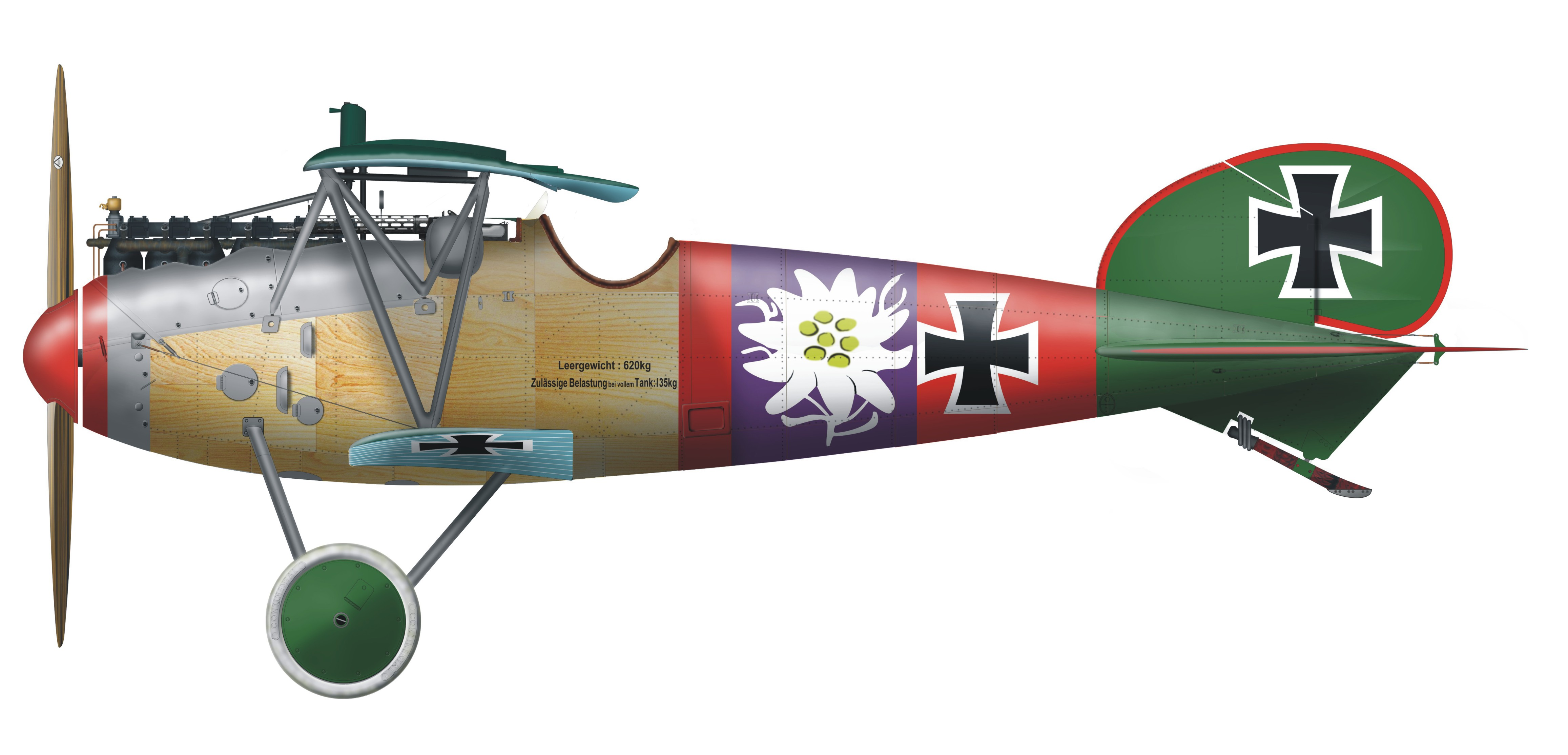
Von Paul Bäumer in der Jasta 5 geflogene Albatros D.V
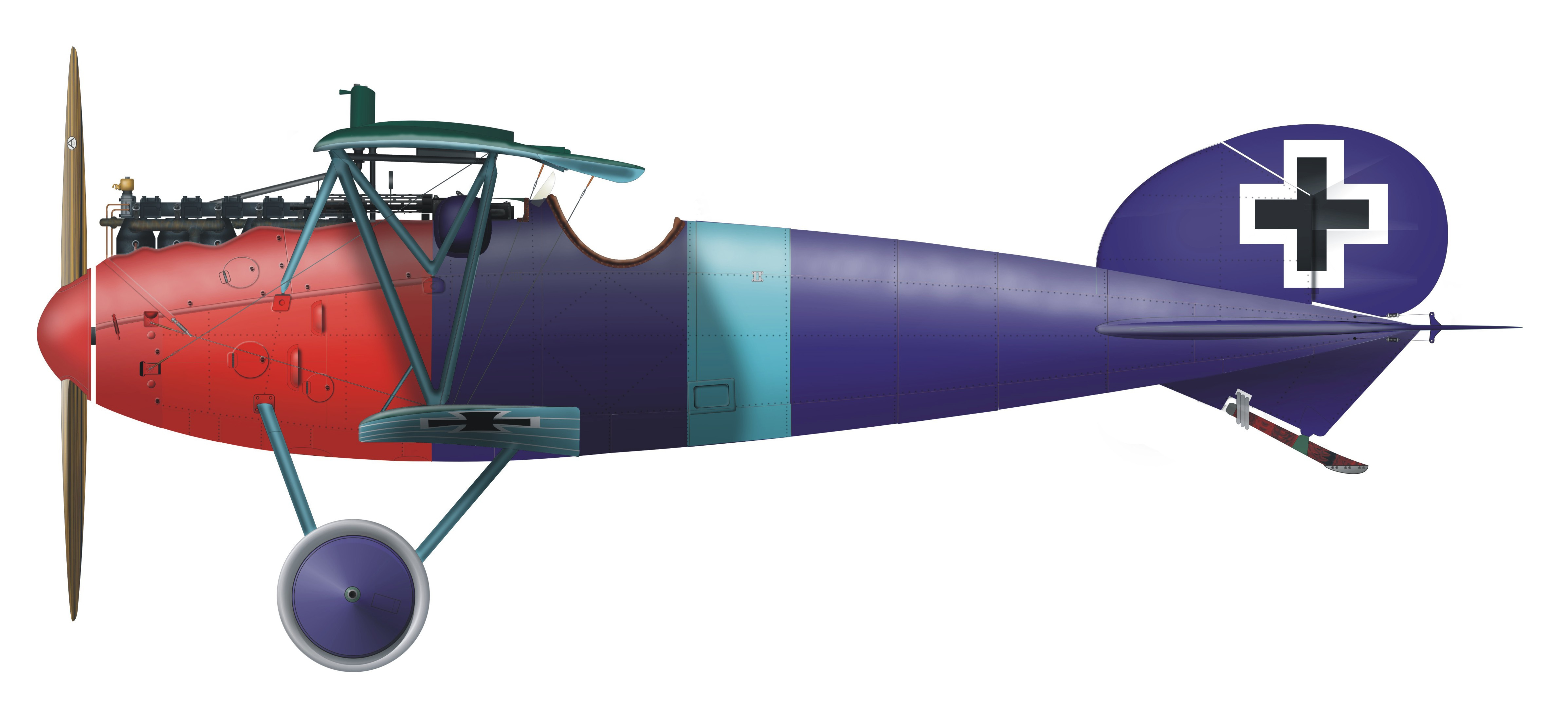
Albatros D.V von Leutnant Dingel, Jasta 15, Frühjahr 1918
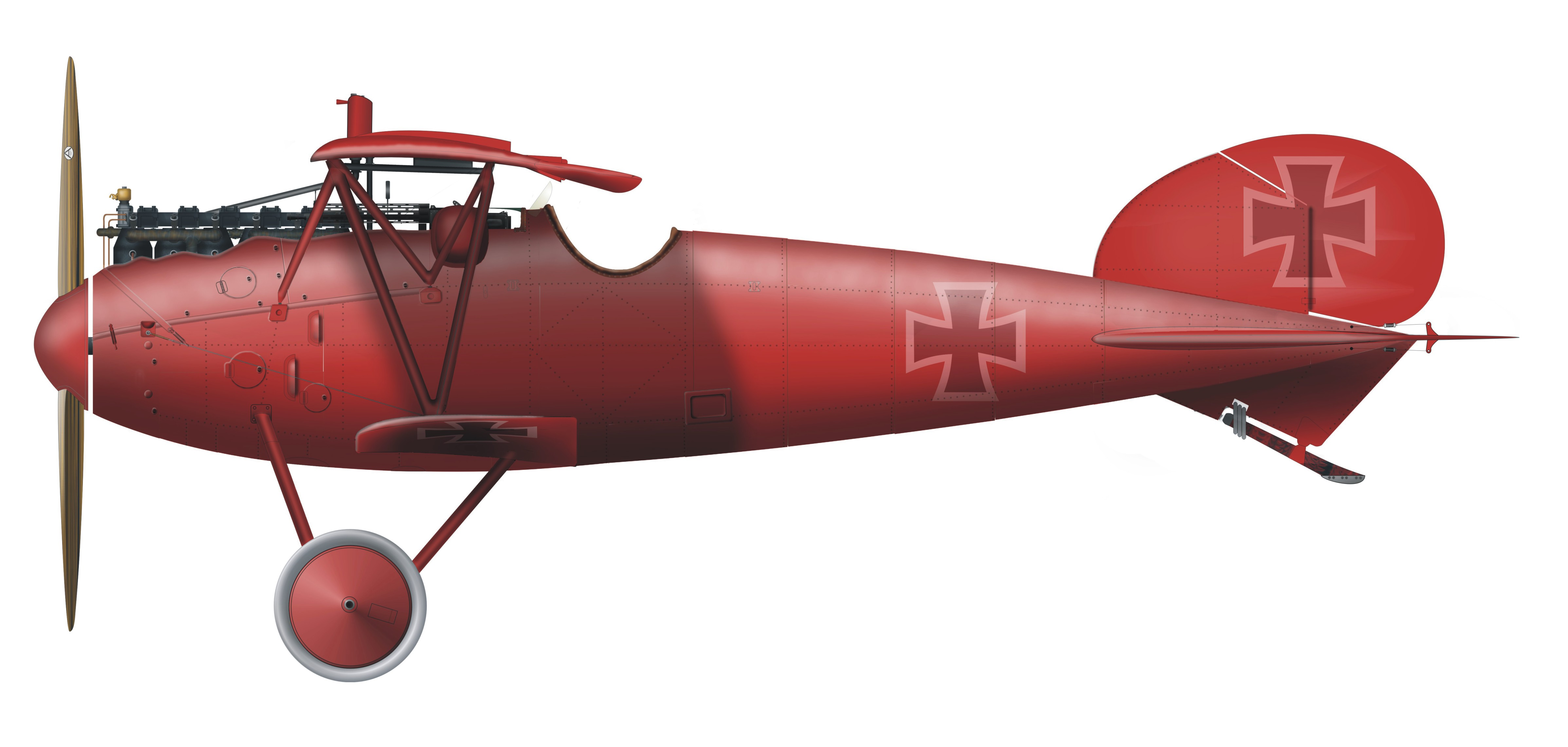
Die rote Albatros D.V des Führers JG 1, Manfred von Richthofen.
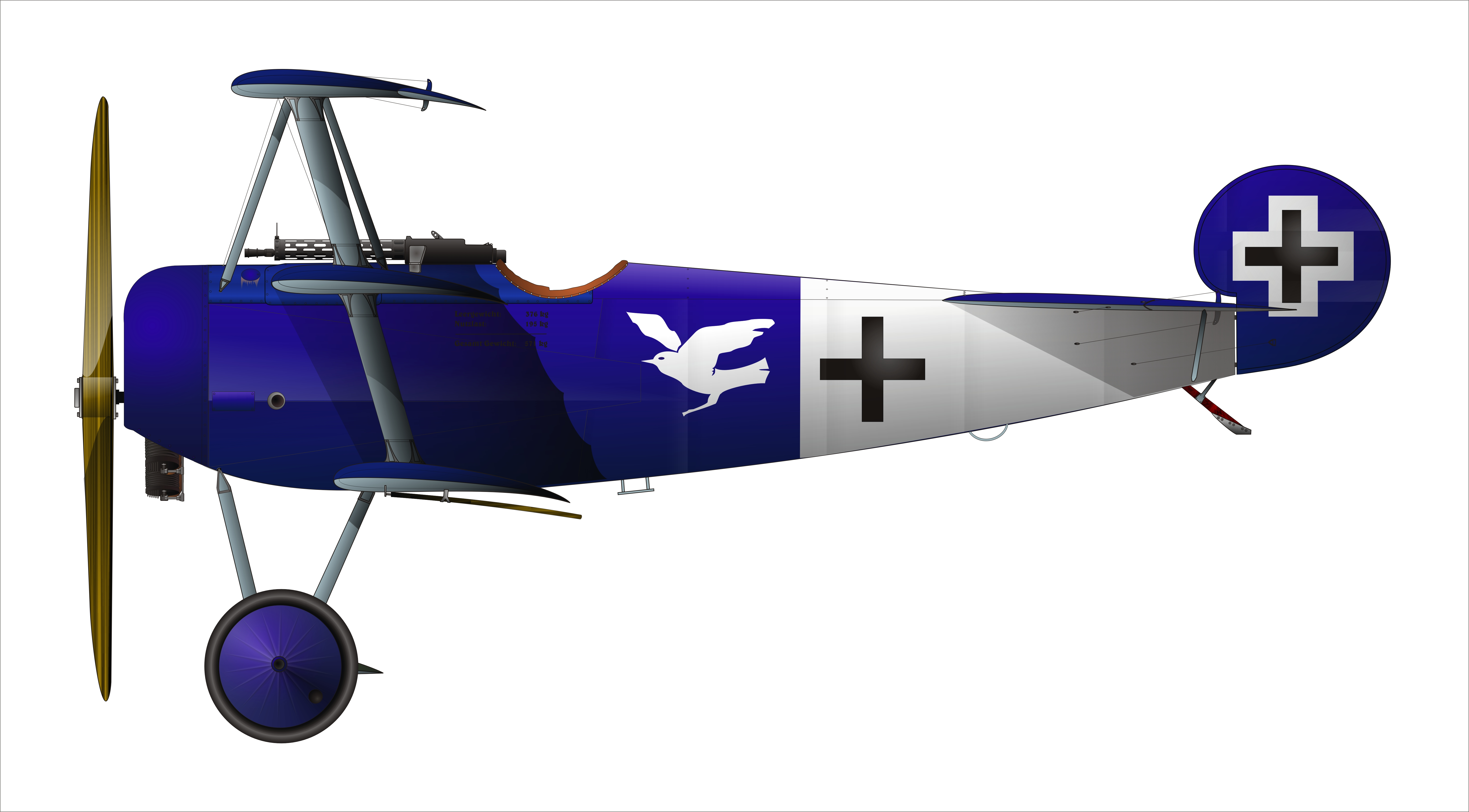
Die blaue Fokker Dr.I von Lt. Raben, Jasta 18, JG 2
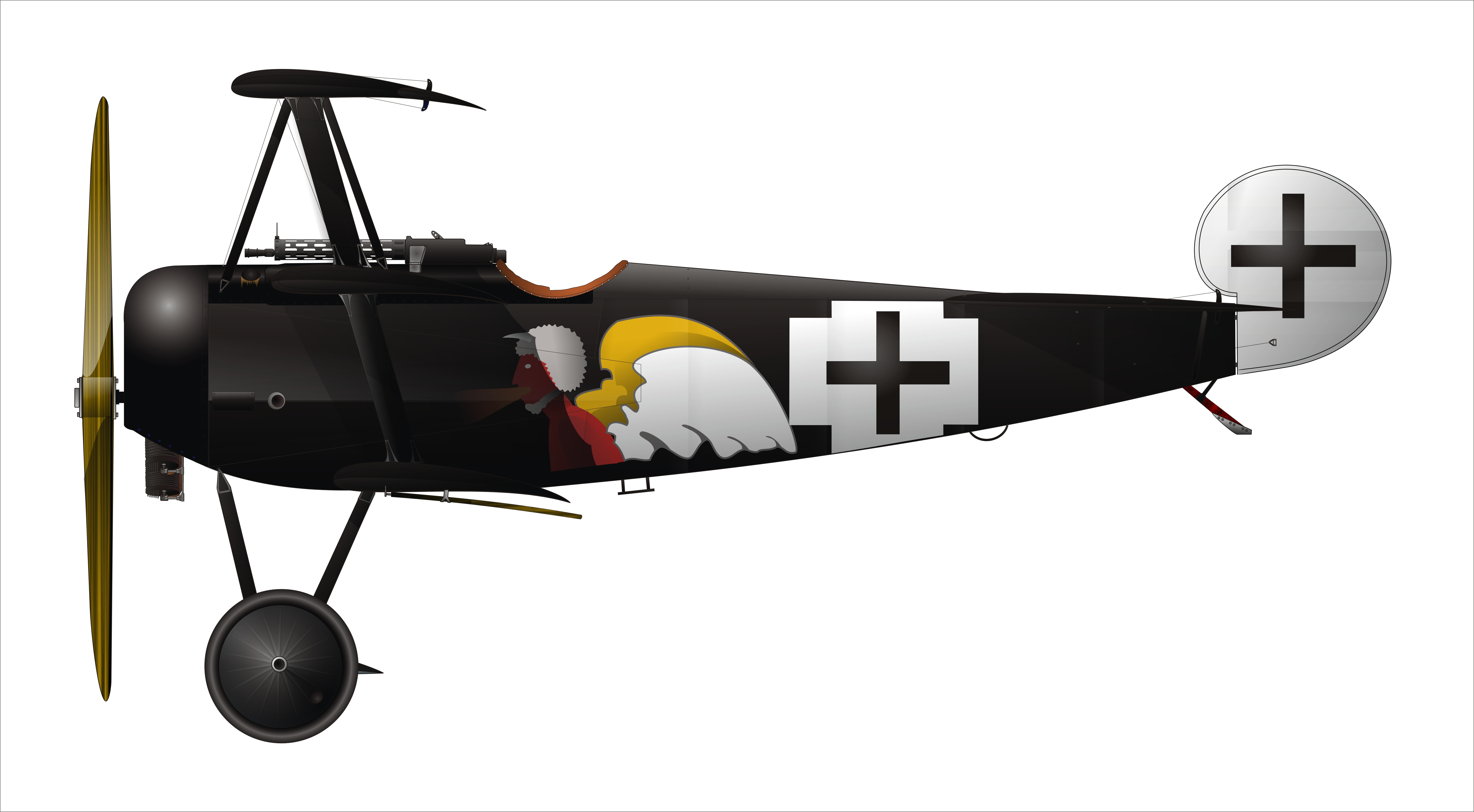
Fokker Dr.I, Lt. Josef Jacobs (48 Luftsiege): der erfolgreichste Pilot auf der Fokker Dr.I
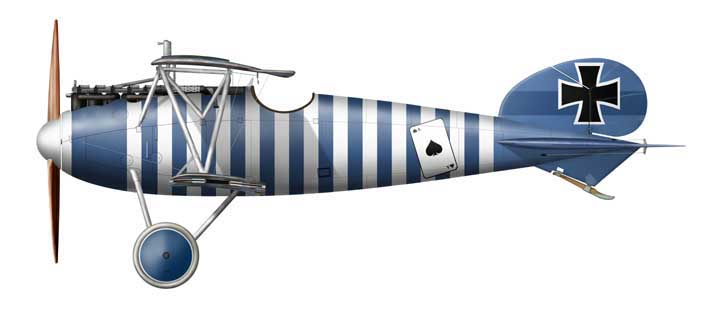
Albatros D.Va, Lt. Hans Böhning, Jasta 79b, Frühjahr 1918

### Abkürzungen
- AFA, AFlA Artillerieflieger-Abteilung (August 1915 bis Ende 1916)
- AFS Artillerieflieger-Schule
- AFP – Armee-Flug-Park (seit März/April 1915)
- BAK – Ballon-Abwehr-Kanone
- BAM – Brieftaubenabteilung Metz
- BAO – Brieftaubenabteilung Ostende
- BZ – Ballonzug
- Bogohl/BG – Bombengeschwader (der Obersten Heeresleitung)
- Bosta – Bombenstaffel
- EFP – Etappen-Flugzeug-Park (bis März/April 1915)
- Et – Etappe
- FA,FlAbt – Flieger-Abteilung (seit Januar 1917)
- FA(A) – Flieger-Abteilung (Artillerie) (seit Ende 1916/Anfang 1917)
- FBS – Fliegerbeobachter-Schule
- FEA – Fliegerersatz-Abteilung
- FFA – Feldflieger-Abteilung (bis Ende 1916/Anfang 1917)
- FLA – Feldluftschiffer-Abteilung
- FFA – Festungsflieger-Abteilung (bis Ende 1914/Anfang 1915)
- FlgBtl – Flieger-Bataillon (bis August 1914)
- FS – Fliegerschule
- FT – Funk-Telegraf
- FluNa – Flug-Nachrichtenstelle
- GruBia – Gruppen-Bildabteilung
- Grufl – Gruppenführer der Flieger
- GruJa – Gruppenführer der Jagdflieger
- IdFlieg – Inspektion der Fliegertruppen
- ILuft – Inspektion der Luftschiffertruppen
- JG – Jagdgeschwader
- JGr – Jagdgruppe
- Jasta – Jagdstaffel
- JastaSch – Jagdstaffel-Schule
- KE – Kampfeinsitzer
- KEK – Kampfeinsitzerkommando
- KeSch – Kampfeinsitzerschule
- Kest, Kesta – Kampfeinsitzerstaffel
- Kagohl/KG – Kampfgeschwader (der Obersten Heeresleitung)
- Kasta – Kampfstaffel
- Kofl/Stofl – Kommandeur der Flieger/Stabsoffizier der Flieger
- Kogenluft – Kommandierender General der Luftstreitkräfte
- Lb – Luftbild
- LsBtl – Luftschiffer-Bataillon
- RA, RFlA – Riesenflugzeugabteilung
- RBZ – Reihenbildzug
- Schlasta – Schlachtstaffel
- Schusta – Schutzstaffel

## Weitere Luftstreitkräfte im Ersten Weltkrieg
- Aviation Militaire Belge (Belgische Fliegertruppe)
- Royal Flying Corps (RFC; Britische Fliegertruppe, bis 1917)
- Royal Naval Air Service (RNAS; Britische Marinefliegertruppe, bis 1918)
- Royal Air Force (RAF; Britische Fliegertruppe, ab 1918)
- Aéronautique Militaire (Französische Fliegertruppe)
- Corpo Aeronautico Militare (Italienische Fliegertruppe)
- k.u.k. Luftfahrtruppen (Österreichisch-Ungarische Fliegertruppe)
- Osmanlı Hava Kuvvetler (Osmanische Fliegertruppe)
- Corpul de Aviație Român (Rumänische Fliegertruppe)
- Императорский военно-воздушный флот (Russische Fliegertruppe)
- United States Army Air Service (US-amerikanische Fliegertruppe)